# Porsche 935
Der Porsche 935 ist ein Rennwagen, der von 1976 bis 1981 auf Basis des Porsche 930 produziert wurde. Der nach dem FIA-Reglement der Gruppe 5 konstruierte Wagen wurde vom Werksteam 1976 bis 1978 in der Markenweltmeisterschaft eingesetzt.
Von 1977 bis 1982 setzten private Teams den Rennwagen in der Markenweltmeisterschaft und der 1. Division der Deutschen Rennsport-Meisterschaft (DRM) ein. In der nordamerikanischen IMSA-GT-Rennserie ging der 935 von 1977 bis 1986 an den Start.
Mit dem Wagen gewann Porsche von 1976 bis 1979 vier Jahre hintereinander die Markenweltmeisterschaft. In der DRM gewannen 1977 Rolf Stommelen und 1979 Klaus Ludwig auf einem Porsche 935 den Meistertitel. In Le Mans siegte der Rennwagen 1979 beim 24-Stunden-Rennen und in der IMSA-GT-Serie sicherte sich Porsche von 1978 bis 1982 mit dem 935 in der GTX- und GTP-Klasse den Markentitel.
Damit gehört der Porsche 935 bis heute zu den erfolgreichsten seriennahen Rennwagen.

## Allgemeines
Die FIA schrieb ab 1976 neue Regeln für die Weltmeisterschaft aus. Die Markenweltmeisterschaft wurde mit Produktionswagen der Gruppe 5 und parallel eine Sportwagen-Weltmeisterschaft mit Sportwagen der Gruppe 6 ausgetragen. Für den GT-Motorsport war die Gruppe 4 ausgeschrieben worden.
Porsche hatte sich Anfang der 1970er Jahre bereits auf die Regeländerungen vorbereitet und 1974 den 911 Carrera RSR Turbo 2.1 und den Porsche 930 entwickelt, die als Grundlage für den Gruppe-5-Rennwagen dienten. Für die Saison 1976 wurde der neue Wagen vom Typ 935 fertiggestellt und vom Werksteam erfolgreich eingesetzt. Porsche gewann mit dem 935 in dem Jahr die Markenweltmeisterschaft und mit dem Porsche 936 ebenfalls die Sportwagen-Weltmeisterschaft.
Während der Porsche 934 als Gruppe-4-Rennwagen direkt für den Verkauf an private Teams vorgesehen war, setzte Porsche den 935 zunächst nur als Werkswagen ein. Erst mit der Entscheidung, sich ab 1977 auf die Marken-WM zu konzentrieren, verkaufte das Werk auch Kleinserien an Kunden, um die Titelchancen mit deren Unterstützung zu erhöhen. Mit dem Rückzug des Werksteams nach der Saison 1978 überließ Porsche das Feld vollständig den Privatteams und beschränkte sich auf die Zulieferung von Fahrzeugen und Ersatzteilen.
Neben dem Werk bauten einige Rennteams eigene Gruppe-5-Rennwagen auf 935-Basis auf. Besonders bekannt und erfolgreich war das Team Kremer Racing, das von 1976 bis 1981 Fahrzeuge entwickelte.
Mit der Einführung der Gruppe C in der Sportwagen-Weltmeisterschaft 1982 ersetzten die europäischen Kunden den 935 durch den Porsche 956. In den USA fuhren dagegen einige Teams in der IMSA-Rennserie den Wagen vereinzelt noch bis in die Saison 1986, bis er auch dort durch einen Nachfolger, den Porsche 962, endgültig abgelöst wurde.
Vom Porsche 935 wurden von 1976 bis 1981 rund 73 Fahrzeuge, davon insgesamt 9 für das Werksteam und Erprobung, gebaut. Von 16 Fahrzeugen waren nur Karosserien ausgeliefert worden.

## Modellentwicklung

### 935 (1976–1977)

#### Karosserie

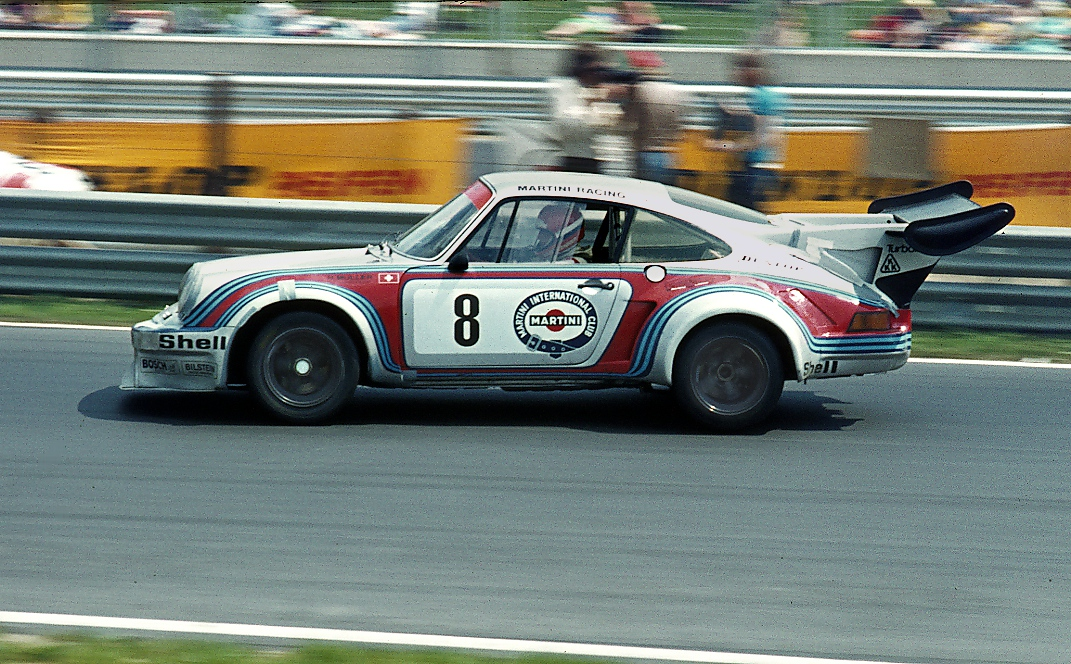
Der Porsche 911 Carrera RSR Turbo 2.1 diente als Entwicklungsbasis für den Porsche 935

Laut FIA-Reglement mussten die Gruppe-5-Rennwagen, um eine Homologation zu erhalten, die grundlegende Form und die Karosserie des Serienwagens behalten. Lediglich für die Türen, Hauben und Kotflügel war die Materialwahl und in einem gewissen Rahmen deren Formgebung dem Hersteller freigestellt.
Da der 935 in der 4-Liter-Klasse startete, durfte das Mindestgewicht von 970 kg für diese Klasse nicht unterschritten werden. Um diesen Wert zu erreichen, bauten die Konstrukteure den Wagen in Leichtbauweise auf. Die Karosserie war vom Porsche 930, bei der zur Gewichtsreduktion weder Schall- noch Wärmedämmmaterial eingebaut wurde. Die beiden Türen und die Front- und Heckhaube waren aus leichtem glasfaserverstärktem Kunststoff (GFK). In der Fronthaube waren zwei Löcher für die Schnelltankanlage für den 120-Liter-Benzintank und eine Öffnung für den Ölbehälter. Die beiden vorderen Kotflügel und die Bugschürze mit dem Frontspoiler waren ein zusammenhängendes GFK-Element, das für Wartungsarbeiten komplett von der Karosserie entfernt werden konnte. In der Bugschürze war mittig eine Öffnung für den Ölkühler und rechts und links davon Lufteinlässe zur Belüftung der vorderen Bremsanlage eingearbeitet. Der große Heckflügel war aus Aluminium und Kunststoff gefertigt und hatte eine verstellbare Klappe, deren Anstellwinkel je nach Bedarf vor dem Einsatz eingestellt werden konnte. Unter dem Heckflügel war der Motor mit dem Turbolader und dem Ladeluftkühler montiert. Vom Heck wurden während der Entwicklung eine Lang- und eine Kurzvariante aus GFK hergestellt. Die vorderen und hinteren Kotflügel waren für die Unterbringung der breiten Rädern weit ausgestellt.

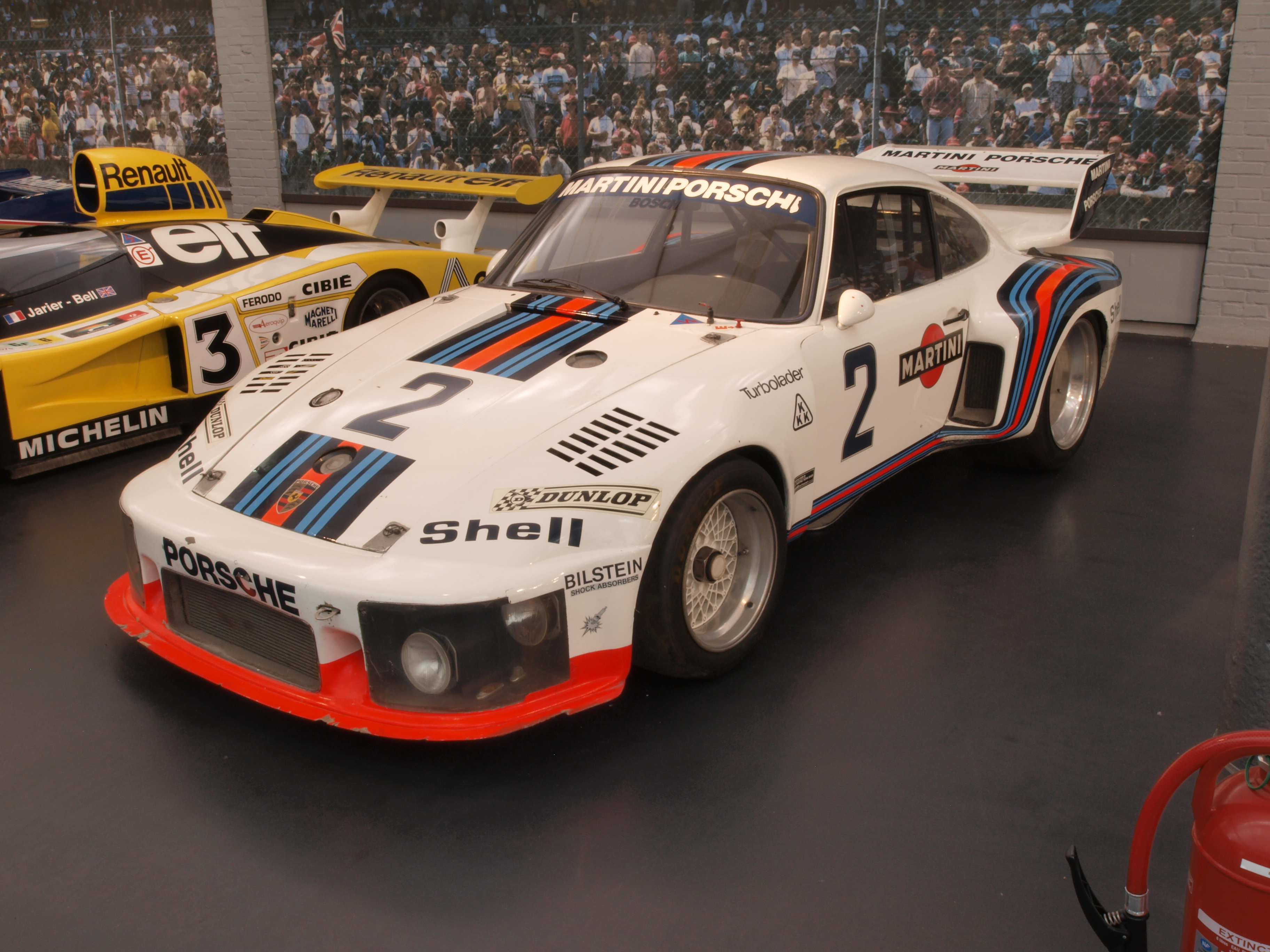
Porsche 935 mit der charakteristischen Flachbauwagenfront

In seiner ersten Version ähnelte der 935 mit den noch von der Serie übernommenen Scheinwerfern in den Kotflügeln sehr stark dem 911 Carrera RSR Turbo 2.1 und dem Porsche 911 Carrera RSR 3.0. Um den Abtrieb an der Vorderachse zu erhöhen, ließ der Entwicklungsleiter Norbert Singer die Kotflügel flach gestalten, so dass diese mit der Fronthaube eine große ebene Fläche bildeten. Die Scheinwerfer wurden in die Frontschürze verlegt und stattdessen an deren Stelle Schlitze zur Belüftung der Vorderbremse angebracht. Diese grundlegende Änderung am Wagen führte vor den ersten Rennen zu Diskussionen bei den technischen Abnahmen, die später offiziell durch die FIA als regelkonform bestätigt wurde.
Während der Marken-Weltmeisterschaft 1976 überarbeitete Porsche das Fahrzeugheck, da der eingebaute Ladeluftkühler aus dem Motorraum ragte und verglichen mit dem Serienmodell 930 durch die FIA als nicht regelkonform bemängelt wurde. Die hinteren Kotflügel erhielten eine kastenförmige Verlängerung ähnlich dem ursprünglich getesteten Langheck, um die neuen Ladeluftkühler aufnehmen zu können.
Zur Gewichtsreduzierung setzten die Entwickler Scheiben aus Polymethylmethacrylat („Plexiglas“) ein. Lediglich die Frontscheibe und die Fahrerseitenscheibe waren zum Schutz des Fahrers aus Sicherheitsglas.
Der Innenraum war bis auf den Fahrersitz, den Schaltknüppel, den Überrollkäfig aus Aluminium und das Armaturenbrett leer. Im Armaturenbrett dominierte wie beim Serienwagen der vor dem Fahrer platzierte Drehzahlmesser. Daneben waren Anzeigen zur Überwachung des Öldrucks, der Öltemperatur im Motor und des Ladedrucks sowie das sogenannte Dampfrad eingebaut. Mit dem Handrad konnte der Fahrer im Rennen kurzzeitig den Ladedruck und somit die Motorleistung erhöhen.
Durch den Leichtbau wog der Porsche 935 rennfertig weniger als 900 kg. Um die geforderten 970 kg Mindestgewicht zu erreichen, verteilten die Entwickler Bleigewichte im Fahrzeugbug und im Innenraum unter dem Armaturenbrett und auf der Beifahrerseite. So hatte der Wagen eine nahezu ideale Gewichtsverteilung von 47 % auf der Vorder- und 53 % auf der Hinterachse.

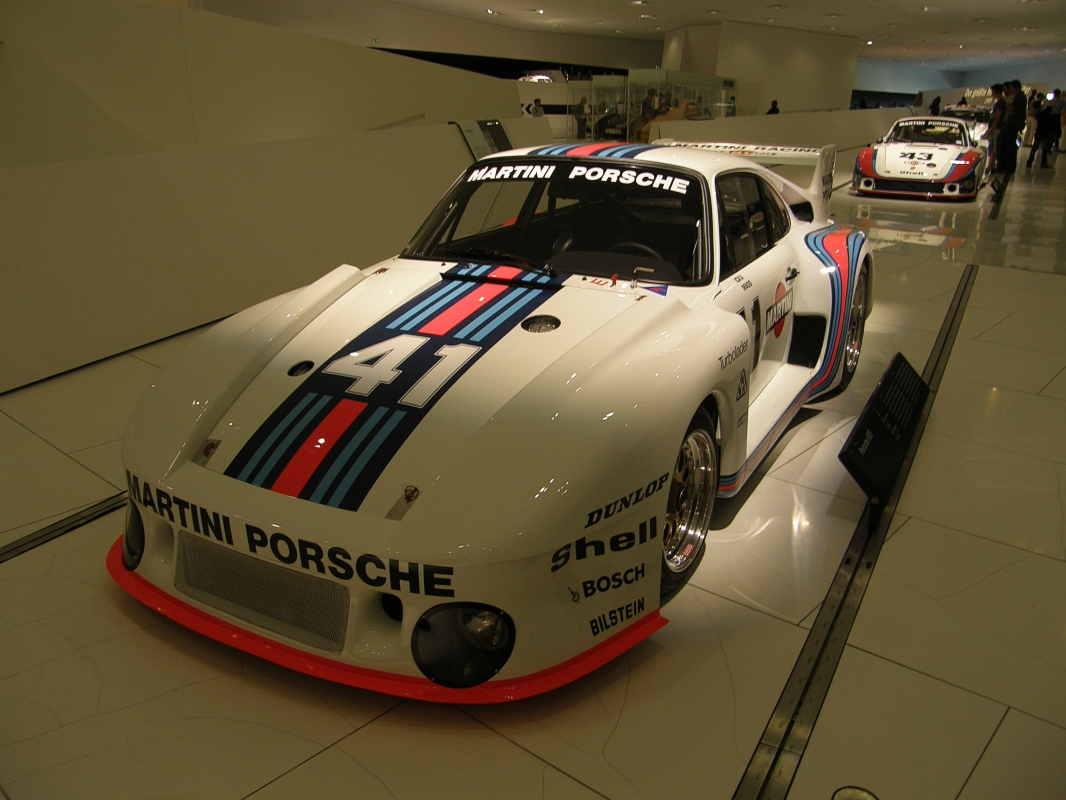
Seitliche Frontansicht eines Porsche 935/77 mit der typischen Martini-Lackierung der Werksrennwagen

Für die WM-Saison 1977 überarbeitete Porsche die Karosserie des nun 935/77 genannten Rennwagens nach Lockerungen im FIA-Reglement nochmals, um den Strömungswiderstand zu verringern und das Fahrverhalten zu verbessern. An der Vorderachse wurde die Achsgeometrie geändert, um das Untersteuern des Vorjahresmodells zu verringern. Im Heck versetzten die Konstrukteure das Querschott zum Motorraum um 20 cm ins Fahrzeuginnere und nutzten den so gewonnenen Raum, um größere Ladeluftkühler einzubauen.
Äußerlich unterschied sich der 935/77 vom Vorgänger durch umfangreiche Veränderungen an Front und Heck. Die Bugschürze verlief nicht mehr senkrecht abfallend zum Boden, sondern war schräg gestaltet. Die beiden äußeren Seiten vor den Vorderrädern hatten einen Einzug, um die Luft besser umzuleiten. Auffällig waren die nicht mehr bündig mit der vorderen Haube verlaufenden Kotflügel. Sie hatten von der Front bis zum Cockpit verlaufende Finnen zur Verkleidung der Rückspiegel. Am Heck waren die Änderungen noch ausgeprägter. Die bündig in die GFK-Karosserie eingesetzte Heckscheibe verlief gegenüber dem Serienmodell flacher zum Fahrzeugheck. Um die Auflagen des Reglements zu erfüllen, war unter der flachen Heckscheibe eine zweite Scheibe aus Plexiglas mit der originalen, von der Serie stammenden Neigung eingebaut. Hinter den Seitenfenstern nutzten die Entwickler den durch die flacher und höher verlaufende Heckpartie gewonnenen Raum aus und sahen auf beiden Seiten einen Lufteinlass für die Ladeluftkühler vor. Der Heckflügel wurde neu ausgeführt und hatte zwei große, senkrecht aufragende Finnen, zwischen denen der verstellbare Flügel montiert war. Die hinteren Kotflügel mit der umlaufenden Abrisskante aus Aluminium ragten weiter als beim 935/76 nach hinten heraus und nutzten die von der FIA erlaubten Veränderungen maximal aus. Die Vorder- und Heckkotflügel waren durch Schwellerverkleidungen, die unterhalb der Türen angebracht waren, verbunden.

#### Fahrwerk
Das Fahrwerk des 935 wurde grundsätzlich vom 930 übernommen und an einigen Stellen für den Rennbetrieb optimiert. Die in der Serie verwendeten Drehstäbe entfielen. Stattdessen bauten die Entwickler rundum Titan-Schraubenfedern ein, wodurch an der Vorderachse leichte Querlenker aus Aluminium verwendet werden konnten. Der Hinterachslenker aus Aluminium war vom Serienfahrzeug unverändert in den Rennwagen übertragen worden.
An der Vorder- und Hinterachse waren Stabilisatoren eingebaut. Um im Rennen Veränderungen der Gewichtsverteilung durch Benzinverbrauch und Änderungen des Reifenzustands ausgleichen zu können, ließ sich der hintere Querstabilisator vom Cockpit über Bowdenzüge verstellen.
Für die Bremse griffen die Konstrukteure auf das bewährte System vom Porsche 917 zurück. An allen Rädern waren 32 mm dicke und 300 mm große innenbelüftete und gelochte Bremsscheiben montiert. Die Vier-Kolben-Bremszangen aus Aluminium hatten zur besseren Wärmeableitung Kühlrippen. Durch ein Waagebalkensystem konnte die Bremswirkung auf die Achsen je nach Bedarf verteilt werden.
Der Wagen hatte anfänglich rundum 16-Zoll-Räder mit Zentralverschluss aus sehr leichter Magnesiumlegierung. Nach den Testfahrten auf dem Circuit Paul Ricard beim südfranzösischen Le Castellet verwendeten die Entwickler auf der Hinterachse 19-Zoll-Räder, da die 16-Zoll-Reifen mit der Motorleistung von 433 kW (590 PS) überfordert waren. Im Rennen hatte der 935 an der Vorderachse 11J×16-Felgen mit 275/60×16-Reifen und an der Hinterachse 14,5J×19-Felgen mit Reifen in der Dimension 350/70 × 19.
Beim 935/77 wurden einige Fahrwerksänderungen vorgenommen, um das Untersteuern des Wagens zu vermindern. An der Vorderachse waren die Dreieckslenker gegenüber dem Serienmodell höher angelenkt und ermöglichten zusammen mit einem längeren Querlenker eine Minimierung der Sturzwerte an der Vorderachse. Statt des hinteren Querstabilisators war nun der vordere Stabilisator verstellbar.
Die Bremse vom Vorgängermodell wurde um eine Servounterstützung erweitert, um eine bessere Dosierung der Bremskraft und einen geringeren Verschleiß zu erhalten.

#### Motor und Getriebe
Der 3-Liter-Sechszylinder-Boxermotor aus dem 930-Serienfahrzeug mit Modifikationen vom 911 Carrera RSR Turbo 2.1 bildete die Grundlage für den Motor des Porsche 935. Um in der Fahrzeugklasse unter 4 Liter Hubraum mit einem Mindestgewicht von nur 970 kg statt 1025 kg bei mehr als 4 Litern starten zu können, musste der Hubraum auf 2857 cm³ reduziert werden. Durch den Turbofaktor von 1,4 kam der Motor rechnerisch auf rund 3998 cm³ Hubraum und erfüllte diese Bedingung. Da bei der Gruppe 4 diese Einschränkungen nicht existierten, hatte der Motor vom Typ 930/71 des parallel entwickelten Porsche 934 mit 3 Litern einen größeren Hubraum als der Gruppe-5-935.
Das Lüfterrad für die Motorkühlung war entgegen der Serie nicht stehend, sondern wie beim Carrera Turbo 2.1 und 934 liegend auf dem Motorblock montiert. Ebenfalls abweichend von der Serie hatte der intern 930/72 genannte Motor eine Doppelzündung und für die Gemischaufbereitung eine mechanische Einspritzpumpe von Bosch statt einer K-Jetronic.
Das Motorgehäuse, die Kurbelwelle und die Ventile waren vom Serien-930. Dagegen waren die Nockenwelle, das Ansaugsystem, die Motorschmierung und die Pleuelstangen geändert worden. Die Abgasanlage unterschied sich stark vom Porsche 911 Turbo, das Endrohr war nicht hinten seitlich herausgeführt, sondern endete mittig unterhalb der Stoßstange.

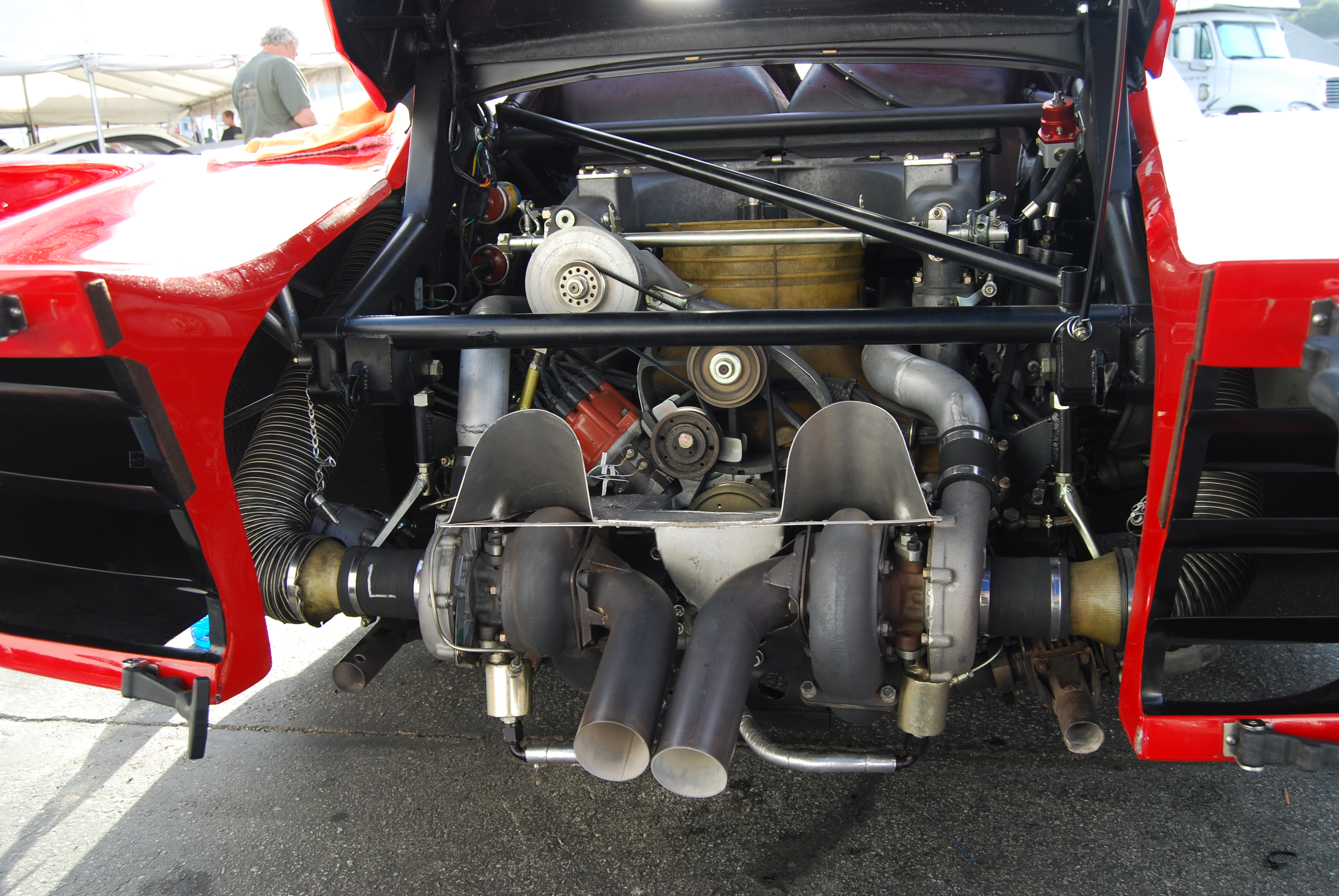
Hecksicht eines Porsche-935-Motorraums mit Bi-Turbomotor

Durch den von der Serie übernommenen Turbolader entwickelte der mit einem Verhältnis von 6,5 : 1 verdichtende Motor bei einer Drehzahl von 7900/min maximal 433 kW (590 PS). Der KKK-Turbolader lieferte einen Ladedruck von rund 1,4 bar, der durch das im Cockpit eingebaute Handrad kurzzeitig auf etwa 1,55 bar erhöht werden konnte. Die Ladeluft wurde nach dem Turbolader mit Luft-Luft-Ladeluftkühlern abgekühlt. Dieses System hatte gegenüber den im 934 eingesetzten wassergekühlten Wärmetauschern den Vorteil, im Rennen eine konstante Kühlleistung zu liefern und war weniger aufwändig konstruiert und damit leichter.
Das Viergangschaltgetriebe war das gleiche wie beim Porsche 934 und entsprach weitgehend der Serienausführung. Um die Temperaturen des Getriebes niedrig zu halten, wurde ein zusätzlicher Getriebeölkühler in den rechten hinteren Kotflügel eingebaut. Die Getriebeübersetzungen konnten nach Bedarf verändert werden, ohne den Motor dafür ausbauen zu müssen. Porsche verzichtete auf ein Differenzial und baute wie beim Porsche 917/10 und 917/30 einen starren Durchtrieb ein. Bei der geplanten Stückzahl von 25 Getrieben wurden dadurch 80000 DM gespart. Mit dem 4. Gang erreichte der Wagen eine Höchstgeschwindigkeit von 340 km/h.
Der ein Jahr später eingesetzte 935/77 hatte den gleichen Motor vom Typ 930/72 eingebaut. Jedoch ersetzte Porsche den großen Turbolader durch zwei kleinere KKK-Turbolader, um das Ansprechverhalten zu verbessern und das sogenannte Turboloch zu minimieren. Zusammen mit einem neuen, größeren Ladeluftkühler leistete der Motor bei 1,4 bar Ladedruck und einer Drehzahl von 8000/min maximal 463 kW (630 PS).

### 935/2.0 „Baby“ (1977)

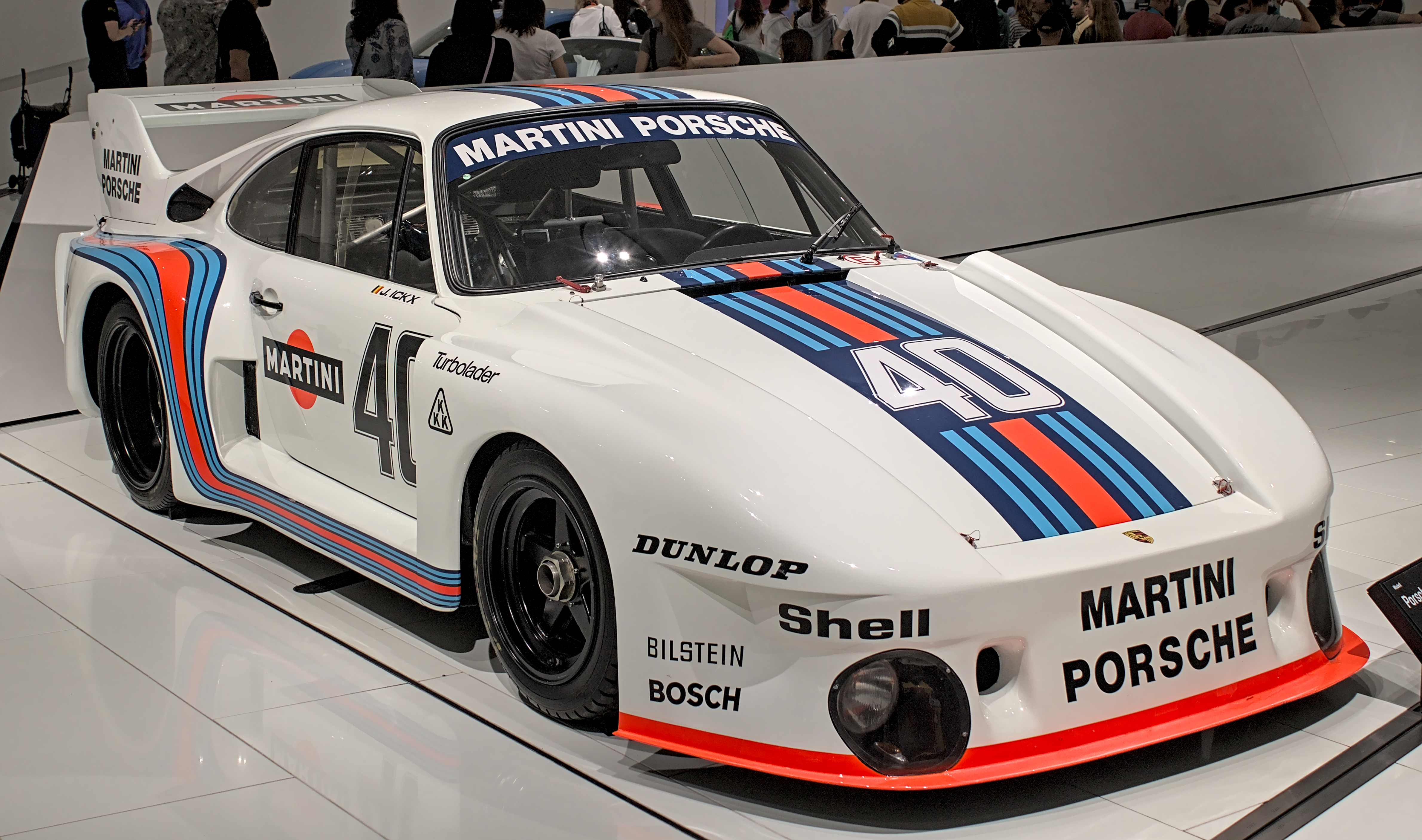
Porsche 935/2.0 „Baby“ ohne Ölkühleröffnung im Bug

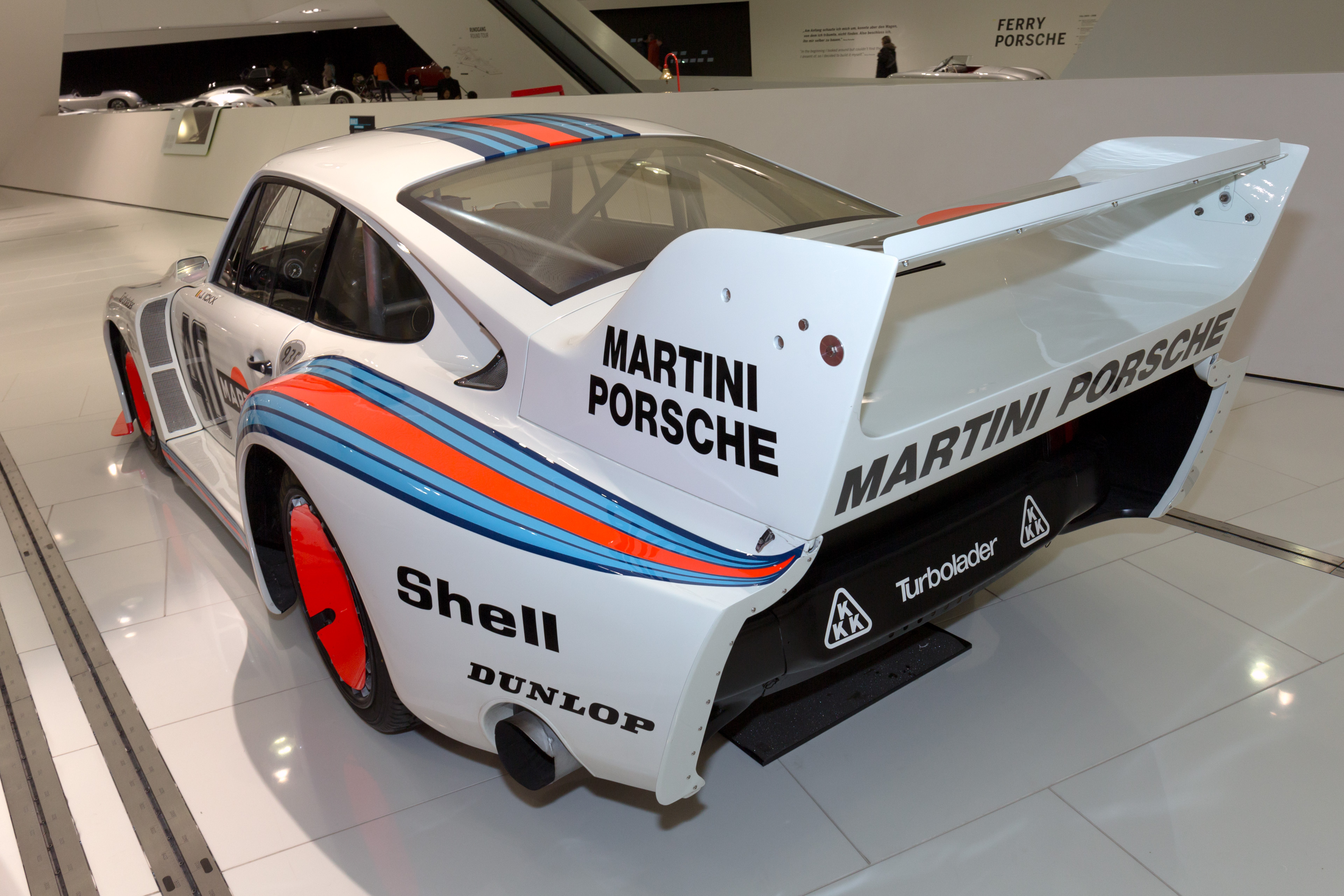
Heckansicht vom Porsche 935/2.0 „Baby“

Die 1972 gegründete DRM war in die Divisionen 1 und 2 unterteilt. Porsche und seine Kunden starteten nahezu ohne Konkurrenz in der 1. Division, während BMW und Ford Rennwagen für die 2. Division konstruierten und sich spannende Rennen lieferten. So entwickelte sich die 1. Division fast zu einem Porsche-Markenwettbewerb und verlor gegenüber der 2. Division an Medieninteresse.
Durch das schwindende Interesse an der 1. Division entschied der Porsche-Vorstandsvorsitzende Ernst Fuhrmann, einen 935 nach den Spezifikationen der 2. Division zu bauen und die Siegfähigkeit in der sogenannten „kleinen Division“ unter Beweis zu stellen.
Der neu aufgebaute Rennwagen wurde 1977 in nur zwei DRM-Rennläufen der 2. Division, beim 200-Meilen-Rennen von Nürnberg um die Norisring-Trophäe und den Bilstein Cup eingesetzt. Beim ersten Einsatz am 3. Juli 1977 auf dem Norisring in Nürnberg gab es mit dem Wagen wegen der fehlenden Vorbereitungszeit für das Rennen Motorabstimmungs- und Getriebeprobleme. Zusätzlich wurde Jacky Ickx, der den 935/2.0 fuhr, im Rennen der DTM durch die starke Hitze des Motors, die ins Cockpit eindrang, so stark belastet, dass er nach 38 Runden aufgab. Im zweiten Rennen des Tages, dem sogenannten „Geldrennen“, bei dem die 1. und 2. Division gemeinsam starteten, erreichte Jacky Ickx im 935/2.0 den 7. Platz.
Das dritte Rennen des 935/2.0 fand am 30. Juli 1977 auf dem Hockenheimring statt. Mit dem überarbeiteten Rennwagen siegte Ickx überlegen im Rennen der 2. Division und stellte außerdem mit 2:10,4 min einen Rundenrekord für Zweiliterfahrzeuge auf.
Danach setzte Porsche den Rennwagen nicht mehr ein und stellte ihn ins Museum.

#### Karosserie
Da der 935/2.0 in der Zweiliterklasse der DRM starten sollte, durfte der Rennwagen auf ein Mindestgewicht von 735 kg gebracht werden. Die Karosserieform wurde weitestgehend vom 935/77 übernommen. Durch das Verlegen des Motorölkühlers ins Heck konnte die Frontöffnung entfallen. Um das Gewicht von rund 900 kg des 935/77 auf die erlaubten 735 kg zu reduzieren, entfernten die Entwickler alle Stahlbleche, die vor und hinter den Spritzwänden lagen und ersetzten diese durch eine Gitterrohrkonstruktion. Der Fahrzeugboden aus Stahl wurde gegen GFK ausgetauscht. Der Aluminium-Überrollkäfig diente neben dem Schutz des Fahrers auch zur Versteifung der Karosserie. Insgesamt ersetzten die Ingenieure viele Teile, die beim 935/77 für Langstreckenrennen der Sportwagenweltmeisterschaft dimensioniert waren, durch schwächere und leichtere Elemente, die für die rund einstündigen DRM-Läufe ausreichten. So wurde auch ein kleinerer 100-Liter-Bezintank eingebaut.
Durch die Gewichtseinsparungen lag der Wagen mit 710 kg unter dem im Reglement geforderten Mindestgewicht. Die fehlenden 25 kg wurden durch flüssiges Blei in den Längsträgern im Bug hinzugefügt.

#### Fahrwerk
Die vordere Achsaufhängung war unverändert vom 935/77 übernommen worden. Bei der hinteren Aufhängung verwendete Porsche die vom Rennprototyp 911 Carrera RSR Turbo 2.1.
Um Gewicht zu sparen, wurden statt der sonst üblichen Stahlfedern gleich dimensionierte, jedoch leichtere Federn aus Titan eingesetzt. Die Bremsanlage stammte wie auch beim 935/77 vom Porsche 917.
Der Wagen rollte auf dreiteiligen 16-Zoll-Aluminium-Rennrädern, die von BBS geliefert wurden. An der Vorderachse waren Reifen der Dimension 275/600 × 16 auf 11J×16-Felgen und an der Hinterachse Reifen mit 350/700×16-Maßen auf 14,5J×16-Felgen montiert.

#### Motor und Getriebe
Da in der 2. Division nur Motoren mit maximal 2000 cm³ starten durften, musste der 2,85-Liter-Motor vom 935 verkleinert werden. Dazu wurde beim 935/2.0 der Hubraum auf 1425 cm³ halbiert, um mit dem Turbofaktor von 1,4 die 2-Liter-Hubraumgrenze nicht zu überschreiten. Wegen des kleinen Motors wurde der 935/2.0 auch „Baby“ genannt.
Wie bei der Karosserie wurde auch beim Motor Gewicht eingespart. Statt zweier Turbolader setzten die Motorentwickler nur einen Turbolader ein. Das Wasser-Luft-Ladeluftkühlsystem ersetzte Porsche durch ein einfacheres Luft-Luft-Kühlsystem, das weniger Platz benötigte und so vollständig im Heck eingebaut wurde. Die Luft für die beiden Zwischenkühler kam über zwei Öffnungen, die hinter den Heckseitenfenstern angebracht waren.
Der 1,4-Liter-Motor vom Typ 935/02 hatte die klassische Luftkühlung. Das Lüfterrad war wie beim 935/77 liegend auf dem Motorblock montiert. Die Kühler für das Motor- und Getriebeöl fanden Platz in den hinteren Kotflügeln.
Mit einem Ladedruck von 1,4 bar und 6,5 : 1 Verdichtung leistete der Motor bei 8000/min rund 272 kW (370 PS). Bei 8200/min betrug die Höchstleistung 279 kW (380 PS).
Für den kleineren und drehmomentschwächeren Motor eignete sich das bereits im Porsche 911 Carrera RSR und RSR Turbo 2.1 verwendete Fünfgang-Getriebe Typ 915 besser als das Viergang-Getriebe aus dem 935/77. Mit diesem Getriebe erreichte der Wagen eine Höchstgeschwindigkeit von etwa 270 km/h.

### 935/78 „Moby Dick“ (1978)

#### Karosserie

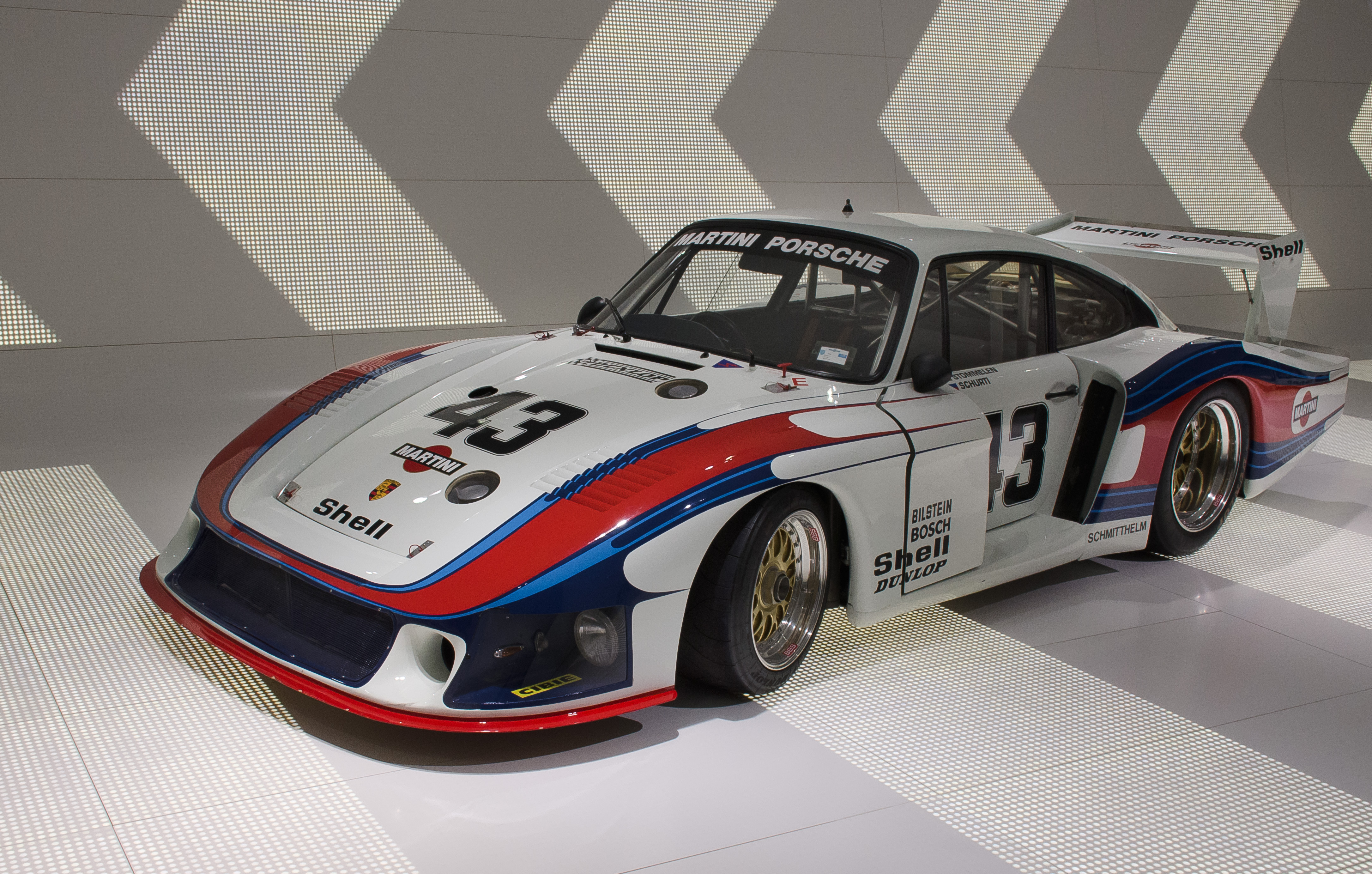
Porsche 935/78 „Moby Dick“ mit der Lackierung des Werksteams

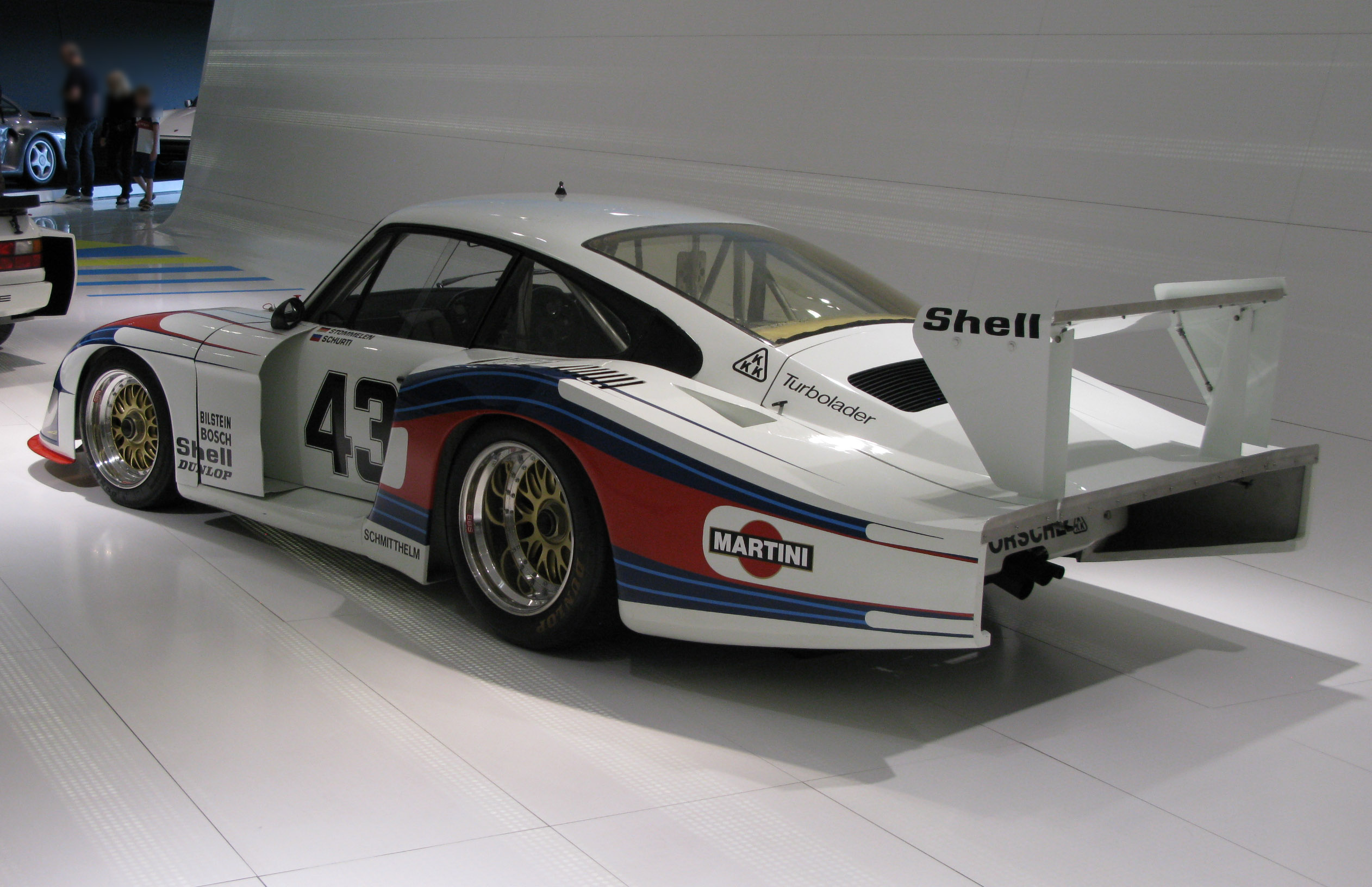
Heckansicht des Porsche 935/78.

Für die Markenweltmeisterschaft 1978 entwickelte Norbert Singer einen komplett neuen Rennwagen, da Porsche für diese Saison mit einem neuen Mittelmotor-Rennwagen von BMW auf Basis des 1972 vorgestellten Turbo X1 rechnete, der dem 935/77 rechnerisch überlegen war.
Die Karosserie wurde gegenüber den Vorgängerfahrzeugen komplett überarbeitet und dabei alle Freiheiten des FIA-Reglements von 1977 ausgenutzt. Das Ergebnis war der 935/78, der wegen seiner großen Abmessungen und weißen Grundlackierung von den Werksmechanikern den Beinamen Moby Dick wie der weiße Pottwal aus dem gleichnamigen Roman von Herman Melville erhielt.
Anders als beim ersten 935 homologierte Porsche den neuen Rennwagen nicht auf Basis des 930, sondern auf der des Porsche 911 SC. Um das Reglement komplett ausnutzen zu können, bauten die Entwickler einen Gitterrohrrahmen, ähnlich wie beim 935/2.0 „Baby“, auf den das Cockpit gesetzt wurde. Der Wagen war wegen der entfernten Türschweller 6 cm niedriger als der Serien-911 und bot so weniger Stirnfläche und Luftwiderstand. Der Boden wie auch die Front und das Heck waren aus glasfaserverstärktem Kunststoff (GFK). Neben Gewichtseinsparungen konnte so die Außenhaut des Wagens aerodynamisch günstig aufgebaut werden. Der Bug mit der Frontschürze war weiter nach vorne verlängert als beim Vorgänger 935/77 und hatte eine große Öffnung für den Öl- und Ladeluftkühler. Rechts und links daneben waren Öffnungen für die Zuführung von Kühlluft an die Vorderbremse. Die zwei Scheinwerfer saßen daneben in der Frontschürze integriert hinter Plexiglasscheiben. Für die Entlüftung der Bremse hatten die vorderen Kotflügel auf der Oberseite ähnlich dem 935/76 wieder Schlitze. Unter der Fronthaube mit den Öffnungen für die Schnelltankanlage und die Ölzuführung befanden sich der 120-Liter-Benzintank und der Motoröltank.
Das Heck unterschied sich wegen seiner Länge deutlich von denen der Vorgängermodelle und sorgte mit dem großen verstellbaren Heckflügel für eine bessere Luftumströmung. Der Heckflügel war zunächst flach und über die komplette Heckbreite geführt. Später im Renneinsatz ersetzten die Ingenieure ihn durch einen schmaleren, jedoch höheren Flügel. Die ins Heck integrierte Scheibe war flacher als beim Serienmodell. Um die Homologationsfreigabe der FIA zu erhalten, war darunter eine zweite Plexiglasscheibe an der Stelle der Serienscheibe montiert. Zur besseren Wärmeabfuhr der Bremsanlage enthielten die hinteren Kotflügel ebenfalls Entlüftungsschlitze. Hinter den Seitenfenstern waren wie beim 935/77 Öffnungen für die Luftzuführung für die Turbolader und in die hinteren Kotflügel die Öffnungen für die Ladeluftkühler integriert.
Zwischen den vorderen und hinteren Kotflügeln waren unterhalb der Türen Schwellerverkleidungen montiert. Die Serientüren wurden während der Entwicklung so dimensioniert, dass sie mit den Kotflügeln und Schwellerverkleidungen eine Ebene bildeten. Darin war je eine NACA-Öffnung für die Ladeluftkühler-Luftzuführung enthalten. Nach dem Verbot der veränderten Türen durch die technische Kommission der FIA entfernte Porsche diese und verlängerte stattdessen die Linienführung der vorderen Kotflügel durch zwei vertikal auf den Türen angeordnete 35 cm lange Bleche. Diese dann erlaubten Änderungen hatten einen ähnlich guten Effekt auf den Strömungswiderstand wie der ursprüngliche Entwurf.
Der Sitz des Piloten wurde beim 935/78 auf der rechten Seite eingebaut. Die Rechtslenkerausführung war ursprünglich bereits beim 935/77 geplant, jedoch nicht umgesetzt worden. Der Vorteil dieser Ausführung ist die bessere Übersicht für den Fahrer und durch die Schwerpunktverlagerung zur Innenseite eine bessere Fahrdynamik in Rechtskurven. Die meisten Rennstrecken wurden im Uhrzeigersinn befahren und wiesen mehr Rechts- als Linkskurven auf. Mit dieser sportwagenprototyp-typischen Lenkung hatten die Piloten im Renneinsatz deutliche Vorteile gegenüber einer Linkslenkerausführung.

#### Fahrwerk
Das Fahrwerk des 935/77 passten die Entwickler dem neuen Wagen an. Die Vorderachse vom Vorgänger wurde übernommen, jedoch die Spurweite um 122 mm auf 1624 mm vergrößert. Durch diese Änderung war es notwendig, die Querlenker vorne um 61 mm zu verlängern. Der vordere Stabilisator konnte vom Cockpit aus verstellt und so an Änderungen der Gewichtsverteilung während des Rennens angepasst werden.
Statt der bislang vom Porsche 930 übernommenen Hinterachse hatte das Fahrzeug eine spezielle Konstruktion aus Aluminium, deren Anlenkpunkte angepasst wurden. Rundherum waren Federn von Schmitthelm und Bilstein-Dämpfer im Fahrwerk eingesetzt.
Da der 935/78 mit einem Renngewicht von 1025 kg rund 55 kg schwerer als das Vorgängermodell war, musste die Bremse dem Gewicht angepasst werden. Rundum waren an den Rädern größere gelochte und innenbelüftete Bremsscheiben mit 332 mm Durchmesser und 35 mm Breite eingebaut. Die zuvor eingesetzten dreiteiligen Aluminium-Bremssättel ersetzten die Ingenieure durch stabilere und leichtere Aluminiumguss-Sättel. Die Bremskraftverteilung erfolgte über ein doppeltes Waagebalkensystem.
Der Rennwagen hatte an der Vorderachse 11J×16- und an der Hinterachse 15J×19-Felgen montiert.

#### Motor und Getriebe
Für den 935/78 plante Porsche, einen neuen, komplett wassergekühlten Rennmotor aufzubauen, da die Motoren der WM-Saison 1977 wegen der thermischen Belastungen im Rennen öfter Probleme an den Zylinderkopfdichtungen hatten. Laut Reglement mussten die Motoren der Gruppe-5-Wagen jedoch den luftgekühlten Motorblock mit dem dazu zählenden Kurbelgehäuse und Zylindern des 911-Serienmodells verwenden. Somit durfte nur der Zylinderkopf wassergekühlt werden – die Zylinder blieben weiterhin luftgekühlt.
Als Basis für den Motor Typ 935/79 diente der Motorblock des Porsche 911 Turbo 3.3, dessen Kurbelwelle speziell behandelt wurde, um eine höhere Härte zu erreichen. Die Pleuelstangen aus Titan, Kolben und Nockenwellen waren Neuentwicklungen. Die letztgenannten wurden anstatt über Ketten über Stirnräder angetrieben, um der maximalen Drehzahl von 9000/min gerecht zu werden.
Neben den Ventilen steuerten die zwei Nockenwellen je Zylinderreihe ebenfalls die beiden Wasserpumpen für die Zylinderkopfkühlung. Das Kühlwasser strömte von unten hinein und nach oben aus den Kopfreihen heraus in die in den hinteren Kotflügeln eingebauten Kühler. Dadurch konnten die Temperaturen an den Zylinderköpfen um rund 60 °C reduziert werden.
Das stehend montierte Gebläse für die Zylinderkühlung war mit 210 mm kleiner als das 226 mm durchmessende Seriengebläse. Die Fördermenge der Kühlluft sank so auf ein Drittel. Dennoch waren durch die Kombination der Luft- und Wasserkühlung die maximalen Temperaturen an den Zylinderbohrungen zwischen 80 °C und 100 °C niedriger als bei der klassischen Luftkühlung.
Aus Platzgründen verzichtete Porsche auf die Doppelzündung. Die neuen Vierventil-Zylinderköpfe waren elektronisch mit den Zylindern verschweißt. Somit entfiel die in den früheren Motoren anfällige Zylinderkopfdichtung.
Der mit einem Verhältnis von 7 : 1 verdichtende 3,2-Liter-Sechszylinder-Boxermotor leistete bei einer Drehzahl von 8200/min mit den Turboladern maximal 620 kW (845 PS). Das Turboladersystem mit den beiden KKK-Turboladern und den zwei Ladeluftkühlern wurde vom 935/77 nahezu unverändert übernommen. Dieses lieferte einen Ladedruck von 1,6 bar, der kurzfristig auf 1,8 bar erhöht werden konnte. Für die Ladeluftkühlung setzte Porsche ein Luft-Wasser-System ein, bei dem die Kühler in der Frontschürze montiert waren.
Das neue Viergang-Schaltgetriebe vom Typ 930/60 hatte einen starren Durchtrieb und war umgedreht auf dem Kopf stehend eingebaut, um die Antriebswellen ohne große Verschränkungen mit den Hinterrädern verbinden und so mechanisch entlasten zu können. Wegen der ungewöhnlichen Position mussten das Getriebegehäuse und die Schmierung neu konstruiert werden. Den Getriebeölkühler bauten die Ingenieure unter dem Fahrzeug ein. Mit dem Getriebe erreichte der Rennwagen eine Höchstgeschwindigkeit von 366 km/h.

### 935-Kundenfahrzeuge (1977–1980)
Für die Saison 1977 entschied Porsche, mit dem Werksteam nur in der Marken-Weltmeisterschaft zu starten und die Titelchancen dort durch Kundenfahrzeuge zu erhöhen. Diese Strategie war bei Porsche bereits seit 1954 mit dem Verkauf des Porsche 550 an Kunden bewährte Praxis.
Das mit dem Porsche 936 im Vorjahr erfolgreiche Engagement in der Sportwagen-Weltmeisterschaft wurde dagegen eingestellt.

#### 935/77 „Kunden“ (1977)

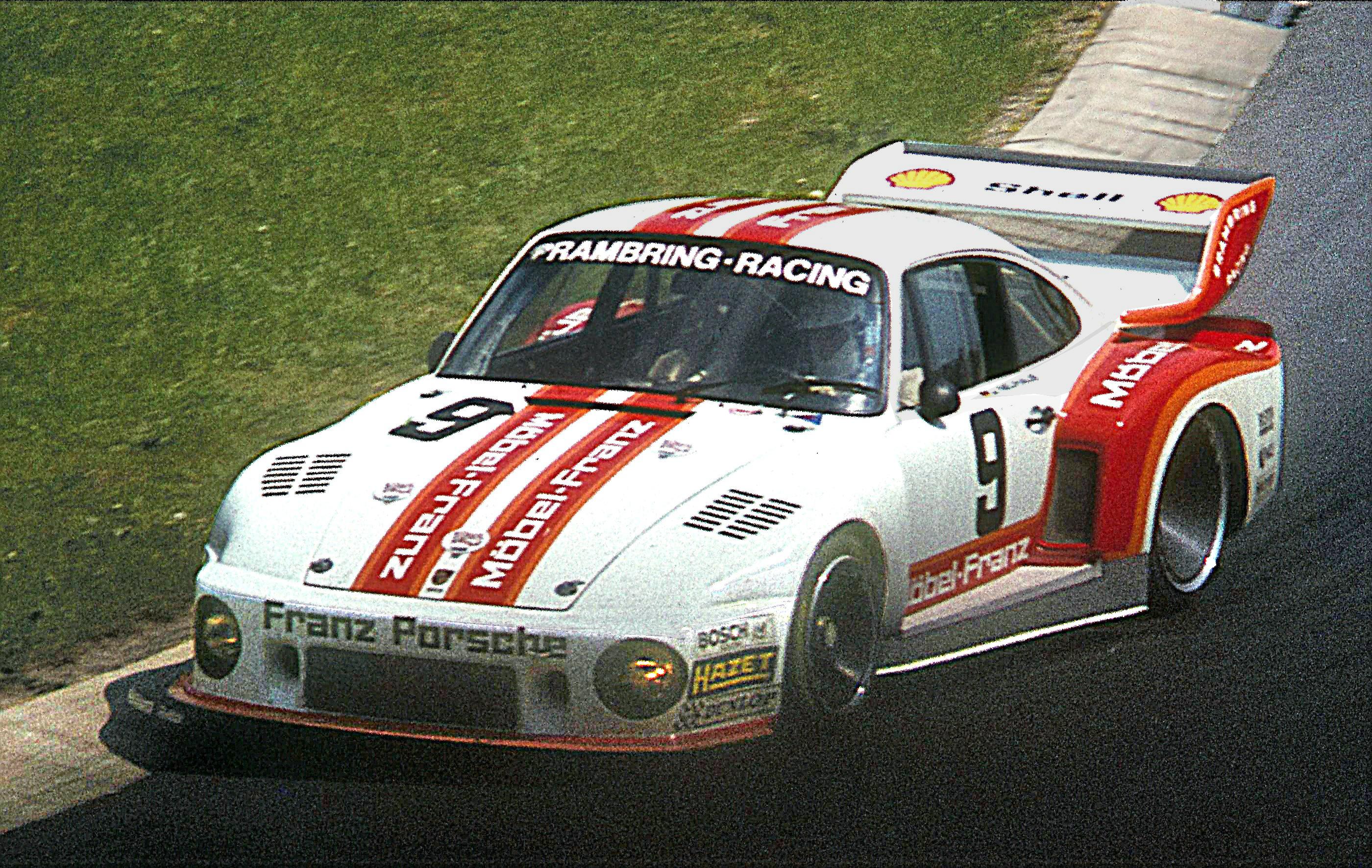
Ein Porsche 935/77 „Kunden“ beim 1000-km-Rennen auf dem Nürburgring 1977

Der Porsche 935/77 „Kunden“ genannte Wagen wurde für 140.000 DM angeboten und erstmals auf dem Genfer Automobilsalon offiziell vorgestellt. Die in einer Kleinserie von 13 Stück produzierten Kundenfahrzeuge entsprachen optisch und technisch weitgehend dem Werksrennwagen der Saison 1976. Der Wagen hatte abweichend vom 935/76 eine verbesserte Verstellmöglichkeit am Heckflügel, und um die Anforderungen des ACO zu erfüllen, waren in die Scheinwerferhöhlen Blinker eingebaut. Im Innenraum versetzen die Konstrukteure das Handrad für die Ladedruckregelung näher an das Lenkrad. Somit konnte es vom Piloten während des Rennens besser erreicht werden. Der 2,85-Liter-Sechszylinder-Boxermotor vom Typ 930/72 leistete mit Turbolader und der Ladeluftkühlung 433 kW (590 PS) bei 7900/min. Das Viergangschaltgetriebe mit dem starren Durchtrieb wurde vom 935/76 übernommen.

#### 935/78 „Kunden“ (1978)
Nachdem der von Hans-Joachim Stuck gefahrene neue BMW 320i Turbo im 6-Stunden-Rennen von Watkins Glen 1977 sich dem 935/77 des Werksteams als ebenbürtig erwies, plante Porsche für die Marken-WM-Saison 1978, den Kunden einen neuen Motor mit Doppelturbolader, verbesserter Druckanlage und einem neuen dreiteiligen Heckflügel anzubieten.
Letztlich entschied sich Porsche, einen neuen Rennwagen zu produzieren. Vom Porsche 935/78 „Kunden“ wurden insgesamt 15 Fahrzeuge in Europa und den USA verkauft, wo die IMSA den Einsatz von Doppelturboladern ab der Saison 1978 erlaubte. Der Wagen hatte hinten größere Kotflügel, um die beiden links und rechts längs zur Fahrtrichtung montierten Ladeluftkühler aufnehmen zu können. Um eine Wartung der Bremse, Radaufhängung und der Kühler zu erleichtern, konnten die Kotflügel komplett entfernt werden. Der bewährte Motor vom Typ 930/72 wurde, wie ursprünglich geplant, mit einem Doppelturbolader ausgerüstet und erreichte bei einer Drehzahl von 8000/min eine Leistung von 441 kW (600 PS). Fahrwerk, Bremsanlage und das Viergangschaltgetriebe entsprachen der des Porsche 935/77 „Kunden“.

#### 935/79 (1979)

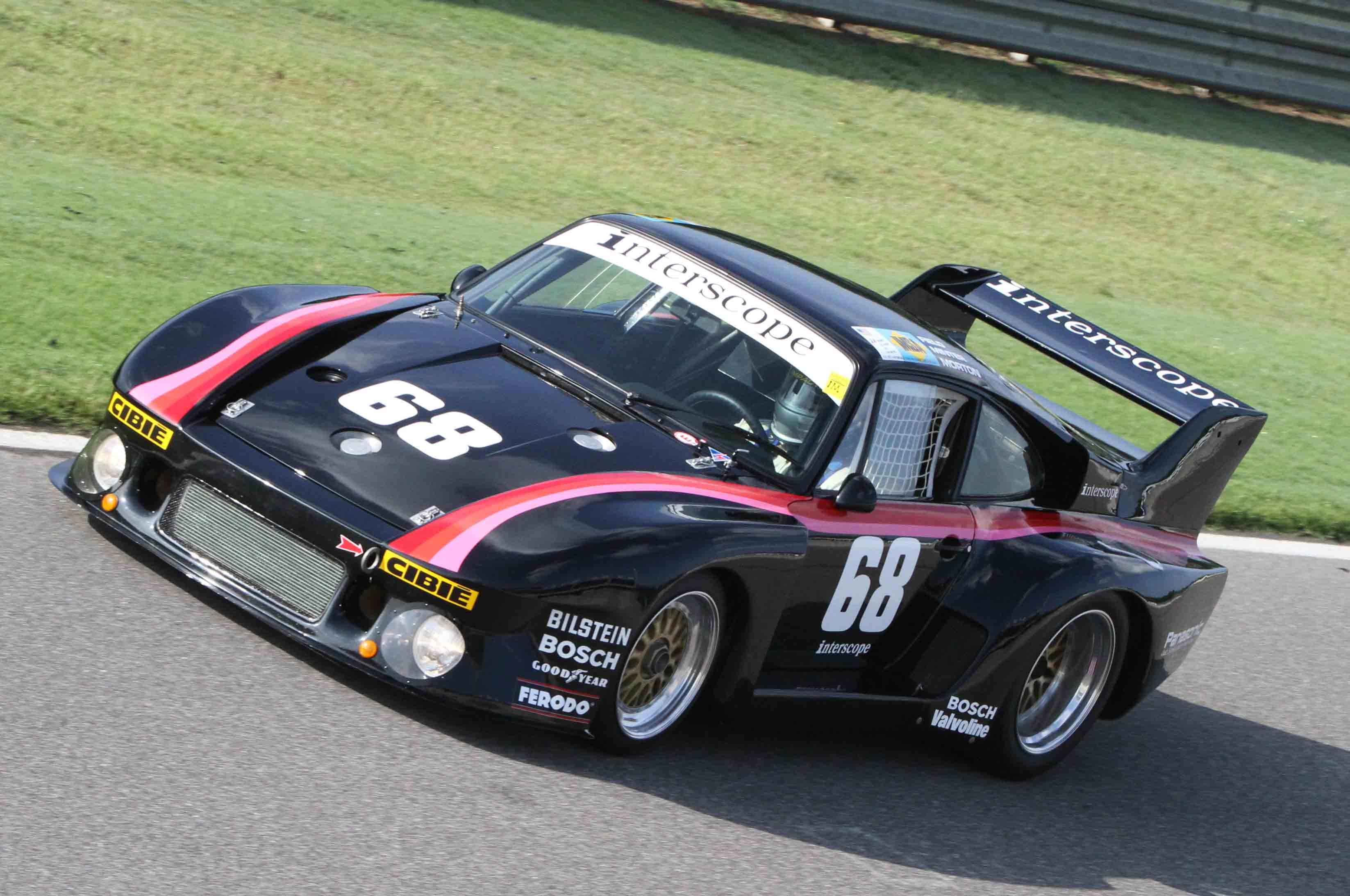
Das Interscope-Racing-Team setzte diesen Porsche 935/79 beim 24-Stunden-Rennen von Le Mans 1979 ein

Nachdem der Porsche 935/78 „Kunden“ die IMSA-Saison 1978 dominierte und Peter Gregg mit dem Brumos-Team überlegen den Titel gewonnen hatte, wurde das Reglement für Fahrzeuge mit Turboladermotoren geändert. Für die folgende Saison mussten Rennwagen mit einem Doppelturbolader ein Mindestgewicht von 1065 kg und somit 40 kg mehr Gewicht als Fahrzeuge mit einem Monoturbolader aufweisen. Der Hubraum-Multiplikator für Motoren mit Doppelturbolader wurde auf 1,8 angehoben. Bei Monoturboladermotoren lag der Multiplikator bei 1,5.
Für die amerikanischen Kunden wurde speziell der Porsche 935/79 entwickelt, um den Wettbewerbsnachteil auszugleichen. Vom Modell verkaufte Porsche insgesamt sieben Stück zu einem Preis von 120.000 US-Dollar.
Äußerlich unterschied sich der Rennwagen nicht vom Vorgängermodell. Die wesentliche Änderung war der neue Sechszylinder-Boxermotor, dessen Hubraum von 2857 cm³ auf 3124 cm³ vergrößert wurde. Statt eines Doppelturboladers bauten die Ingenieure einen größeren KKK-Turbolader vom Typ K-36 ein. Der Motor leistete bei 8000/min rund 500 kW (680 PS). Bei 1,4 bar Ladedruck konnten max. 529 kW (720 PS) erreicht werden.
Vom 935/78 „Moby Dick“ wurde das umgedreht auf dem Kopf stehend eingebaute Viergang-Schaltgetriebe vom Typ 930/60 übernommen.

#### 935/80 (1980)
Der letzte vom Werk gebaute 935 hatte die Nummer 000 00022. Dieser inoffiziell auch 935/80 genannte Wagen war eine Einzelanfertigung für Georg Loos, der den Wagen 1980 in der 1. Division der DRM und beim 1000-km-Rennen auf dem Nürburgring einsetzte.

### Kremer 935Typ 935 K(1976–1981)
Neben den von Porsche hergestellten Werks- und Kundenrennwagen, produzierten auch Rennteams eigene Fahrzeuge. Einer der bekanntesten und erfolgreichsten Porsche-Tuner war Kremer Racing. Die von den beiden Brüdern Manfred und Erwin Kremer gebauten Porsche 935 Typ K wurden zahlreich von privaten Rennteams ab 1976 bis 1986 in der Markenweltmeisterschaft, Deutschen Rennsport-Meisterschaft (DRM) und International Motor Sports Association (IMSA) eingesetzt. Zu den größten Erfolgen der Kremer-Rennwagen gehören der DRM-Titelgewinn 1979 von Klaus Ludwig, der Sieg beim 24-Stunden-Rennen von Le Mans 1979 und beim 24-Stunden-Rennen von Daytona 1981.

#### 935 K1

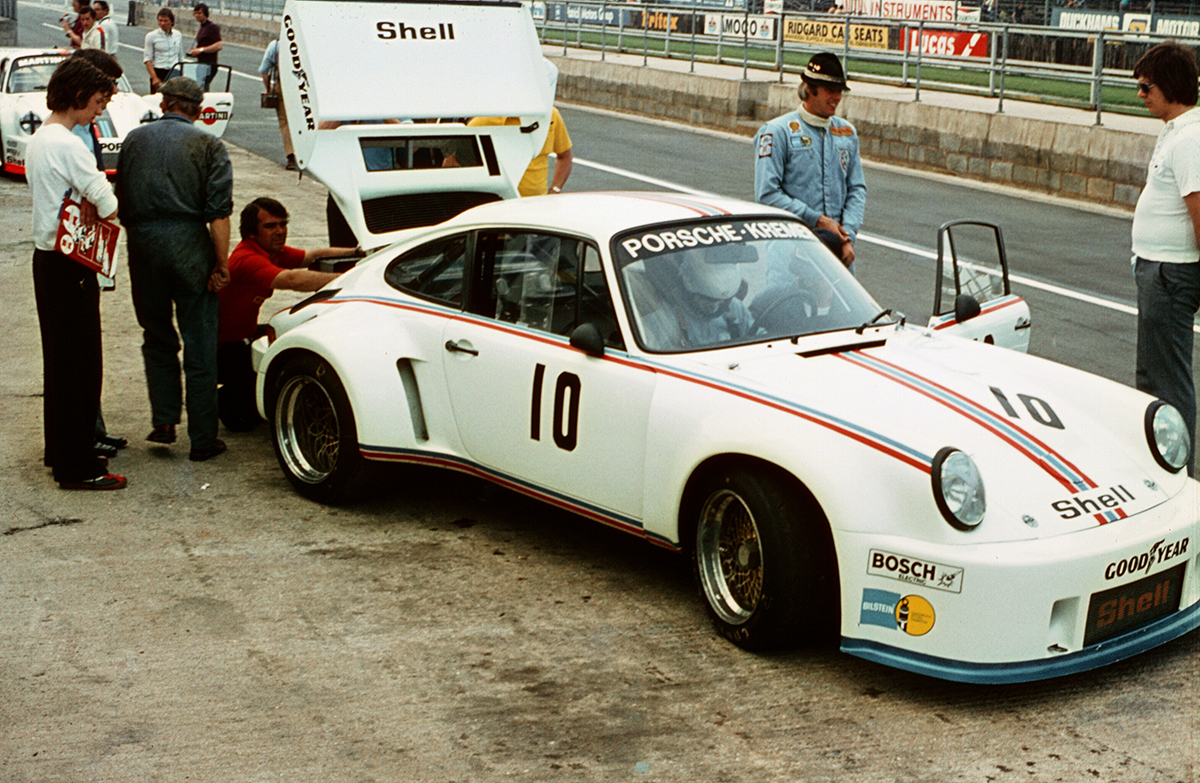
Der Porsche 935 K1 beim 6-Stunden-Rennen von Silverstone 1976

Der erste von Kremer aufgebaute 935 mit der Typenbezeichnung K1 ähnelte sehr dem ursprünglichen 935-Entwurf von Porsche, der sich an dem Porsche 911 Carrera RSR 3.0 orientierte. Die vorderen und hinteren Kotflügel, die Hauben und die Bugschürze waren aus leichten GFK. Die Scheinwerfer in den vorderen Kotflügeln entsprachen dem Serienmodell. Hauptunterschied zum Werksfahrzeug war der Heckflügel, der durch zwei zusätzliche Verstrebungen am Heck abgestützt wurde. Während der Renn-Saison 1976 wurde die Wagenfront auf den in der Bugschürze integrierten Scheinwerfern und den flachen vorderen Kotflügeln umgebaut. Vom K1 stellte Kremer nur ein Exemplar her, das vom Team 1976 in der Sportwagen-Weltmeisterschaft eingesetzt wurde. Nach dem Verkauf wurde der Wagen noch ein Jahr in der Marken-WM und DRM eingesetzt. Ab 1978 setzte der Luxemburger John Lagodny den Rennwagen bis zum Unfall 1979, bei dem die Karosserie zerstört wurde, in der Benelux-Meisterschaft und in Bergrennen ein.

#### 935 K2

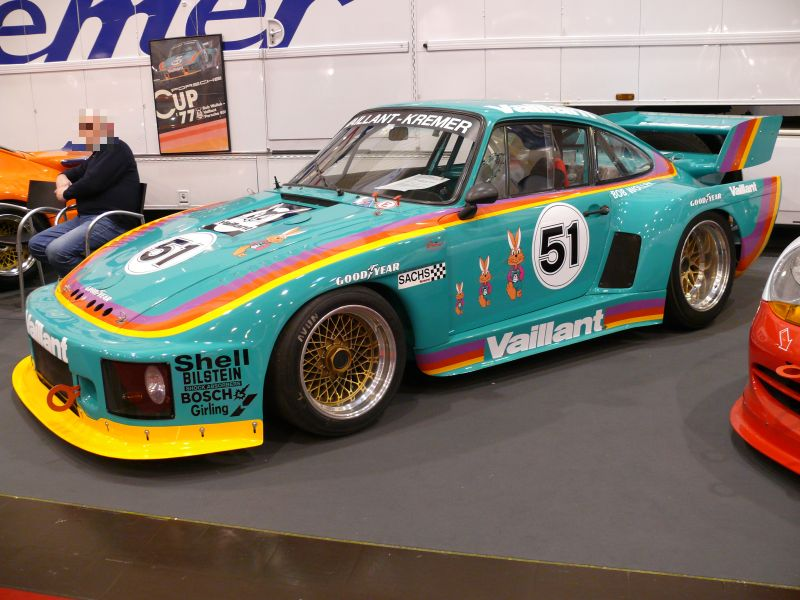
Der 2006 restaurierte Porsche 935 K2

Kremer entwickelte 1977 auf Basis eines Ersatzfahrzeugs von Porsche einen neuen 935-Rennwagen vom Typ K2. Das Hauptaugenmerk von Kremer lag auf aerodynamischen Verbesserungen gegenüber dem Werksentwurf. So waren die hinteren Kotflügel mit einer größeren Luftöffnung für die Ladeluftkühler versehen. Die Heckkotflügel-Oberkante verlief mehr geradlinig gegenüber dem 937/77 „Kunden“-Fahrzeug und hatte eine stärkere Abrisskante. Ebenfalls wurde der große zweiteilige Heckflügel neu gestaltet. Die Flügelaußenseiten waren durch gerade Bleche begrenzt, an denen der Flügelneigungswinkel nach Bedarf eingestellt werden konnte. Technisch unterschied sich der Wagen kaum von dem Porsche 935/77 „Kunden“.
Wie auch beim 935 K1 produzierte Kremer nur einen Wagen vom Typ K2. Das Kremer Team setzte den Wagen von 1977 bis 1978 in der DRM und in der Markenweltmeisterschaft ein. Der Wagen wurde 1978 beim ADAC-Flugplatzrennen in Mainz-Finthen durch einen Unfall zerstört. Die verwertbaren Reste des Unfall-Fahrzeugs wurden in einer neuen Rohkarosserie eingebaut und 1980 nach Skandinavien verkauft. 2006 restaurierte Kremer Racing den Wagen und setzt ihn bei historischen Motorsportveranstaltungen ein.

#### 935 K3

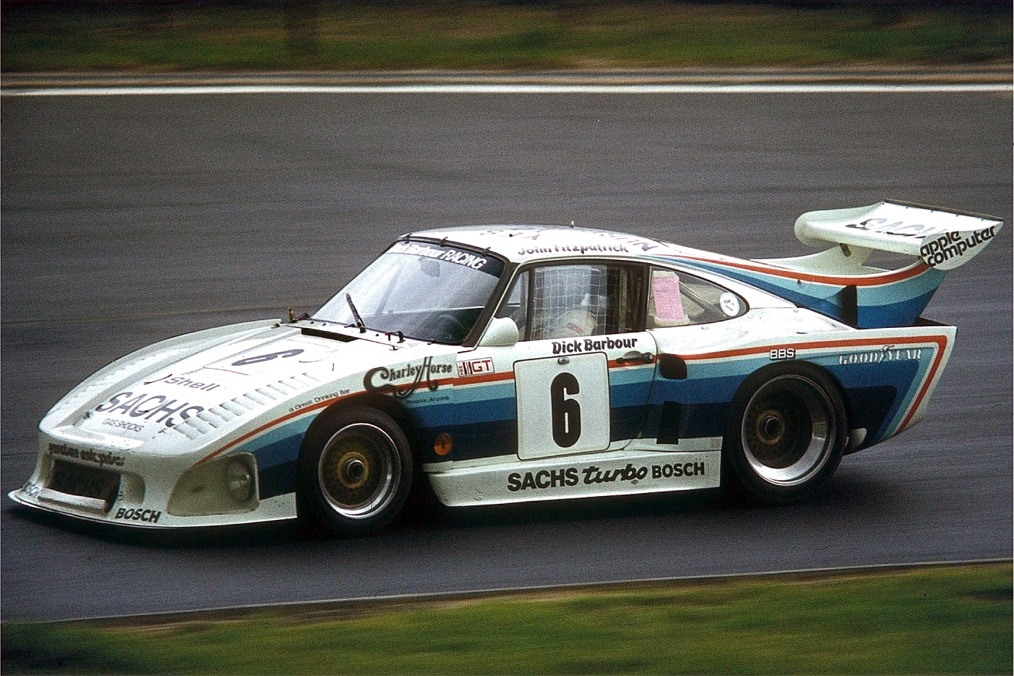
Der Porsche 935 K3/80 von Kremer Racing beim Training zum 1000-km-Rennen am Nürburgring 1980

Der erfolgreichste und am weitesten verbreitete Rennwagen von Kremer war der 935 K3. Die Konzeption dazu begann Anfang 1978 mit dem Ziel mit den neuen Wagen im Herbst beim 200-Meilen-Rennen von Nürnberg in der DRM erstmals an den Start zu gehen. Wegen der umfangreichen Entwicklungsarbeiten wurde das Fahrzeug erst Ende 1978 fertiggestellt und zur Saison 1979 eingesetzt.
Im Gegensatz zum Typ K2 beschränkte Kremer sich nicht nur auf aerodynamische Überarbeitungen. Der K3 wurde in seiner Rahmenstruktur durch einen eingeschweißten Sicherheitskäfig, der bis zu den vorderen und hinteren Aufnahmen der Radaufhängung reichte, stark verändert und verwindungssteifer als die vom Porsche-Werk ausgelieferten Rohkarosserien. Damit der Ladeluftkühler näher am Motor montiert werden konnte, wurde die Motorspritzwand um 10 cm weiter ins Wageninnere verlegt, um mehr Platz im Motorraum zu erhalten. Die Karosserie war gegenüber dem 935 K2 weiter verbessert worden um einen besseren Luftfluss sowie eine bessere Luftzuführung für den Ladeluftkühler und der Motorkühlung zu erreichen. Die Wagenfront wurde runder gestaltet und hatte eine schaufelartig geformte Bugschürze. Die Scheinwerfer waren nun hinter mandelförmigen Plexiglasabdeckungen in der Bugschürze montiert. Die Kotflügelverbreiterungen hatten Lamellen zur Radhausentlüftung und zusätzlich an den Kanten eingearbeitete Finnen, die den Luftfluss nach hinten zum Fahrzeug besser ableiteten. Die Fronthaube war, wie beim Porsche 935/77 etwas tiefer zwischen den Kotflügeln montiert. Die über die Lufteinlässe vor dem hinteren Radhaus einfließende Luft wurde über zwei Schläuche links und rechts zum Ladeluftkühler geführt. Zur weiteren Motorkühlung waren im Dachaufsatz zwei NACA-Öffnungen integriert, die Luft in den Motorraum leiteten. Der Heckflügel konnte über Stellschrauben komplett in der Neigung verstellt und der Rennstrecke angepasst werden. Durch Änderungen im Heckaufbau konnte der Motor statt nach unten nun nach hinten aus dem Chassis hinausgezogen werden. Somit waren Motorwechsel in kürzerer Zeit und ohne Hebebühne möglich. Kremer verwendete für alle Karosserieanbauteile statt GFK beim K3 das leichtere und verwindungssteifere Kevlar um die Torsionsfestigkeit des Fahrzeugs zu erhöhen.
Im Rennwagen war der Dreiliter-Sechszylindermotor vom Typ 930/76 eingebaut. Ein wesentlicher Unterschied zu den Porsche-Kundenwagen war das Ladeluft-Kühlsystem. Porsche verwendete das von der FIA geforderte Luft-Wasser-System, während Kremer eine Luft-Luft-Ladeluftkühlung einsetzte, die bei langer Betriebsdauer den Vorteil einer konstanten Kühlwirkung bot und nicht überhitzte.
Das Viergang-Schaltgetriebe war vom Typ 930/60, das bereits im 935/78 „Moby Dick“ durch Porsche verwendet wurde. Es war auf dem Kopf stehend eingebaut und ermöglichte so, bei unverändertem Chassis, eine Fahrzeugtieferlegung von vier Zentimetern. Ein weiterer Vorteil war, dass für eine Änderung der Übersetzung kein Ausbau des Getriebes mehr notwendig wurde.
Mit Dunlop als Exklusiv-Lieferant erhielten die Kremer-Rennwagen bessere Reifen als die Konkurrenz.
1980 produzierte Kremer eine zweite Generation vom K3. Diese mit der Typenbezeichnung 935 K3/80 war an einigen Stellen überarbeitet worden. Die Hauptveränderung waren die veränderten Aufnahmepunkte der hinteren Radaufhängung, mit denen das Fahrwerk genauer auf die Streckenverhältnisse eingestellt werden konnte. An der Außenkarosserie wurden die rechten und linken Lufteinlässe vor dem hinteren Radhaus verkleinert und die Öffnungen in zwei getrennte Öffnungen für den Ladeluftkühler oben und den Getriebeölkühler unten aufgeteilt. Motorseitig wurde die Bosch-Einspritzpumpe durch eine Pumpe von Kugelfischer ersetzt.
Vom 935 K3 und K3/80 wurden insgesamt 17 Fahrzeuge hergestellt.
Der Rennwagen wurde sehr erfolgreich eingesetzt. 1979 gewann mit ihm Klaus Ludwig den DRM-Titel und zusammen mit den US-Amerikanern Bill und Don Whittington das 24-Stunden-Rennen von Le Mans. 1980 erreichten John Fitzpatrick und Dick Barbour beim 12-Stunden-Rennen von Sebring mit einem 935 K3/80 den Gesamtsieg. Ein Jahr später siegten Bob Garretson, Bobby Rahal und Brian Redman mit dem K3/80 beim 24-Stunden-Rennen von Daytona.

#### 935 K4
Der letzte von Kremer auf Basis des 935 entwickelte Rennwagen, der 935 K4, war eine komplette Neukonstruktion. Der 1981 fertiggestellte Wagen wurde wie der bereits 1978 durch Porsche gebaute 935/78 „Moby Dick“ in einer Gitterrohrrahmen-Konstruktion aufgebaut.
Grund für diese aufwändige Vorgehensweise war der geplante Einsatz des K4 in der DRM, wo leichtere Fahrzeuge wie der Ford Capri Turbo eine starke Konkurrenz für den Porsche 935 darstellten. Viele Rennstrecken waren umgebaut worden und mit Bremsschikanen versehen, bei denen der 935 seine überlegene Motorstärke nicht mehr voll ausspielen konnte. Über dem nur rund 65 kg schweren Aluminium-Gitterrohrrahmen wurden entsprechend dem Reglement die Stahlblechteile montiert. Die Außenhaut sollte die bewährten Elemente des K3 beinhalten und weiter verbessert werden. Die Dachlinie verlief, ähnlich wie beim „Moby Dick“, relativ flach zum Heck um die Motortechnik aufnehmen zu können. Damit die Mechaniker während eines Einsatzes schneller und leichter an Motor, Turbolader, Auspuffanlage, Aufhängungen und Bremsanlage kommen konnten, war das Heck als eine komplette Einheit nach oben aufklappbar. Die Wagenfront war gegenüber dem K3 noch weiter heruntergezogen und auf die maximal zulässige Breite von 2 m erweitert worden. Dadurch konnte die vordere Spur gegenüber dem K3 verbreitert werden. Bei den Seitenverkleidungen wurde das Reglement maximal ausgenutzt und die unterhalb der Radnabenmitte liegenden Tür- und Schwellerbereiche durch Anbauten aerodynamisch optimiert. Aus der Formel 1 übernahm Kremer Diffusoren an der Wagenunterseite um so mehr Abtrieb zu erhalten. Um gegenüber dem ursprünglichen 935 eine neutralere und somit bessere Fahrwerksabstimmung zu bekommen, wurde der Wagen nach hinten etwas geneigt. So lag der Wagenschwerpunkt weiter unten und die Hinterradmitte auf Höhe wie der Antriebswelle. Die zwei Luft/Luft-Ladeluftkühler waren in der Fahrzeugkabine eingebaut, wo sich im Serien-Porsche 930 die Rücksitze befinden. Der Sechszylinder-Boxermotor war vom Typ 930/80 und leistete etwa 529 kW (720 PS). Das Viergang-Getriebe 930/60 wurde vom K3 übernommen.
Im Innenraum saß der Fahrer statt auf der linken, nun auf der rechten Seite, was einen Vorteil bot, da die meisten Rennstrecken mehr Rechtskurven hatten und so ein präziseres Einlenken ermöglichte. Um Gewicht zu sparen, wurde auf eine Sitz- und Pedalverstellung verzichtet und der Wagen eigens für den Kremer-Piloten Bob Wollek angepasst.
Der 935 K4 startete erstmals am 21. Juni 1981 beim ADAC-Flugplatzrennen in Wunstorf zum sechsten Lauf der DRM und konnte in diesen, wie auch in späteren Läufen sich nur auf den Plätzen zwei bis sechs einreihen. Lediglich am 5. Juli 1981 beim Großen Preis der Tourenwagen des AvD auf dem Nürburgring gewann Bob Wollek das Rennen. Da mit dem Jahr 1982 in der DRM die Rennwagen der Gruppe C zugelassen wurden, war der Gruppe-5-Rennwagen nicht mehr konkurrenzfähig und wurde an John Fitzpatrick verkauft, der diesen in der IMSA-GT-Rennserie einsetzte. Dort wurde der Wagen modifiziert, um einige Schwachpunkte zu beseitigen. So wurden die Türen in Vollverkleidung aufgebaut und die Lufteinlassöffnung für die Ladeluftkühler in NACA-Ausführung an der Oberseite der vorderen Kotflügel verlegt. In dieser Ausführung konnte John Fitzpatrick in den Jahren 1982 und 1983 insgesamt sieben Renneinsätze gewinnen.
Vom 935 K4 wurden zwei Fahrzeuge aufgebaut. Dem K4/01, der zunächst durch Kremer in der DRM und später durch John Fitzpatrick in der IMSA eingesetzt wurde und dem K4/02, der für Ted Field aufgebaut, jedoch nie in einem Rennen eingesetzt wurde.

### Weitere 935-Tunerentwicklungen (1978–1983)
Neben den erfolgreichen 935-Weiterentwicklungen von Kremer Racing wurden Porsche 935-Rennwagen auch von anderen Teams weiter verbessert oder neu aufgebaut.

#### Joest 935 J

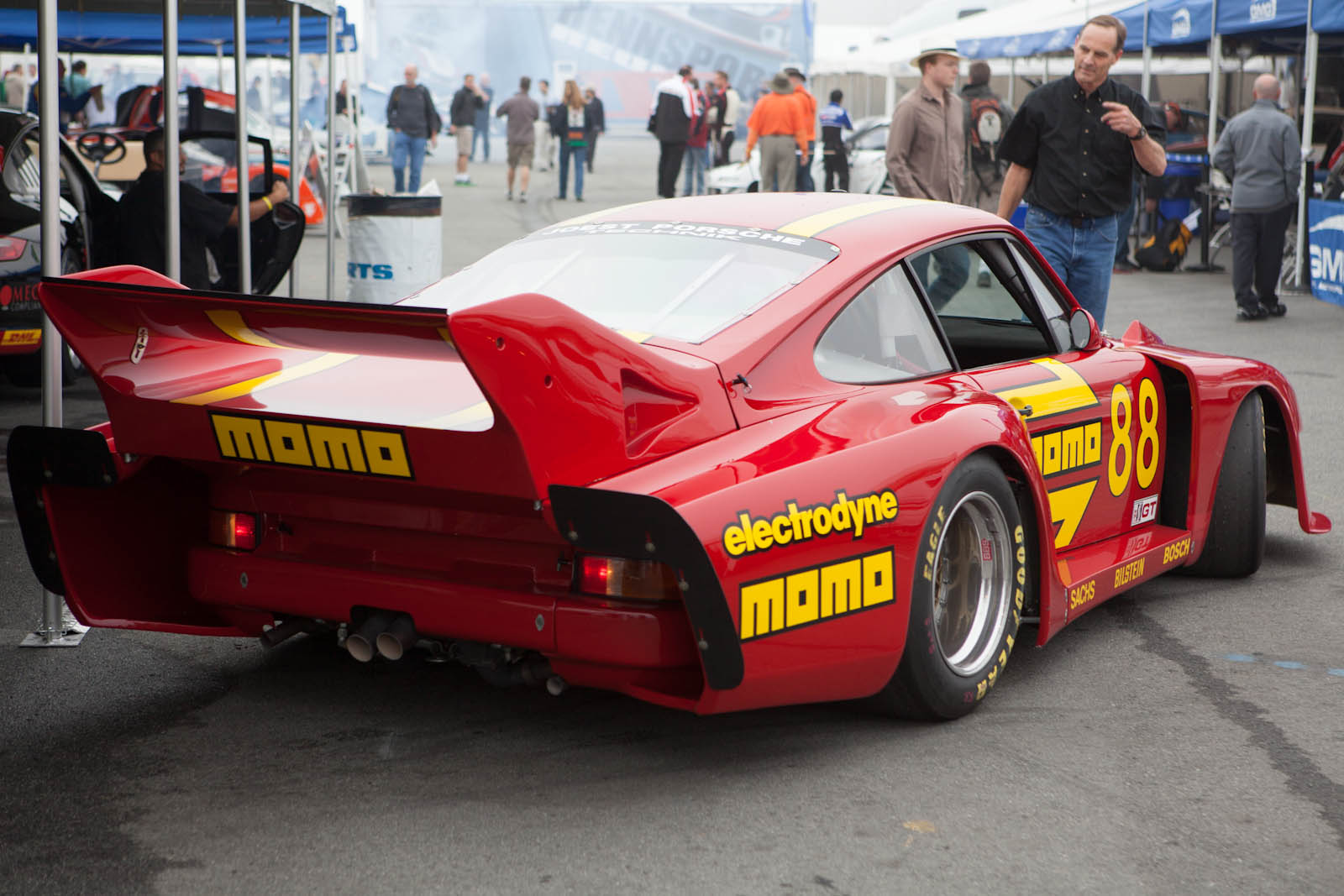
Heckansicht eines Porsche 935 J in der Lackierung des Rennteams Momo/Electrodyne.

Der ehemalige Porsche-Werkspilot Reinhold Joest stellte mit seinem 1978 gegründeten Team Joest Racing zwischen 1978 und 1982 zwei weitere 935-Fahrzeuge, den 935 J und den 935/78-81 her. Der 935 J genannte Wagen entstammte hauptsächlich auf originalen Porsche-Werksplänen und ähnelte optisch daher den Typen 935/77 „Kunden“ und 935/78 „Kunden“. Vom 935 J wurden drei Wagen auf Basis von Werks-Rohkarosserien neu hergestellt, während andere 935-Fahrzeuge später durch Joest im Kundenauftrag umgebaut wurden. Der größte Erfolg eines 935 J war der Gesamtsieg des 24-Stunden-Rennens von Daytona 1980 mit Reinhold Joest, Rolf Stommelen und Volkert Merl am Steuer.

#### Joest 935/78-81

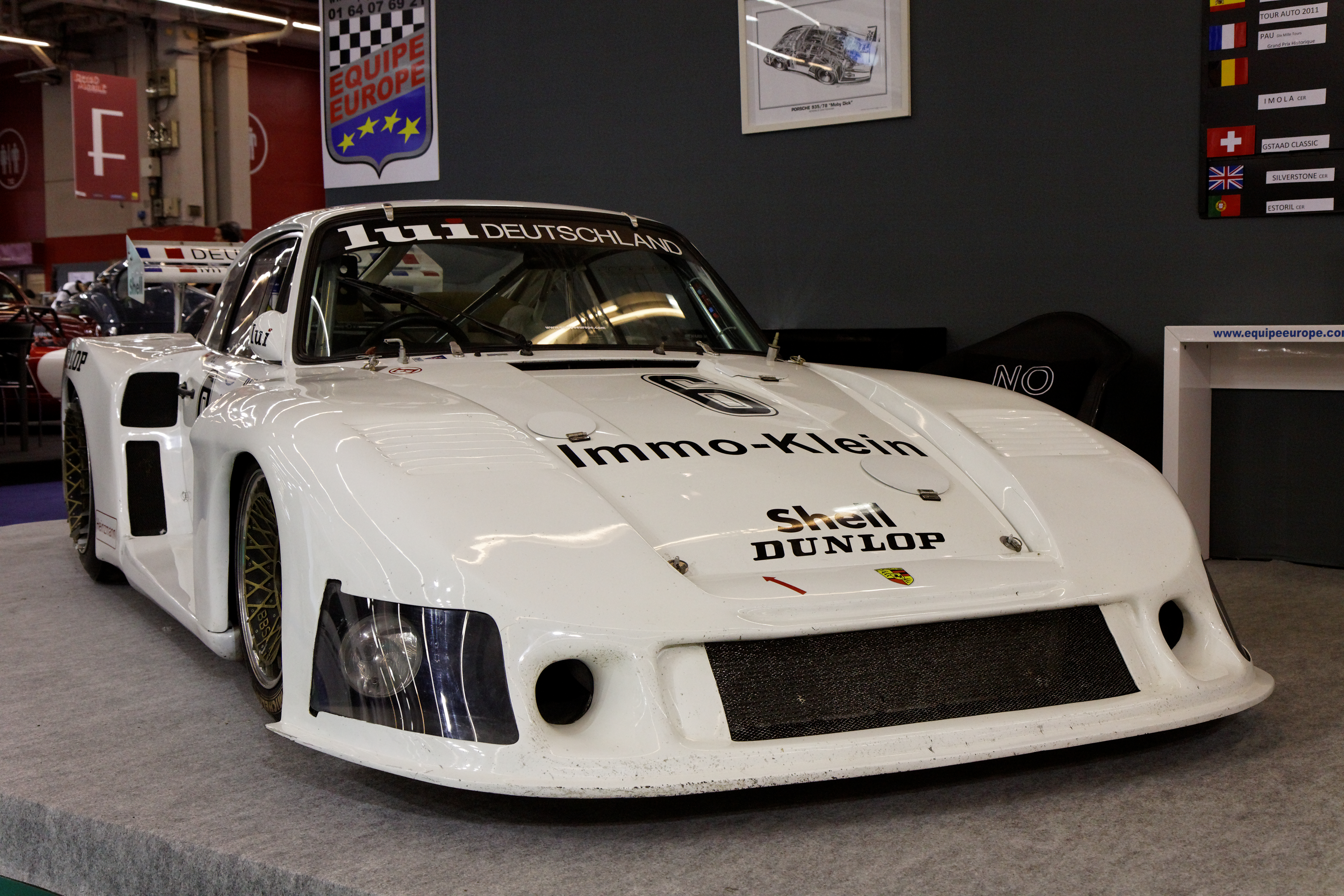
Frontansicht des Porsche 935/78-81 bzw. JR-1

Der 935/78-81 war ein Nachbau des Porsche 935/78 „Moby Dick“. Joest baute 1980 mit der Erlaubnis von Porsche den intern JR-1 genannten Wagen auf. Dieser entsprach weitestgehend dem Vorbild. Lediglich wurde statt des Motors vom Typ 935/79 mit den wassergekühlten Zylinderköpfen ein rein luftgekühlter 3,2-Liter-Motor vom Typ 930/80 eingebaut. Joest Racing setzte den Wagen 1981 mit Jochen Mass als Piloten in der 1. Division der DRM ein und verkaufte den Wagen später an Giampiero Moretti, der damit zwischen 1981 und 1983 in der IMSA, der Markenweltmeisterschaft und in der DRM an verschiedenen Rennen teilnahm.

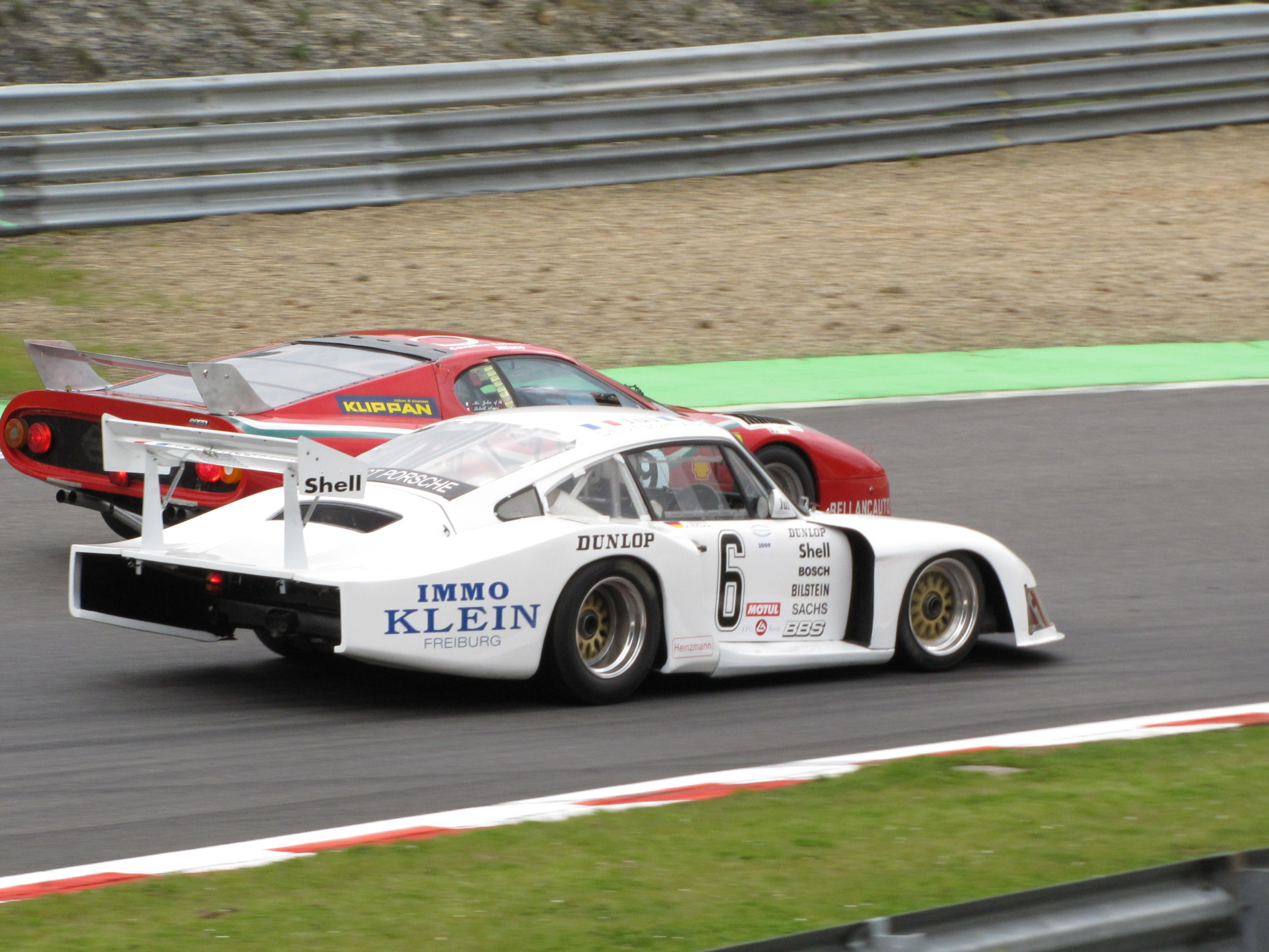
Einsatz des JR-1 beim Classic Endurance Rennen in Spa 2009.

Der zweite und letzte Wagen dieses Typs wurde als JR-2 für John Fitzpatrick 1982 nach den Spezifikationen des IMSA-GTX-Reglements aufgebaut. Dadurch durften die Türseiten außen komplett verkleidet werden und bündig mit den vorderen und hinteren Kotflügeln abschließen, was beim „Moby Dick“ 1978 durch die FIA für den Einsatz in der Markenweltmeisterschaft verboten wurde. Mit diesem Wagen konnte Fitzpatrick zusammen mit David Hobbs beim 24-Stunden-Rennen von Le Mans 1982 den Sieg in der IMSA-GTX-Klasse und den vierten Rang im Gesamtklassement hinter den drei Porsche 956 des Werksteam feiern. Beim 6-Stunden-Rennen von Riverside 1983 verunglückte Rolf Stommelen mit dem Wagen bei einem schweren Unfall tödlich. Der dabei zerstörte Wagen wurde nicht wieder aufgebaut.

#### JLP 935
In den USA gab es mehrere Teams, die den 935 nach eigenen Vorstellungen umbauten oder aufbauten und dort zumeist in IMSA-, Trans-Am- und Markenweltmeisterschafts-Rennen einsetzten. Viele dieser Fahrzeuge wurden in Amerika noch aufgebaut, als in Europa bereits die Gruppe 5- durch die Gruppe C-Rennwagen abgelöst wurden.
Das erste Team, das einen 935 neu aufbaute war JLP Racing, das dem Rennfahrer John Paul gehörte. Der 1978 mit der Bezeichnung JLP/1 eingesetzte Wagen wurde aus einem durch einen Brandschaden beschädigten 935 gefertigt. Mit diesem Wagen konnte Paul 1979 sechs Trans-Am-Läufe gewinnen uns sich so den Meistertitel sichern.
Der JLP/2 war ein aus einer Werks-Rohkarosserie inklusive Motor, Getriebe und Fahrwerk und mit Kremer-K3-Karosserieteilen 1980 neu aufgebauter Wagen, nachdem der JLP/1 im Jahr davor durch einen Unfall mit Totalschaden zerstört wurde.
JLP Racing folgte 1981 dem Trend die Karosserie statt aus einer selbsttragenden Stahl-Konstruktion nun aus einem leichteren Gitterrohrrahmen herzustellen. Die Karosserie-Anbauteile des 935 JLP/3 wurden durch das Unternehmen GAACO in Tucker (Georgia) beigefügt. Der Rennwagen ähnelte bis auf einige Ausnahmen an den Kotflügeln und Türen dem K3/80. Mit dem Wagen gewann Paul zusammen mit Rolf Stommelen das 24-Stunden-Rennen von Daytona 1982 und mit seinem Sohn das 12-Stunden-Rennen von Sebring 1982.
Der letzte von JLP Racing in Auftrag gegebene 935-Rennwagen wurde 1982 von Fabcar aufgebaut. Der JLP/4 hatte wie sein Vorgänger eine Gitterrohrrahmen-Kunststoff-Karosserie. Jedoch wurden ähnlich wie beim „Moby Dick“ an der Unterseite Luftleitverkleidungen montiert, um bei hohen Geschwindigkeiten einen zusätzlichen Anpressdruck zu erreichen. Das Fahrzeug war äußerlich kaum noch als 935 zu erkennen. So war z. B. die Frontpartie der des Porsche 917/30 nachempfunden.

#### Brumos 935
Das mit Porsche eng verbundene Team Brumos mit Jack Atkinson baute 1980 zwei 935-Rennwagen auf. Technisch entsprachen beide Wagen dem 935/79 mit dem 3,2-Liter-Boxermotor vom Typ 930/80 und dem kopfüber eingebauten Viergang-Getriebe 930/60. Beim ersten Wagen wurde ein Luft-Wasser-Ladeluftkühler und beim zweiten Fahrzeug ein Luft-Luft-Ladeluftkühler eingebaut. Die Karosserie beider Fahrzeuge war eine Mischung aus einer Brumos-Eigenentwicklung mit dem Bugteil und vorderen Kotflügeln und Elementen des 935/77 bzw. 935/78 am Heck. Mit dem ersten der beiden Rennwagen gewannen Hurley Haywood, Al Holbert und Bruce Leven das 12-Stunden-Rennen von Sebring 1981.

#### A.I.R. 935 M16
Das von Dan McLoughlin geführte Studio A.I.R. (American International Racing) lieferte in der Zeit von 1979 bis in die 1980er-Jahre die Karosserien für 935-Umbauten. Einige dieser auch 935 M16 genannten Fahrzeuge wurden 1981 erfolgreich in Läufen der IMSA und Markenweltmeisterschaft eingesetzt. Das Andial-Team gewann mit dem Wagen das 6-Stunden-Rennen von Mosport und das 500-Meilen-Rennen von Road America.

#### Andial 935 L
Im Jahre 1982 baute der Porsche-Tuner Andial einen eigenen 935-Rennwagen. Dieser, 935 L genannte Wagen, hatte den Porsche 935/78 „Moby Dick“ zum Vorbild und war daher mit einem Gitterrohrrahmen und einer Kunststoff-Karosserie, die von A.I.R. zugeliefert wurde, aufgebaut. Der größte Erfolg dieses Wagen war der Gesamtsieg beim 24-Stunden-Rennen von Daytona 1983.

#### GAACO 935 L1

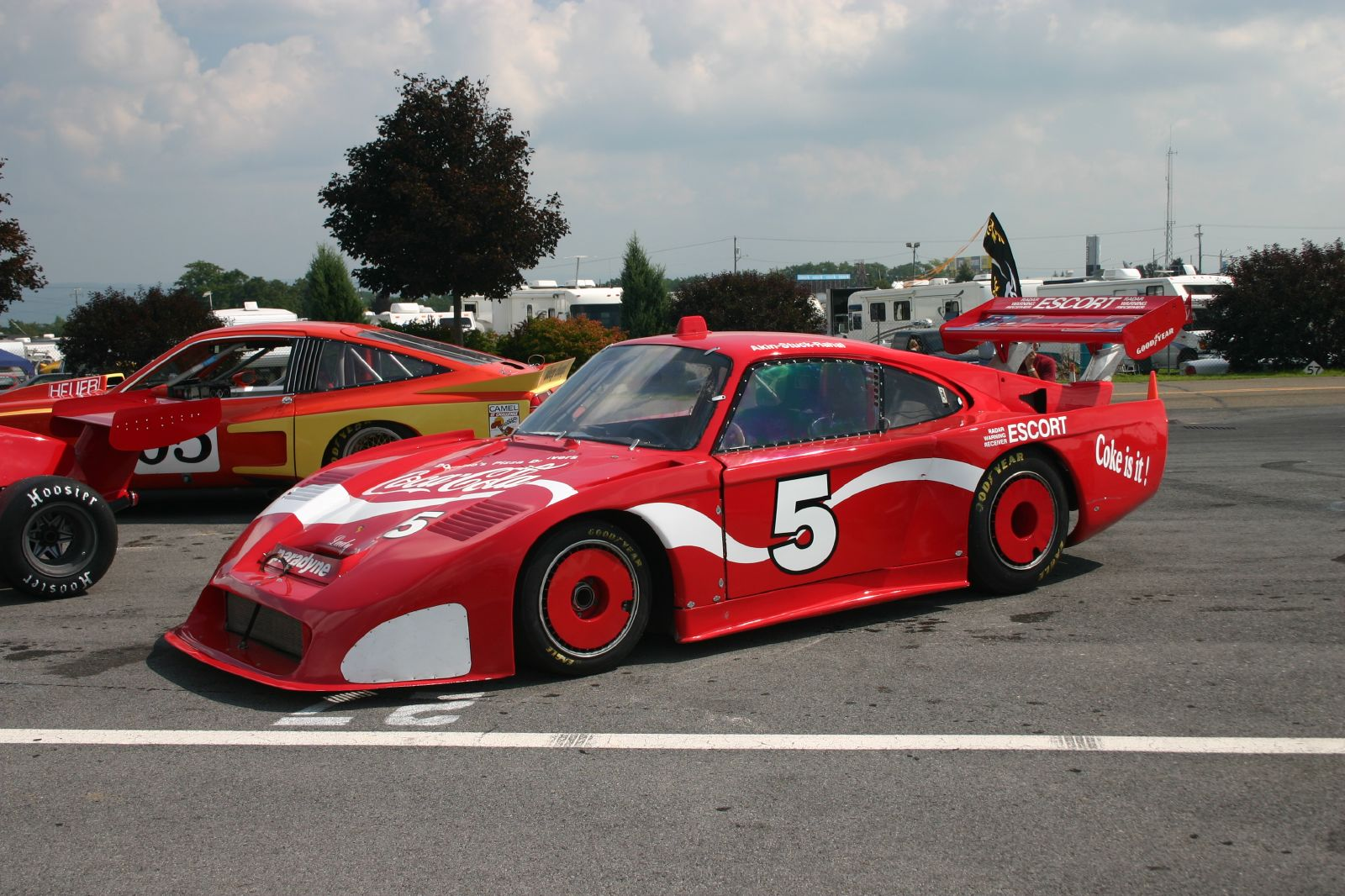
Der Porsche 935/84 von Fabcar

Fast zeitgleich wie Andial ließ sich Bob Akin von GAACO einen 935 aufbauen. Dieser Wagen hatte außer dem typischen 911er-Dach und dem Porsche-Motor und -Getriebe nicht mehr viel mit dem ursprünglichen 935 gemeinsam. Die Fahrgastzelle war ein Aluminium-Monocoque, wie es die Formel-1-Rennwagen bereits hatten. Die vordere Aufhängung und die komplette Frontpartie waren vom Lola T600. Die hintere Aufhängung wie auch der restliche Teil des Chassis waren eine GAACO-Eigenentwicklung. Der 935 L1 war schwer abzustimmen und wurde daher erfolglos nur kurz in der IMSA 1982 eingesetzt.

#### Fabcar 935/84
Der letzte auf Basis des 935 gebaute Rennwagen war der 935/84. Bob Akin, enttäuscht vom 935 L1, gab diesen Wagen 1983 bei Fabcar in Auftrag. Dieses Fahrzeug hatte die bewährte Gitterrohrrahmen-Konstruktion mit einer Fiberglas-Außenhaut, die vorne dem 935 K4 und hinten dem 935 JLP/4 ähnelte. Einige Teile, wie Motor, Getriebe und Antriebswellen wurden vom L1 in den neuen Wagen transferiert. Der Wagen wurde 1983 bis 1986 in der IMSA eingesetzt und belegte dort einige gute Ergebnisse unter den ersten zehn Plätzen.

## Rennhistorie

### 1976 bis 1977 – Gesamtsiege in der Markenweltmeisterschaft und in der DRM

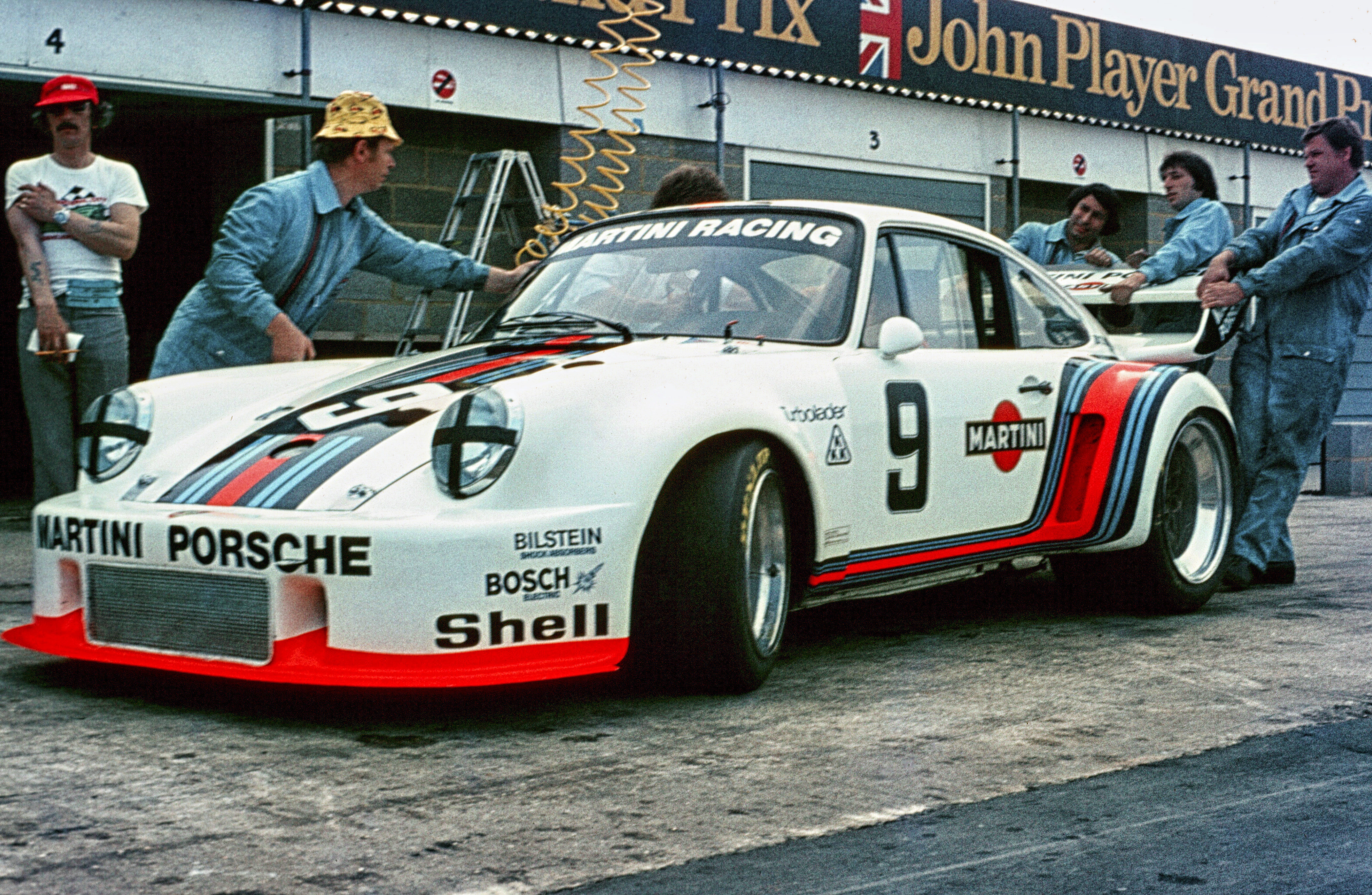
Die erste Version des Porsche 935 beim 6-Stunden-Rennen von Silverstone 1976.

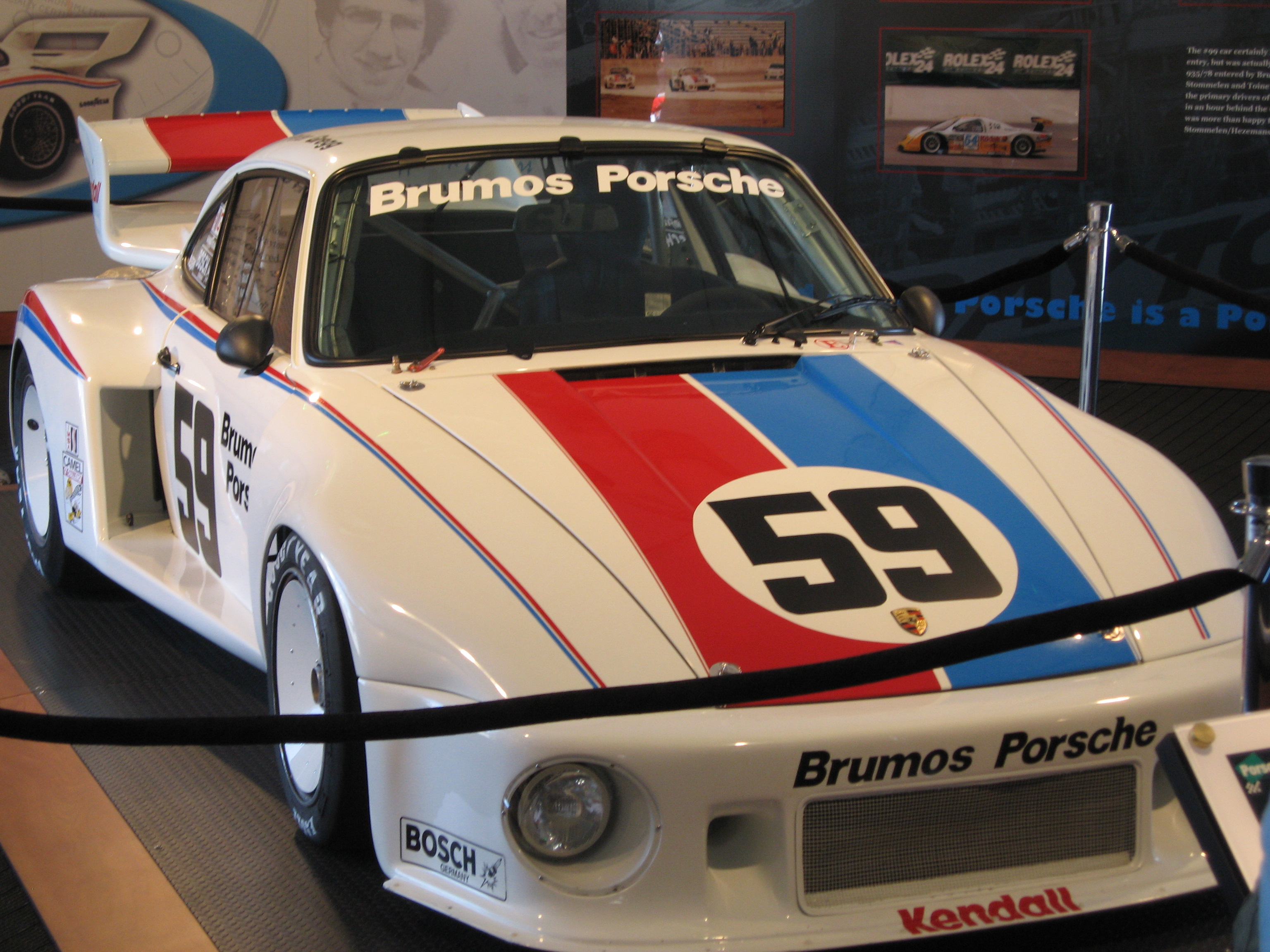
Der beim 3-Stunden-Rennen von Mid-Ohio erfolgreich eingesetzte Brumos 935.

Porsche setzte in der Renn-Saison 1976 mit seinem Martini-Racing-Werksteam den 935 in der Markenweltmeisterschaft und parallel den Porsche 936, einem Gruppe-6-Sportwagen, in der Sportwagen-Weltmeisterschaft ein. Zusammen mit dem 935 K1 von Kremer-Racing und den Gruppe-4-Rennwagen Porsche 934, der privaten Rennteams konnte sich Porsche den Marken-Weltmeister-Titel mit vier Siegen bei sieben Läufen vor BMW sichern.
Im folgenden Jahr setzte das Porsche-Werksteam den verbesserten und leistungsstärkeren 935/77 in der Markenweltmeisterschaft ein. Parallel verkaufte Porsche den sog. 935/77 „Kunden“, der leistungstechnisch dem 935-Werkswagen von 1976 entsprach, an private Rennteams. Kremer-Racing setzte den neuen 935 K2 ein. In acht von neun Rennen siegten die 935 des Werks- und der Privat-Teams und konnten 1977 den Erfolg wiederholen und die Markenweltmeisterschaft gewinnen.
1977 wurden die Gruppe-5-Rennwagen auch in der 1. Division der Deutschen-Rennsport-Meisterschaft (DRM) zugelassen. In der Saison konnte sich Rolf Stommelen mit dem 935/77 „Kunden“ des Gelo-Racing-Teams den Meister-Titel sichern. Bob Wollek wurde mit dem Porsche 935 K2 des Kremer-Teams Vizemeister.
In den USA wurden 1977 von der International Motor Sports Association (IMSA) die Regelungen gegenüber Rennwagen mit Turbo-Motoren gelockert und eine GT-Rennserie eingeführt. Dort starteten in der GTO-Klasse hauptsächlich-Porsche-Rennwagen vom Typ 934. Der in der GTX-Klasse startende Porsche 935 wurde nur in zwei Rennen, dem 24-Stunden-Rennen von Daytona und dem 3-Stunden-Rennen von Mid-Ohio eingesetzt. In Daytona belegte das italienische Rennteam Jolly Club mit dem 935 den zweiten Platz in der Gesamtwertung. Das Rennen in Mid-Ohio gewann ein Brumos 935 gefahren von Peter Gregg.

### 1978 bis 1979 – Fortführung der Marken-WM- und DRM-Erfolge und Einstieg in der IMSA-GT-Serie

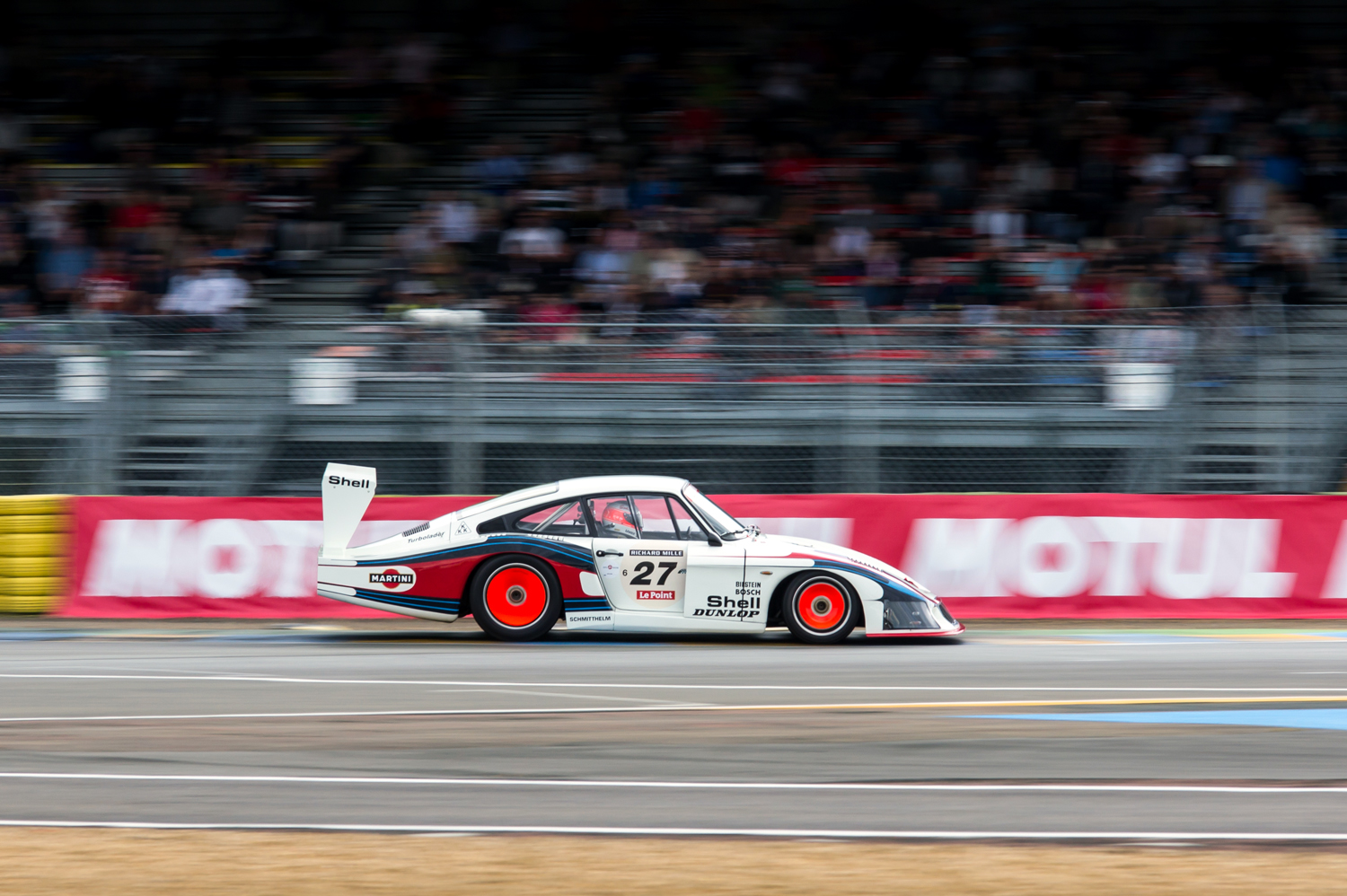
Porsche 935/78 „Moby Dick“ hier bei der Le Mans Classic 2012.

Für die Markenweltmeisterschaft 1978 hatte Porsche den 935/78 „Moby Dick“ entwickelt. Obwohl dieser Rennwagen gegenüber den anderen 935-Fahrzeugen leistungsfähiger war, konnte das Werksteam nur einen Sieg beim 6-Stunden-Rennen von Silverstone mit Jochen Mass und Jacky Ickx damit erringen. Dass der Meisterschaftstitel dennoch an Porsche ging, lag an den sieben weiteren Siegen von insgesamt acht Läufen der privaten Rennteams. Beim 24-Stunden-Rennen von Daytona konnte ein Porsche 935 erstmals einen Gesamtsieg einfahren. Gefahren wurde der Wagen von Rolf Stommelen, Toine Hezemans und Peter Gregg des Teams Brumos Porsche.
Für die Markenweltmeisterschaft 1979 zog sich Porsche mit seinem Werksteam zurück. Stattdessen wurden die Privatteams von Porsche mit dem 935/79, der speziell für amerikanische Kunden, die in der IMSA starteten, ausgelegt war, und Kremer mit dem 935 K3 ausgerüstet. Porsche gewann so den Meisterschaftstitel allein durch die Erfolge der Privatteams zum vierten Mal in Folge. Auch beim 24-Stunden-Rennen von Daytona wurde ein Porsche 935 wiederholt Gesamtsieger. Diesmal pilotierten die Amerikaner Ted Field, Danny Ongais und Hurley Haywood das Fahrzeug.

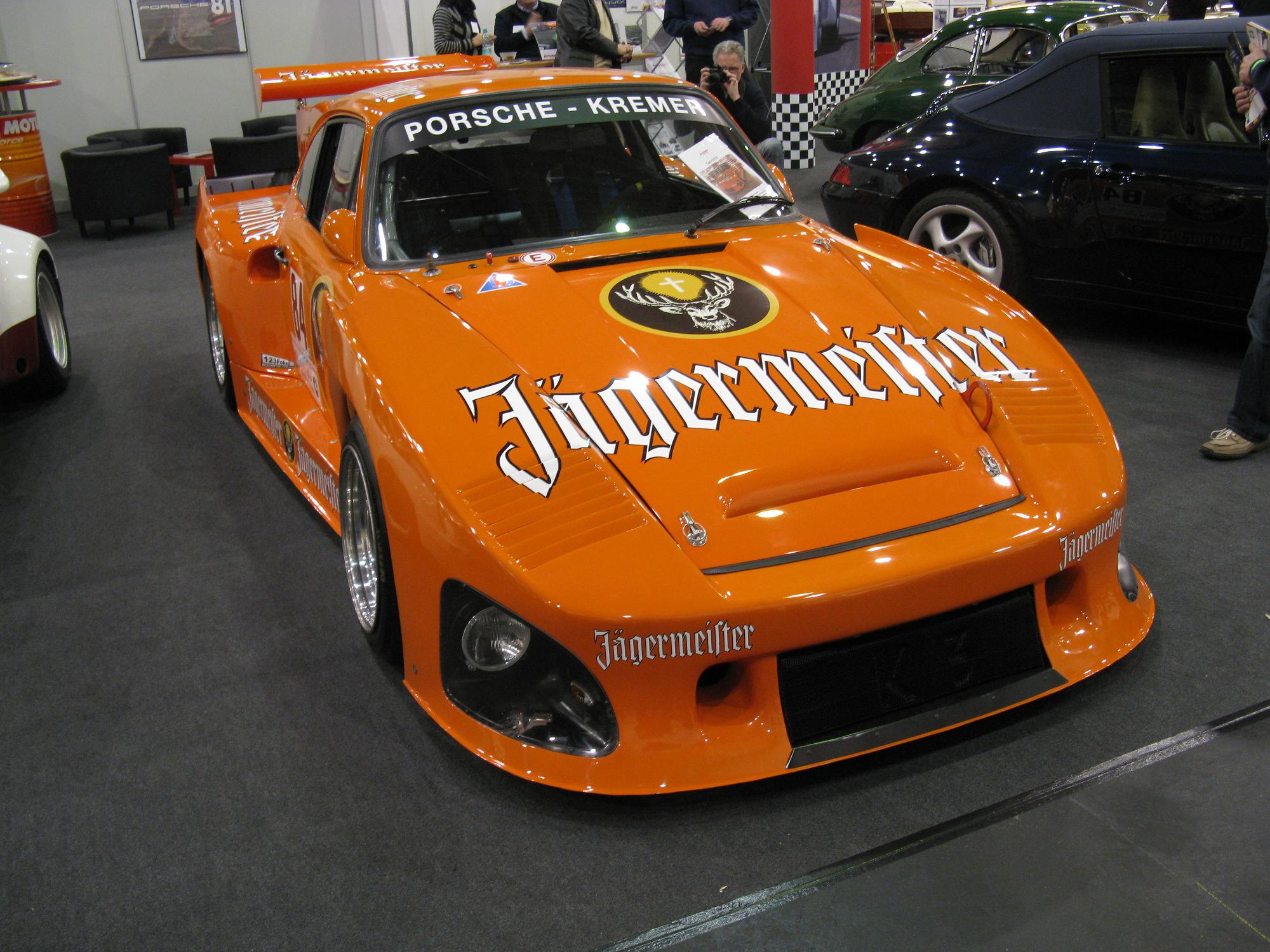
Der Porsche 935 K3/80 des Kremer-Racing-Teams, wie er in der DRM eingesetzt wurde.

In der DRM 1978 gewann der in der 2. Division gestartete Harald Ertl mit einem BMW 320i Turbo den Meistertitel. Toine Hezemans, der mit einem 935/77A in der 1. Division startete, wurde Zweiter. Im darauffolgenden Jahr dominierte Klaus Ludwig mit dem 935 K3 von Kremer Racing die DRM-Saison und gewann deutlich vor Hans Heyer die Meisterschaft.
In der IMSA-GT-Serie konnten sich die Rennteams mit dem Porsche 935 deutlich durchsetzen. Sowohl 1978, als auch 1979 belegten die in der GTX-Klasse gestarteten Wagen zumeist den Gesamtsieg und sicherten Porsche vor BMW die Meisterschaft.
1979 startete der amerikanische Rennfahrer John Paul mit seinem Porsche 935 JLP/1 in der Trans-Am-Serie (Trans-American Sedan Championship). Mit insgesamt sechs Siegen in neun Rennen sicherte er sich den Meistertitel.

### 1980 bis 1981 – Dominanz in der IMSA-GT-Serie und aufkommende Konkurrenz in Europa

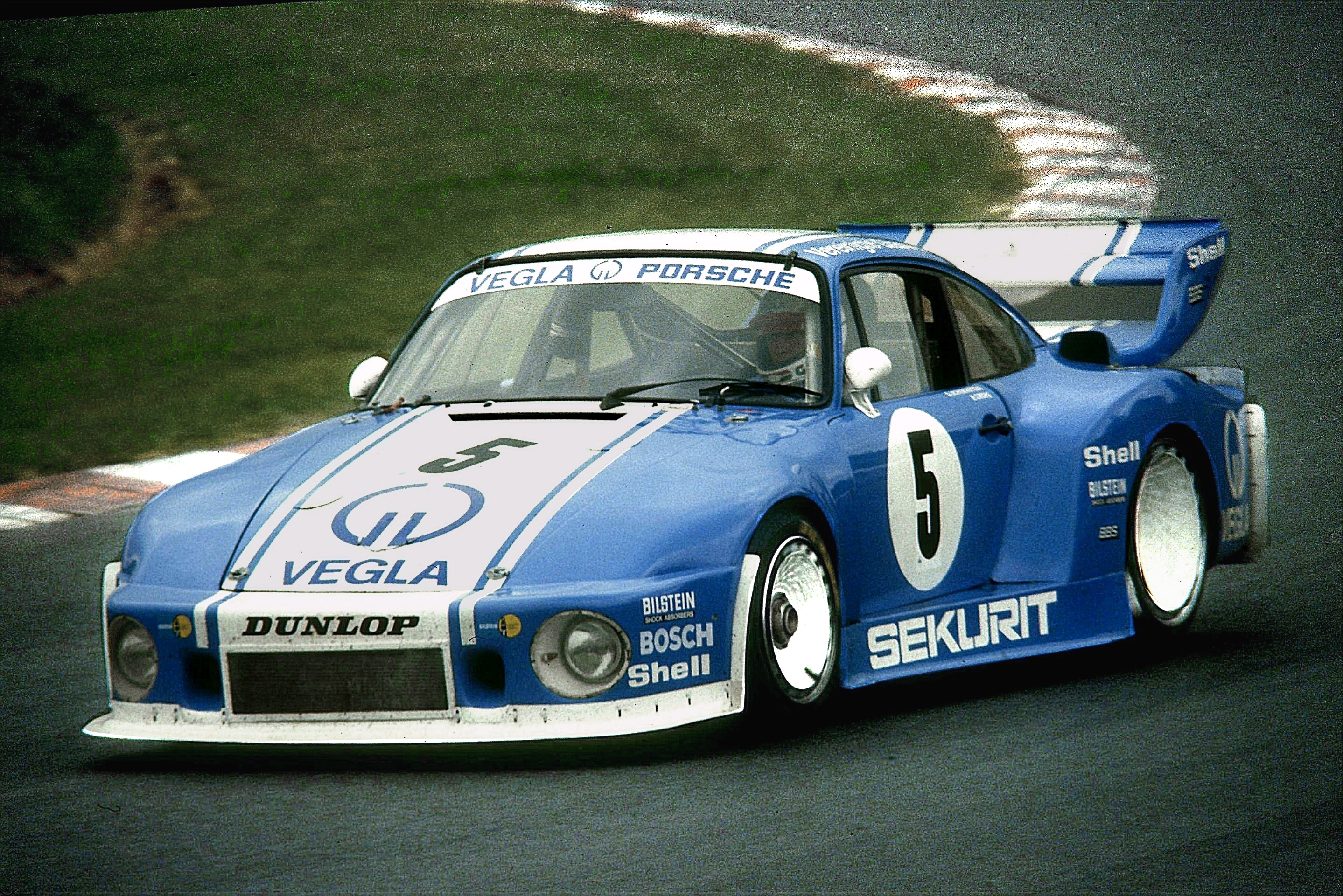
Der von Harald Grohs gefahrene 935/77 beim 1000-km-Rennen auf dem Nürburgring 1980.

Porsche trat in den Jahren 1980 und 1981 wie bereits 1979 nicht mit einem Werksteam in der Markenweltmeisterschaft an. Der 935 wurde ausschließlich durch private Rennteams eingesetzt. Mit dem Einstieg von Lancia in der Meisterschaft bekam der Porsche 935 einen ebenbürtigen Konkurrenten. Der Lancia Beta Montecarlo war ein Rennwagen, der wie der 935 nur noch die Silhouette des Serienfahrzeug aufwies und in typischer Gruppe-5-Leichtbauweise hergestellt wurde. Das Lancia-Werksteam setzte das Fahrzeug 1980 und 1981 in den Meisterschaften sehr erfolgreich ein und gewann vor Porsche den Titel.
In der DRM-Saison 1980 bekamen die Porsche 935-Fahrer auch mehr Konkurrenz. In der 1. Division startete nun Klaus Ludwig mit einem Ford Capri und in der 2. Division stieg Hans Heyer mit einem Lancia Beta Montecarlo ein. Heyer setzte sich durch und gewann den Meisterschafts-Titel vor Hans-Joachim Stuck auf einem BMW 320i Turbo. Volkert Merl, als bester Porsche-Pilot, erreichte lediglich den vierten Platz in der Meisterschaft. Im Folgejahr gewann der in der 2. DRM-Division gestartete Klaus Ludwig mit Ford Capri Turbo deutlich den Meisterschafts-Titel. Zweiter wurde Bob Wollek, der in der 1. Division zunächst zu Saisonbeginn mit einem 935 K3 und später mit dem 935 K4 von Kremer Racing antrat.
In der amerikanischen IMSA-GT-Rennserie 1980 war der Porsche 935 gegenüber den Rennserien in Europa der Konkurrenz weiterhin deutlich überlegen. Dort siegte Porsche mit den Privatteams die Meisterschaft in der GTX-Klasse mit 260 Punkten vor BMW mit 18 Punkten. Beim traditionellen 24-Stunden-Rennen von Daytona, das sowohl in der Markenweltmeisterschaft, als auch in der IMSA-GT-Serie gewertet wurde, sicherten sich Reinhold Joest, Rolf Stommelen und Volkert Merl auf einem 935 J den Gesamtsieg.
1981 wiederholte Porsche in der IMSA-GT-Serie das Vorjahresergebnis und gewann den Gesamt-Meisterschaftstitel, der in dem Jahr nicht in Klassen den GTX und AAGT unterteilt vergeben wurde. Wie in den Jahren davor gewann ein Rennteam mit einem 935 das 24-Stunden-Rennen von Daytona. Diesmal pilotierten Bob Garretson, Bobby Rahal und Brian Redman ihren 935 K3 auf den ersten Platz in der Gesamtwertung.

### 1982 bis 1986 – Verdrängung durch die Gruppe C in Europa und in Amerika
1982 gingen in der Markenweltmeisterschaft erstmals Gruppe-C-Rennwagen an den Start. Neben den Gruppe-5- durften auch Gruppe-6-Wagen eingesetzt werden. Gegenüber den leichteren Rennwagen der Gruppen C und 6 hatten die Porsche 935-Fahrzeuge der privaten Teams keine Chance mehr auf einen Gesamtsieg. Das beste Gesamtergebnis in der Saison war der zweite Platz beim 1000-km-Rennen von Monza eines 935 K3/80, gefahren von Rolf Stommelen und Ted Field. Ein weiteres Achtungsergebnis war der vierte Gesamtplatz und Sieg in der IMSA-GTX-Klasse des von John Fitzpatrick und David Hobbs gefahrenen 935/78-81 hinter den drei 956 des Porsche-Werksteams beim 24-Stunden-Rennen von Le Mans. Mit der Rennsaison 1983 waren die Gruppe-5-Rennwagen und somit auch der Porsche 935 nicht mehr in der Markenweltmeisterschaft zugelassen.
In der DRM gab es zur Saison 1982 ähnlich wie in der Markenweltmeisterschaft Reglementsänderungen. Es waren auch hier Gruppe-C- und Gruppe-6-Rennwagen erstmals zugelassen und die Aufteilung in die Divisionen 1 und 2 entfiel. Gruppe-5-Fahrzeuge durften in dem Jahr noch teilnehmen, bevor diese 1983 nicht mehr zugelassen wurden. In den Rennen dominierten die Rennwagen der Gruppe-6- und Gruppe-C-Spezifikation, die für die Teams Joest, Kremer und Zakspeed starteten. Die noch eingesetzten Porsche 935 der kleineren Privatteams hatte keine Siegchance und erreichten als bestes Ergebnis maximal den vierten Rang in drei Rennen. Den Meistertitel sicherte sich Bob Wollek, der mit einem Porsche 936/80 des Joest Racing Teams antrat. Zweiter wurde Rolf Stommelen, der für Kremer Racing startete und zunächst mit einem Porsche 936 und später mit dem von Kremer selbst entwickelten Gruppe-C-Rennwagen Porsche CK5 antrat.
In der IMSA-GT-Serie gab es ebenfalls Änderungen im Reglement. Die GTX-Klasse wurde 1983 durch die Klasse GTP ersetzt. Lediglich 1982 durften ältere Rennwagen in der kombinierten GTX/GTP-Klasse antreten. Sowohl 1982, als auch 1983 konnten die Teams mit Porsche-Rennwagen den Meisterschaftstitel vor Chevrolet erringen. Wie in den Jahren davor gewannen 935-Fahrzeuge in beiden Rennsaisons 1982 und 1983 in Daytona. Den letzten Sieg beim 24-Stunden-Rennen von Daytona 1983 fuhren Preston Henn, Bob Wollek, Claude Ballot-Léna und A. J. Foyt mit einem 935 L, und damit den sechsten Sieg eines 935 in diesem Rennen in Folge, ein.
1984 wurden in der IMSA die meisten Gruppe-5-Wagen durch Sportwagen-Prototypen ersetzt. Einige Teams setzten weiterhin den 935 ein. So erreichten Mauricio de Narváez, Hans Heyer und Stefan Johansson mit einem 935 J den Gesamtsieg beim 12-Stunden-Rennen von Sebring 1984 und einen Achtungserfolg. Den IMSA-GT-Meisterschaftstitel 1984 gewann Chevrolet und löste damit Porsche nach sechs gewonnenen Meisterschaften in Folge ab.
Den letzten Einsatz in der IMSA-GT-Rennserie hatte ein Porsche 935 K3 beim 12-Stunden-Rennen von Sebring 1986. Darin belegte das NHR-Racing-Team den 15. Platz in der Gesamtwertung. Damit endete für diesen erfolgreichen Gruppe-5-Rennwagen die zehnjährige Geschichte im internationalen Motorsport.

### Die Ergebnisse 1976 bis 1986
In den Tabellen sind je Rennen maximal die ersten 20 Ränge aufgelistet, auf denen sich ein Porsche 935 platzierte.
1976
| Sportwagen-Weltmeisterschaft 1976 | Sportwagen-Weltmeisterschaft 1976 | Sportwagen-Weltmeisterschaft 1976 | Sportwagen-Weltmeisterschaft 1976 | Sportwagen-Weltmeisterschaft 1976 | Sportwagen-Weltmeisterschaft 1976 |
| Rennen                            | Rennen                            | Rennen                            | Rennen                            | Rennen                            | Rennen                            |
| Pos.                              | Nr.                               | Team                              | Fahrer                            | Chassistyp                        | Motortyp                          |
| --------------------------------- | --------------------------------- | --------------------------------- | --------------------------------- | --------------------------------- | --------------------------------- |
| 6-Stunden-Rennen von Mugello      |                                   |                                   |                                   |                                   |                                   |
| 1                                 | 4                                 | Martini Racing                    | Jochen Mass Jacky Ickx            | 935                               | 2,8 l                             |
| 2                                 | 5                                 | Porsche-Kremer Racing             | Bob Wollek Hans Heyer             | 935                               | 2,8 l                             |
| 6-Stunden-Rennen von Vallelunga   |                                   |                                   |                                   |                                   |                                   |
| 1                                 | 1                                 | Martini Racing                    | Jacky Ickx Jochen Mass            | 935                               | 2,8 l                             |
| 6-Stunden-Rennen von Silverstone  |                                   |                                   |                                   |                                   |                                   |
| 2                                 | 10                                | Porsche-Kremer Racing             | Bob Wollek Hans Heyer             | 935                               | 2,8 l                             |
| 10                                | 9                                 | Martini Racing                    | Jacky Ickx Jochen Mass            | 935                               | 2,8 l                             |
| 6-Stunden-Rennen von Zeltweg      |                                   |                                   |                                   |                                   |                                   |
| 4                                 | 2                                 | Porsche-Kremer Racing             | Derek Bell Vern Schuppan          | 935                               | 2,8 l                             |
| 6-Stunden-Rennen von Watkins Glen |                                   |                                   |                                   |                                   |                                   |
| 1                                 | 4                                 | Martini Racing                    | Rolf Stommelen Manfred Schurti    | 935                               | 2,8 l                             |
| 3                                 | 2                                 | Martini Racing                    | Jochen Mass Jacky Ickx            | 935                               | 2,8 l                             |
| 6-Stunden-Rennen von Dijon        |                                   |                                   |                                   |                                   |                                   |
| 1                                 | 1                                 | Martini Racing                    | Jacky Ickx Jochen Mass            | 935                               | 2,8 l                             |
| 2                                 | 5                                 | Porsche Kremer Racing             | Bob Wollek Hans Heyer             | 935                               | 2,8 l                             |
| 3                                 | 3                                 | Martini Racing                    | Manfred Schurti Rolf Stommelen    | 935                               | 2,8 l                             |

1977
| Sportwagen-Weltmeisterschaft 1977  | Sportwagen-Weltmeisterschaft 1977 | Sportwagen-Weltmeisterschaft 1977 | Sportwagen-Weltmeisterschaft 1977                     | Sportwagen-Weltmeisterschaft 1977 | Sportwagen-Weltmeisterschaft 1977 |
| Rennen                             | Rennen                            | Rennen                            | Rennen                                                | Rennen                            | Rennen                            |
| Pos.                               | Nr.                               | Team                              | Fahrer                                                | Chassistyp                        | Motortyp                          |
| ---------------------------------- | --------------------------------- | --------------------------------- | ----------------------------------------------------- | --------------------------------- | --------------------------------- |
| 24-Stunden-Rennen von Daytona      |                                   |                                   |                                                       |                                   |                                   |
| 2                                  | 4                                 | Jolly Club                        | Carlo Facetti Martino Finotto Romeo Camathias         | 935                               | 2,8 l                             |
| 3                                  | 8                                 | Porsche Kremer Racing             | Reinhold Joest Bob Wollek Albrecht Krebs              | 935                               | 2,8 l                             |
| 6-Stunden-Rennen von Mugello       |                                   |                                   |                                                       |                                   |                                   |
| 1                                  | 2                                 | Martini Racing                    | Rolf Stommelen Manfred Schurti                        | 935                               | 2,8 l                             |
| 2                                  | 5                                 | Jolly Club                        | Martino Finotto Carlo Facetti Romeo Camathias         | 935                               | 2,8 l                             |
| 3                                  | 26                                | „Victor“                          | Vittorio Coggiola („Victor“) Piero Monticone          | 935                               | 2,8 l                             |
| 6-Stunden-Rennen von Silverstone   |                                   |                                   |                                                       |                                   |                                   |
| 1                                  | 1                                 | Martini Racing                    | Jochen Mass Jacky Ickx                                | 935/77                            | 2,8 l                             |
| 2                                  | 3                                 | Porsche Kremer Racing             | Bob Wollek John Fitzpatrick                           | 935                               | 2,8 l                             |
| 3                                  | 6                                 | Gelo Racing Team                  | Rolf Stommelen Toine Hezemans                         | 935                               | 2,8 l                             |
| 5                                  | 11                                | Kannacher-GT-Racing               | Franz Konrad Peter Hähnlein                           | 935                               | 2,8 l                             |
| 6                                  | 8                                 | Jolly-Club                        | Carlo Facetti Martino Finotto                         | 935                               | 2,8 l                             |
| 1000-km-Rennen auf dem Nürburgring |                                   |                                   |                                                       |                                   |                                   |
| 1                                  | 3                                 | Gelo-Racing-Team                  | Tim Schenken Rolf Stommelen Toine Hezemans            | 935                               | 2,8 l                             |
| 2                                  | 4                                 | Porsche Kremer Racing             | Bob Wollek John Fitzpatrick                           | 935                               | 2,8 l                             |
| 4                                  | 5                                 | Porsche Kremer Racing             | Franz Konrad Paul Keller                              | 935                               | 2,8 l                             |
| 6                                  | 7                                 | Autohaus Max Moritz               | Manfred Schurti Helmut Kelleners                      | 935                               | 2,8 l                             |
| 6-Stunden-Rennen von Watkins Glen  |                                   |                                   |                                                       |                                   |                                   |
| 1                                  | 1                                 | Martini-Racing Porsche-System     | Jochen Mass Jacky Ickx                                | 935/77                            | 2,8 l                             |
| 2                                  | 16                                | Vasek-Polak-Racing                | George Follmer Brett Lunger                           | 935                               | 2,8 l                             |
| 6-Stunden-Rennen von Brands Hatch  |                                   |                                   |                                                       |                                   |                                   |
| 1                                  | 1                                 | Martini-Racing                    | Jochen Mass Jacky Ickx                                | 935/77                            | 2,8 l                             |
| 2                                  | 7                                 | Autohaus Max Moritz               | Manfred Schurti Edgar Dören                           | 935                               | 2,8 l                             |
| 3                                  | 3                                 | Porsche Kremer Racing             | Reinhold Joest Bob Wollek Franz Konrad                | 935                               | 2,8 l                             |
| 4                                  | 2                                 | Porsche Kremer Racing             | Bob Wollek Nick Faure                                 | 935                               | 2,8 l                             |
| 6-Stunden-Rennen von Hockenheim    |                                   |                                   |                                                       |                                   |                                   |
| 1                                  | 4                                 | Porsche Kremer Racing             | Bob Wollek John Fitzpatrick                           | 935 K2                            | 2,8 l                             |
| 2                                  | 7                                 | JMS Racing                        | Claude Ballot-Léna Jean-Louis Lafosse                 | 935                               | 2,8 l                             |
| 4                                  | 5                                 | Porsche Kremer Racing             | Claude Haldi Werner Christmann Bob Wollek             | 935                               | 2,8 l                             |
| 5                                  | 16                                | Porsche Kremer Racing             | Volkert Merl Peter Hähnlein Franz Konrad              | 935                               | 2,8 l                             |
| 11                                 | 3                                 | Gelo Racing Team                  | Tim Schenken Hans Heyer Rolf Stommelen Toine Hezemans | 935                               | 2,8 l                             |
| 6-Stunden-Rennen von Vallelunga    |                                   |                                   |                                                       |                                   |                                   |
| 1                                  | 3                                 | Scuderia Vesuvio                  | Luigi Moreschi Antonio Ferrari („Dino“)               | 935                               | 2,8 l                             |
| 2                                  | 2                                 | „Victor“                          | Vittorio Coggiola („Victor“) Piero Monticone          | 935                               | 2,8 l                             |

| Deutsche-Rennsport-Meisterschaft 1977           | Deutsche-Rennsport-Meisterschaft 1977 | Deutsche-Rennsport-Meisterschaft 1977 | Deutsche-Rennsport-Meisterschaft 1977 | Deutsche-Rennsport-Meisterschaft 1977 | Deutsche-Rennsport-Meisterschaft 1977 |
| Rennen                                          | Rennen                                | Rennen                                | Rennen                                | Rennen                                | Rennen                                |
| Pos.                                            | Nr.                                   | Team                                  | Fahrer                                | Chassistyp                            | Motortyp                              |
| ----------------------------------------------- | ------------------------------------- | ------------------------------------- | ------------------------------------- | ------------------------------------- | ------------------------------------- |
| Int. Rundstreckenrennen Bergischer Löwe, Zolder |                                       |                                       |                                       |                                       |                                       |
| 1                                               | 52                                    | Jägermeister-Max-Moritz-Team          | Manfred Schurti                       | 935                                   | 2,8 l                                 |
| 2                                               | 51                                    | Vaillant-Kremer-Team                  | Bob Wollek                            | 935                                   | 2,8 l                                 |
| 3                                               | 54                                    | Brambring-Franz-Racing                | Jürgen Neuhaus                        | 935                                   | 2,8 l                                 |
| 4                                               | 58                                    | Kannacher GT-Racing                   | Franz Konrad                          | 935 K1                                | 2,8 l                                 |
| 5                                               | 56                                    | Kannacher GT-Racing                   | Jürgen Kannacher                      | 935                                   | 2,8 l                                 |
| Int. ADAC-Goodyear-300-km-Rennen, Nürburgring   |                                       |                                       |                                       |                                       |                                       |
| 1                                               | 66                                    | Gelo Racing Team Georg Loos KG        | Rolf Stommelen                        | 935                                   | 2,8 l                                 |
| 2                                               | 52                                    | Jägermeister-Max-Moritz-Team          | Manfred Schurti                       | 935                                   | 2,8 l                                 |
| 3                                               | 51                                    | Vaillant Kremer Team                  | Bob Wollek                            | 935 K2                                | 2,8 l                                 |
| 4                                               | 54                                    | Brambring-Franz-Racing                | Jochen Mass                           | 935                                   | 2,8 l                                 |
| 7                                               | 56                                    | Kannacher GT-Racing                   | Jürgen Kannacher                      | 935                                   | 2,8 l                                 |
| 8                                               | 58                                    | Kannacher GT-Racing                   | Franz Konrad                          | 935 K1                                | 2,8 l                                 |
| Int. ADAC-Eifelrennen, Nürburgring              |                                       |                                       |                                       |                                       |                                       |
| 1                                               | 51                                    | Vaillant Kremer Team                  | Bob Wollek                            | 935 K2                                | 2,8 l                                 |
| 2                                               | 66                                    | Gelo Racing Team Georg Loos KG        | Rolf Stommelen                        | 935                                   | 2,8 l                                 |
| 3                                               | 54                                    | Brambring-Franz-Racing                | Jürgen Neuhaus                        | 935                                   | 2,8 l                                 |
| 4                                               | 74                                    | Gelo Racing Team Georg Loos KG        | Tim Schenken                          | 935                                   | 2,8 l                                 |
| 7                                               | 59                                    | Kannacher GT-Racing                   | Franz Konrad                          | 935 K1                                | 2,8 l                                 |
| 10                                              | 52                                    | Jägermeister Max Moritz Team          | Manfred Schurti                       | 935                                   | 2,8 l                                 |
| Int. ADAC-Super-Sport-Rennen, Kassel-Calden     |                                       |                                       |                                       |                                       |                                       |
| 1                                               | 51                                    | Vaillant Kremer Team                  | Bob Wollek                            | 935 K2                                | 2,8 l                                 |
| 2                                               | 66                                    | Gelo Racing Team Georg Loos KG        | Rolf Stommelen                        | 935                                   | 2,8 l                                 |
| 3                                               | 54                                    | Brambring-Franz-Racing                | Jürgen Neuhaus                        | 935                                   | 2,8 l                                 |
| ADAC-Flugplatzrennen, Mainz-Finthen             |                                       |                                       |                                       |                                       |                                       |
| 1                                               | 66                                    | Gelo Racing Team Georg Loos KG        | Rolf Stommelen                        | 935                                   | 2,8 l                                 |
| 2                                               | 51                                    | Vaillant Kremer Team                  | Bob Wollek                            | 935 K2                                | 2,8 l                                 |
| 3                                               | 67                                    | Gelo Racing Team Georg Loos KG        | Tim Schenken                          | 935                                   | 2,8 l                                 |
| 4                                               | 52                                    | Jägermeister Max Moritz Team          | Manfred Schurti                       | 935                                   | 2,8 l                                 |
| 5                                               | 54                                    | Brambring-Franz-Racing                | Jürgen Neuhaus                        | 935                                   | 2,8 l                                 |
| 6                                               | 71                                    | Kannacher GT-Racing                   | Franz Konrad                          | 935 K1                                | 2,8 l                                 |
| 200 Meilen von Nürnberg, Norisring              |                                       |                                       |                                       |                                       |                                       |
| 1                                               | 66                                    | Gelo Racing Team Georg Loos KG        | Rolf Stommelen                        | 935                                   | 2,8 l                                 |
| 2                                               | 52                                    | Jägermeister Max Moritz Team          | Manfred Schurti                       | 935                                   | 2,8 l                                 |
| 3                                               | 70                                    | Vaillant Kremer Team                  | Peter Gregg                           | 935                                   | 2,8 l                                 |
| 4                                               | 67                                    | Gelo Racing Team Georg Loos KG        | Tim Schenken                          | 935                                   | 2,8 l                                 |
| 5                                               | 58                                    | Kannacher GT-Racing                   | Franz Konrad                          | 935 K1                                | 2,8 l                                 |
| Int. ADAC-Flugplatzrennen, Diepholz             |                                       |                                       |                                       |                                       |                                       |
| 1                                               | 66                                    | Gelo Racing Team Georg Loos KG        | Rolf Stommelen                        | 935                                   | 2,8 l                                 |
| 2                                               | 51                                    | Vaillant Kremer Team                  | Bob Wollek                            | 935 K2                                | 2,8 l                                 |
| 3                                               | 67                                    | Gelo Racing Team Georg Loos KG        | Tim Schenken                          | 935                                   | 2,8 l                                 |
| 6                                               | 58                                    | Kannacher GT-Racing                   | Franz Konrad                          | 935                                   | 2,8 l                                 |
| 9                                               | 71                                    | Kannacher GT-Racing                   | Peter Hähnlein                        | 935 K1                                | 2,8 l                                 |
| Großer Preis von Deutschland, Hockenheimring    |                                       |                                       |                                       |                                       |                                       |
| 1                                               | 51                                    | Vaillant Kremer Team                  | Bob Wollek                            | 935 K2                                | 2,8 l                                 |
| 2                                               | 66                                    | Gelo Racing Team Georg Loos KG        | Rolf Stommelen                        | 935                                   | 2,8 l                                 |
| 3                                               | 67                                    | Gelo Racing Team Georg Loos KG        | Tim Schenken                          | 935                                   | 2,8 l                                 |
| 4                                               | 70                                    | Vaillant Kremer Team                  | John Fitzpatrick                      | 935                                   | 2,8 l                                 |
| 5                                               | 52                                    | Jägermeister Max Moritz Team          | Manfred Schurti                       | 935                                   | 2,8 l                                 |
| 6                                               | 55                                    | Kannacher GT-Racing                   | Franz Konrad                          | 935                                   | 2,8 l                                 |
| Int. ADAC-Westfalen-Pokal, Zolder               |                                       |                                       |                                       |                                       |                                       |
| 1                                               | 51                                    | Vaillant Kremer Team                  | Bob Wollek                            | 935 K2                                | 2,8 l                                 |
| 2                                               | 66                                    | Gelo Racing Team Georg Loos KG        | Rolf Stommelen                        | 935                                   | 2,8 l                                 |
| 3                                               | 58                                    | Kannacher GT-Racing                   | Franz Konrad                          | 935                                   | 2,8 l                                 |
| 5                                               | 72                                    | Kannacher GT-Racing                   | Peter Hähnlein                        | 935 K1                                | 2,8 l                                 |
| 8                                               | 67                                    | Gelo Racing Team Georg Loos KG        | Tim Schenken                          | 935                                   | 2,8 l                                 |
| ADAC-Bilstein-Super-Sprint, Nürburgring         |                                       |                                       |                                       |                                       |                                       |
| 1                                               | 66                                    | Gelo Racing Team Georg Loos KG        | Rolf Stommelen                        | 935                                   | 2,8 l                                 |
| 2                                               | 51                                    | Vaillant Kremer Team                  | Bob Wollek                            | 935 K2                                | 2,8 l                                 |
| 3                                               | 52                                    | Jägermeister Max Moritz Team          | Manfred Schurti                       | 935                                   | 2,8 l                                 |
| 6                                               | 58                                    | Kannacher GT-Racing                   | Franz Konrad                          | 935                                   | 2,8 l                                 |
| 7                                               | 70                                    | Vaillant Kremer Team                  | Werner Christmann                     | 935                                   | 2,8 l                                 |

| IMSA 1977                     | IMSA 1977 | IMSA 1977             | IMSA 1977                                     | IMSA 1977  | IMSA 1977 |
| Rennen                        | Rennen    | Rennen                | Rennen                                        | Rennen     | Rennen    |
| Pos.                          | Nr.       | Team                  | Fahrer                                        | Chassistyp | Motortyp  |
| ----------------------------- | --------- | --------------------- | --------------------------------------------- | ---------- | --------- |
| 24-Stunden-Rennen von Daytona |           |                       |                                               |            |           |
| 2                             | 4         | Jolly Club            | Carlo Facetti Martino Finotto Romeo Camathias | 935        | 2,8 l     |
| 3                             | 8         | Porsche Kremer Racing | Reinhold Joest Bob Wollek Albrecht Krebs      | 935        | 2,8 l     |
| 3-Stunden-Rennen von Mid-Ohio |           |                       |                                               |            |           |
| 1                             | 59        | Brumos Porsche        | Peter Gregg                                   | 935        | 2,8 l     |
| 2                             | 15        | Vasek Polak Racing    | Jacky Ickx Skeeter McKitterick                | 935        | 2,8 l     |
| 3                             | 61        | Jim Busby             | Jim Busby John O’Steen                        | 935        | 2,8 l     |

1978
| Sportwagen-Weltmeisterschaft 1978 | Sportwagen-Weltmeisterschaft 1978 | Sportwagen-Weltmeisterschaft 1978 | Sportwagen-Weltmeisterschaft 1978                               | Sportwagen-Weltmeisterschaft 1978 | Sportwagen-Weltmeisterschaft 1978 |
| Rennen                            | Rennen                            | Rennen                            | Rennen                                                          | Rennen                            | Rennen                            |
| Pos.                              | Nr.                               | Team                              | Fahrer                                                          | Chassistyp                        | Motortyp                          |
| --------------------------------- | --------------------------------- | --------------------------------- | --------------------------------------------------------------- | --------------------------------- | --------------------------------- |
| 24-Stunden-Rennen von Daytona     |                                   |                                   |                                                                 |                                   |                                   |
| 1                                 | 99                                | Brumos Porsche                    | Rolf Stommelen Toine Hezemans Peter Gregg                       | 935/77A                           | 2,8 l                             |
| 2                                 | 6                                 | Dick Barbour Racing               | Dick Barbour Manfred Schurti Johnny Rutherford                  | 935/77A                           | 2,8 l                             |
| 5                                 | 14                                | Porsche Kremer Racing             | Josef Brambring Dieter Schornstein Louis Krages („John Winter“) | 935 K2                            | 2,8 l                             |
| 9                                 | 59                                | Brumos Porsche                    | Peter Gregg Claude Ballot-Léna Brad Frisselle                   | 935/77A                           | 2,8 l                             |
| 13                                | 21                                | Konrad Racing                     | Franz Konrad Volkert Merl Reinhold Joest                        | 935/77A                           | 2,8 l                             |
| 6-Stunden-Rennen von Mugello      |                                   |                                   |                                                                 |                                   |                                   |
| 1                                 | 12                                | Gelo Racing Team                  | Toine Hezemans Hans Heyer John Fitzpatrick                      | 935/77A                           | 2,8 l                             |
| 2                                 | 15                                | Konrad Racing                     | Franz Konrad Reinhold Joest Volkert Merl                        | 935/77A                           | 2,8 l                             |
| 4                                 | 22                                | Meccarillos Racing                | Claude Haldi Herbert Müller                                     | 935                               | 2,8 l                             |
| 5                                 | 3                                 | Jolly Club                        | Martino Finotto Carlo Facetti                                   | 935                               | 2,8 l                             |
| 7                                 | 8                                 | Porsche Kremer Racing             | Dieter Schornstein Louis Krages („John Winter“) Bob Wollek      | 935 K2                            | 2,8 l                             |
| 9                                 | 11                                | Gelo Racing Team                  | John Fitzpatrick Klaus Ludwig Toine Hezemans                    | 935/77A                           | 2,8 l                             |
| 15                                | 16                                | ASA Cachia                        | Claude Ballot-Léna Jean-Louis Lafosse                           | 935                               | 2,8 l                             |
| 16                                | 29                                | Klaus Drees                       | Klaus Drees Wolfgang Kauwertz                                   | 935                               | 2,8 l                             |
| 17                                | 7                                 | Sportwagen                        | Mario Casoni Corrado Manfredini                                 | 935                               | 2,8 l                             |
| 6-Stunden-Rennen von Dijon        |                                   |                                   |                                                                 |                                   |                                   |
| 1                                 | 2                                 | Porsche Kremer Racing             | Bob Wollek Henri Pescarolo                                      | 935/77A                           | 2,8 l                             |
| 2                                 | 5                                 | Gelo Racing Team                  | John Fitzpatrick Hans Heyer Toine Hezemans                      | 935/77A                           | 2,8 l                             |
| 5                                 | 9                                 | ASA Cachia                        | Jean-Louis Lafosse Claude Ballot-Léna                           | 935                               | 2,8 l                             |
| 6                                 | 3                                 | Porsche Kremer Racing             | Dieter Schornstein Louis Krages („John Winter“)                 | 935/77A                           | 2,8 l                             |
| 10                                | 12                                | Klaus Drees                       | Wolfgang Kauwertz Klaus Drees                                   | 935                               | 2,8 l                             |
| 6-Stunden-Rennen von Silverstone  |                                   |                                   |                                                                 |                                   |                                   |
| 1                                 | 1                                 | Martini Racing                    | Jochen Mass Jacky Ickx                                          | 935/78 „Moby Dick“                | 3,2 l                             |
| 2                                 | 8                                 | Porsche Kremer Racing             | Bob Wollek Henri Pescarolo                                      | 935/77A                           | 3,2 l                             |
| 5                                 | 9                                 | Porsche Kremer Racing             | Dieter Schornstein Louis Krages („John Winter“) Bob Wollek      | 935 K2                            | 3,2 l                             |
| 6                                 | 12                                | Konrad Racing                     | Franz Konrad Volkert Merl                                       | 935/77A                           | 3,0 l                             |
| 11                                | 10                                | Team Vastkustugan                 | Kurt Simonsen Jan Lundgårdh                                     | 935/77 „Baby“                     | 1,4 l                             |
| 14                                | 17                                | Klaus Drees                       | Mike Franey Klaus Drees                                         | 935                               | 2,8 l                             |
| 1000-km-Rennen am Nürburgring     |                                   |                                   |                                                                 |                                   |                                   |
| 1                                 | 3                                 | Gelo Racing Team                  | Klaus Ludwig Hans Heyer Toine Hezemans                          | 935/77A                           | 2,8 l                             |
| 2                                 | 8                                 | Autohaus Max Moritz               | Manfred Schurti Jacky Ickx                                      | 935/77A                           | 2,8 l                             |
| 3                                 | 4                                 | Porsche Kremer Racing             | Bob Wollek Henri Pescarolo                                      | 935/77A                           | 2,8 l                             |
| 4                                 | 12                                | Konrad Racing                     | Volkert Merl Ralf-Dieter Schreiber Franz Konrad                 | 935/77A                           | 2,8 l                             |
| 5                                 | 7                                 | Joest Racing                      | Reinhold Joest Jürgen Barth                                     | 935/77A                           | 2,8 l                             |
| 8                                 | 11                                | Konrad Racing                     | Franz Konrad Volkert Merl Clemens Schickentanz                  | 935/77A                           | 2,8 l                             |
| 16                                | 14                                | Team Vastkustugan                 | Kurt Simonsen Jan Lundgårdh                                     | 935/77 „Baby“                     | 1,4 l                             |
| 17                                | 19                                | Klaus Drees                       | Klaus Drees Peter Hähnlein                                      | 935                               | 2,8 l                             |
| 6-Stunden-Rennen von Misano       |                                   |                                   |                                                                 |                                   |                                   |
| 1                                 | 7                                 | Porsche Kremer Racing             | Bob Wollek Henri Pescarolo                                      | 935/77A                           | 2,8 l                             |
| 2                                 | 23                                | „Victor“                          | Vittorio Coggiola („Victor“) Piero Monticone                    | 935                               | 2,8 l                             |
| 3                                 | 12                                | Konrad Racing                     | Franz Konrad Volkert Merl                                       | 935/77A                           | 2,8 l                             |
| 6-Stunden-Rennen von Watkins Glen |                                   |                                   |                                                                 |                                   |                                   |
| 1                                 | 30                                | Gelo Racing Team                  | Toine Hezemans John Fitzpatrick Peter Gregg                     | 935/77A                           | 2,8 l                             |
| 2                                 | 90                                | Dick Barbour Racing               | Rolf Stommelen Manfred Schurti Dick Barbour                     | 935/77A                           | 2,8 l                             |
| 4                                 | 14                                | Hal Shaw Racing                   | Hal Shaw, Jr. Monte Shelton                                     | 935                               | 2,8 l                             |
| 6                                 | 71                                | Vintage Porsche Racing            | John Thomas Otis Chandler                                       | 935                               | 2,8 l                             |
| 8                                 | 3                                 | Vasek Polak Racing                | Janet Guthrie Brian Redman Hurley Haywood                       | 935/77A                           | 2,8 l                             |
| 15                                | 7                                 | Heimrath Racing                   | Ludwig Heimrath senior Paul Miller                              | 935                               | 2,8 l                             |
| 6-Stunden-Rennen von Vallelunga   |                                   |                                   |                                                                 |                                   |                                   |
| 1                                 | 3                                 | Porsche Kremer Racing             | Henri Pescarolo Bob Wollek                                      | 935/77A                           | 2,8 l                             |
| 2                                 | 8                                 | Gelo Racing Team                  | Toine Hezemans Hans Heyer John Fitzpatrick                      | 935/77A                           | 2,8 l                             |
| 3                                 | 9                                 | Gelo Racing Team                  | Klaus Ludwig John Fitzpatrick Toine Hezemans                    | 935/77A                           | 2,8 l                             |
| 5                                 | 5                                 | Jolly Club                        | Carlo Facetti Piercarlo Ghinzani Luigi Moreschi                 | 935                               | 2,8 l                             |
| 6                                 | 6                                 | Porsche Kremer Racing             | Dieter Schornstein Louis Krages („John Winter“)                 | 935/77A                           | 2,8 l                             |
| 7                                 | 19                                | Konrad Racing                     | Franz Konrad Volkert Merl                                       | 935/77A                           | 2,8 l                             |
| 11                                | 4                                 | „Victor“                          | Vittorio Coggiola („Victor“) Piero Monticone                    | 935                               | 2,8 l                             |

| Deutsche-Rennsport-Meisterschaft 1978           | Deutsche-Rennsport-Meisterschaft 1978 | Deutsche-Rennsport-Meisterschaft 1978 | Deutsche-Rennsport-Meisterschaft 1978 | Deutsche-Rennsport-Meisterschaft 1978 | Deutsche-Rennsport-Meisterschaft 1978 |
| Rennen                                          | Rennen                                | Rennen                                | Rennen                                | Rennen                                | Rennen                                |
| Pos.                                            | Nr.                                   | Team                                  | Fahrer                                | Chassistyp                            | Motortyp                              |
| ----------------------------------------------- | ------------------------------------- | ------------------------------------- | ------------------------------------- | ------------------------------------- | ------------------------------------- |
| Int. Rundstreckenrennen Bergischer Löwe, Zolder |                                       |                                       |                                       |                                       |                                       |
| 1                                               | 6                                     | Weisberg-Gelo-Team                    | Toine Hezemans                        | 935/77A                               | 2,8 l                                 |
| 2                                               | 2                                     | Vaillant Kremer Team                  | Bob Wollek                            | 935/77A                               | 2,8 l                                 |
| 3                                               | 8                                     | Weisberg-Gelo-Team                    | John Fitzpatrick                      | 935/77A                               | 2,8 l                                 |
| 4                                               | 33                                    | Claude Bourgoignie                    | Claude Bourgoignie                    | 935                                   | 2,8 l                                 |
| 5                                               | 31                                    | Henri van Oorschot                    | Henri van Oorschot                    | 935                                   | 2,8 l                                 |
| 6                                               | 7                                     | Liqui Moly Equipe                     | Reinhold Joest                        | 935/77A                               | 2,8 l                                 |
| 7                                               | 16                                    | Konrad Racing                         | Volkert Merl                          | 935                                   | 2,8 l                                 |
| 8                                               | 2                                     | Porsche Kremer Racing                 | Dieter Schornstein                    | 935/77A                               | 2,8 l                                 |
| 9                                               | 4                                     | Minolta Kremer Team                   | Louis Krages („John Winter“)          | 935 K2                                | 2,8 l                                 |
| 10                                              | 18                                    | Klaus Drees                           | Klaus Drees                           | 935                                   | 2,8 l                                 |
| Int. ADAC-Goodyear-300-km-Rennen, Nürburgring   |                                       |                                       |                                       |                                       |                                       |
| 1                                               | 2                                     | Vaillant Kremer Team                  | Bob Wollek                            | 935/77A                               | 2,8 l                                 |
| 2                                               | 6                                     | Weisberg-Gelo-Team                    | Toine Hezemans                        | 935/77A                               | 2,8 l                                 |
| 3                                               | 9                                     | Weisberg-Gelo-Team                    | Klaus Ludwig                          | 935/77A                               | 2,8 l                                 |
| 4                                               | 11                                    | Liqui Moly Equipe                     | Reinhold Joest                        | 935/77A                               | 2,8 l                                 |
| 5                                               | 10                                    | Konrad Racing                         | Franz Konrad                          | 935/77A                               | 2,8 l                                 |
| 6                                               | 8                                     | Weisberg-Gelo-Team                    | John Fitzpatrick                      | 935/77A                               | 2,8 l                                 |
| 7                                               | 16                                    | Konrad Racing                         | Volkert Merl                          | 935                                   | 2,8 l                                 |
| 9                                               | 4                                     | Minolta Kremer Team                   | Louis Krages („John Winter“)          | 935 K2                                | 2,8 l                                 |
| Int. ADAC-Eifelrennen, Nürburgring              |                                       |                                       |                                       |                                       |                                       |
| 1                                               | 6                                     | Weisberg-Gelo-Team                    | Toine Hezemans                        | 935/77A                               | 2,8 l                                 |
| 2                                               | 8                                     | Weisberg-Gelo-Team                    | John Fitzpatrick                      | 935/77A                               | 2,8 l                                 |
| 3                                               | 9                                     | Weisberg-Gelo-Team                    | Klaus Ludwig                          | 935/77A                               | 2,8 l                                 |
| 4                                               | 2                                     | Vaillant Kremer Team                  | Bob Wollek                            | 935/77A                               | 2,8 l                                 |
| 5                                               | 10                                    | Konrad Racing                         | Franz Konrad                          | 935/77A                               | 2,8 l                                 |
| 6                                               | 16                                    | Konrad Racing                         | Volkert Merl                          | 935                                   | 2,8 l                                 |
| 7                                               | 19                                    | Claude Haldi                          | Claude Haldi                          | 935                                   | 2,8 l                                 |
| 8                                               | 5                                     | Jägermeister Max Moritz Team          | Manfred Schurti                       | 935/77A                               | 2,8 l                                 |
| 9                                               | 18                                    | Klaus Drees                           | Klaus Drees                           | 935                                   | 2,8 l                                 |
| 10                                              | 3                                     | Porsche Kremer Racing                 | Dieter Schornstein                    | 935/77A                               | 2,8 l                                 |
| Int. ADAC-Mampe-Avus-Rennen, Avus               |                                       |                                       |                                       |                                       |                                       |
| 1                                               | 6                                     | Weisberg-Gelo-Team                    | Toine Hezemans                        | 935/77A                               | 2,8 l                                 |
| 2                                               | 5                                     | Jägermeister Max Moritz Team          | Manfred Schurti                       | 935/77A                               | 2,8 l                                 |
| 3                                               | 8                                     | Weisberg-Gelo-Team                    | John Fitzpatrick                      | 935/77A                               | 2,8 l                                 |
| 4                                               | 9                                     | Weisberg-Gelo-Team                    | Klaus Ludwig                          | 935/77A                               | 2,8 l                                 |
| 5                                               | 2                                     | Vaillant Kremer Team                  | Bob Wollek                            | 935/77A                               | 2,8 l                                 |
| 6                                               | 11                                    | Liqui Moly Equipe                     | Reinhold Joest                        | 935/77A                               | 2,8 l                                 |
| 7                                               | 3                                     | Porsche Kremer Racing                 | Dieter Schornstein                    | 935/77A                               | 2,8 l                                 |
| ADAC-Flugplatzrennen, Mainz-Finthen             |                                       |                                       |                                       |                                       |                                       |
| 1                                               | 2                                     | Vaillant Kremer Team                  | Bob Wollek                            | 935/77A                               | 2,8 l                                 |
| 2                                               | 8                                     | Weisberg-Gelo-Team                    | John Fitzpatrick                      | 935/77A                               | 2,8 l                                 |
| 3                                               | 9                                     | Weisberg-Gelo-Team                    | Klaus Ludwig                          | 935/77A                               | 2,8 l                                 |
| 4                                               | 5                                     | Jägermeister Max Moritz Team          | Manfred Schurti                       | 935/77A                               | 2,8 l                                 |
| 5                                               | 6                                     | Weisberg-Gelo-Team                    | Toine Hezemans                        | 935/77A                               | 2,8 l                                 |
| 6                                               | 10                                    | Konrad Racing                         | Franz Konrad                          | 935/77A                               | 2,8 l                                 |
| 7                                               | 3                                     | Porsche Kremer Racing                 | Dieter Schornstein                    | 935/77A                               | 2,8 l                                 |
| ADAC-Trophäe, Zandvoort                         |                                       |                                       |                                       |                                       |                                       |
| 1                                               | 8                                     | Weisberg-Gelo-Team                    | John Fitzpatrick                      | 935/77A                               | 2,8 l                                 |
| 2                                               | 6                                     | Weisberg-Gelo-Team                    | Toine Hezemans                        | 935/77A                               | 2,8 l                                 |
| 3                                               | 9                                     | Weisberg-Gelo-Team                    | Klaus Ludwig                          | 935/77A                               | 2,8 l                                 |
| 4                                               | 33                                    | Claude Bourgoignie                    | Claude Bourgoignie                    | 935                                   | 2,8 l                                 |
| 5                                               | 16                                    | Konrad Racing                         | Volkert Merl                          | 935                                   | 2,8 l                                 |
| Int. ADAC-Super-Sport-Rennen, Kassel-Calden     |                                       |                                       |                                       |                                       |                                       |
| 1                                               | 2                                     | Vaillant Kremer Team                  | Bob Wollek                            | 935/77A                               | 2,8 l                                 |
| 2                                               | 6                                     | Weisberg-Gelo-Team                    | Toine Hezemans                        | 935/77A                               | 2,8 l                                 |
| 3                                               | 8                                     | Weisberg-Gelo-Team                    | John Fitzpatrick                      | 935/77A                               | 2,8 l                                 |
| 4                                               | 9                                     | Weisberg-Gelo-Team                    | Klaus Ludwig                          | 935/77A                               | 2,8 l                                 |
| 5                                               | 5                                     | Jägermeister Max Moritz Team          | Manfred Schurti                       | 935/77A                               | 2,8 l                                 |
| 6                                               | 11                                    | Liqui Moly Equipe                     | Reinhold Joest                        | 935/77A                               | 2,8 l                                 |
| 7                                               | 16                                    | Konrad Racing                         | Volkert Merl                          | 935/77A                               | 2,8 l                                 |
| 8                                               | 4                                     | Minolta Kremer Team                   | Louis Krages („John Winter“)          | 935/77A                               | 2,8 l                                 |
| 9                                               | 3                                     | Porsche Kremer Racing                 | Dieter Schornstein                    | 935/77A                               | 2,8 l                                 |
| Großer Preis von Deutschland, Hockenheimring    |                                       |                                       |                                       |                                       |                                       |
| 1                                               | 9                                     | Weisberg-Gelo-Team                    | Klaus Ludwig                          | 935/77A                               | 2,8 l                                 |
| 2                                               | 5                                     | Jägermeister Max Moritz Team          | Manfred Schurti                       | 935/77A                               | 2,8 l                                 |
| 3                                               | 6                                     | Weisberg-Gelo-Team                    | Toine Hezemans                        | 935/77A                               | 2,8 l                                 |
| 4                                               | 8                                     | Weisberg-Gelo-Team                    | John Fitzpatrick                      | 935/77A                               | 2,8 l                                 |
| 5                                               | 11                                    | Claude Haldi                          | Claude Haldi                          | 935                                   | 2,8 l                                 |
| 6                                               | 2                                     | Vaillant Kremer Team                  | Bob Wollek                            | 935/77A                               | 2,8 l                                 |
| 7                                               | 45                                    | Henri van Oorschot                    | Henri van Oorschot                    | 935                                   | 2,8 l                                 |
| 8                                               | 16                                    | Konrad Racing                         | Volkert Merl                          | 935/77A                               | 2,8 l                                 |
| 9                                               | 3                                     | Porsche Kremer Racing                 | Dieter Schornstein                    | 935/77A                               | 2,8 l                                 |
| 10                                              | 33                                    | Claude Bourgoignie                    | Claude Bourgoignie                    | 935                                   | 2,8 l                                 |
| Int. ADAC-Westfalen-Pokal, Zolder               |                                       |                                       |                                       |                                       |                                       |
| 1                                               | 5                                     | Jägermeister Max Moritz Team          | Manfred Schurti                       | 935/77A                               | 2,8 l                                 |
| 2                                               | 8                                     | Weisberg-Gelo-Team                    | John Fitzpatrick                      | 935/77A                               | 2,8 l                                 |
| 3                                               | 19                                    | Henri van Oorschot                    | Henri van Oorschot                    | 935                                   | 2,8 l                                 |
| 4                                               | 16                                    | Konrad Racing                         | Volkert Merl                          | 935/77A                               | 2,8 l                                 |
| 5                                               | 3                                     | Porsche Kremer Racing                 | Dieter Schornstein                    | 935/77A                               | 2,8 l                                 |
| 6                                               | 4                                     | Minolta Kremer Team                   | Louis Krages („John Winter“)          | 935/77A                               | 2,8 l                                 |
| 200 Meilen von Nürnberg, Norisring              |                                       |                                       |                                       |                                       |                                       |
| 1                                               | 5                                     | Jägermeister Max Moritz Team          | Manfred Schurti                       | 935/77A                               | 2,8 l                                 |
| 2                                               | 9                                     | Weisberg-Gelo-Team                    | Klaus Ludwig                          | 935/77A                               | 2,8 l                                 |
| 3                                               | 2                                     | Vaillant Kremer Team                  | Bob Wollek                            | 935/77A                               | 2,8 l                                 |
| 4                                               | 3                                     | Porsche Kremer Racing                 | Dieter Schornstein                    | 935/77A                               | 2,8 l                                 |
| 5                                               | 15                                    | Claude Haldi                          | Claude Haldi                          | 935                                   | 2,8 l                                 |
| ADAC-Bilstein-Super-Sprint, Nürburgring         |                                       |                                       |                                       |                                       |                                       |
| 1                                               | 2                                     | Vaillant Kremer Team                  | Bob Wollek                            | 935/77A                               | 2,8 l                                 |
| 2                                               | 6                                     | Weisberg-Gelo-Team                    | Toine Hezemans                        | 935/77A                               | 2,8 l                                 |
| 3                                               | 9                                     | Weisberg-Gelo-Team                    | Klaus Ludwig                          | 935/77A                               | 2,8 l                                 |
| 4                                               | 11                                    | Liqui Moly Equipe                     | Reinhold Joest                        | 935/77A                               | 2,8 l                                 |
| 5                                               | 5                                     | Jägermeister Max Moritz Team          | Manfred Schurti                       | 935/77A                               | 2,8 l                                 |
| 6                                               | 3                                     | Porsche Kremer Racing                 | Dieter Schornstein                    | 935/77A                               | 2,8 l                                 |
| 7                                               | 4                                     | Minolta Kremer Team                   | Louis Krages („John Winter“)          | 935/77A                               | 2,8 l                                 |

| IMSA 1978                               | IMSA 1978 | IMSA 1978                   | IMSA 1978                                                       | IMSA 1978  | IMSA 1978 |
| Rennen                                  | Rennen    | Rennen                      | Rennen                                                          | Rennen     | Rennen    |
| Pos.                                    | Nr.       | Team                        | Fahrer                                                          | Chassistyp | Motortyp  |
| --------------------------------------- | --------- | --------------------------- | --------------------------------------------------------------- | ---------- | --------- |
| 24-Stunden-Rennen von Daytona           |           |                             |                                                                 |            |           |
| 1                                       | 99        | Brumos Porsche              | Rolf Stommelen Toine Hezemans Peter Gregg                       | 935/77A    | 2,8 l     |
| 2                                       | 6         | Dick Barbour Racing         | Dick Barbour Manfred Schurti Johnny Rutherford                  | 935/77A    | 2,8 l     |
| 5                                       | 14        | Porsche Kremer Racing       | Josef Brambring Dieter Schornstein Louis Krages („John Winter“) | 935 K2     | 2,8 l     |
| 9                                       | 59        | Brumos Porsche              | Peter Gregg Claude Ballot-Léna Brad Frisselle                   | 935/77A    | 2,8 l     |
| 13                                      | 21        | Konrad Racing               | Franz Konrad Volkert Merl Reinhold Joest                        | 935/77A    | 2,8 l     |
| 12-Stunden-Rennen von Sebring           |           |                             |                                                                 |            |           |
| 1                                       | 9         | Dick Barbour Racing         | Brian Redman Charles Mendez Bob Garretson                       | 935        | 2,8 l     |
| 2                                       | 95        | Bob Hagestad                | Bob Hagestad Hurley Haywood                                     | 935        | 2,8 l     |
| 3                                       | 13        | Hal Shaw Racing             | Hal Shaw, Jr. Tom Spalding                                      | 935        | 2,8 l     |
| 6-Stunden-Rennen von Talladega          |           |                             |                                                                 |            |           |
| 1                                       | 59        | Brumos Porsche              | Peter Gregg Brad Frisselle                                      | 935        | 2,8 l     |
| 2                                       | 94        | Whittington Brothers Racing | Bill Whittington Don Whittington                                | 935/77A    | 2,8 l     |
| 3                                       | 6         | Dick Barbour Racing         | Dick Barbour Johnny Rutherford                                  | 935/77A    | 2,8 l     |
| 18                                      | 9         | Dick Barbour Racing         | John Paul Bob Bondurant                                         | 935        | 2,8 l     |
| 100-Meilen-Rennen von Road Atlanta – I  |           |                             |                                                                 |            |           |
| 1                                       | 59        | Brumos Porsche              | Peter Gregg                                                     | 935        | 2,8 l     |
| 2                                       | 0         | Interscope Racing           | Danny Ongais                                                    | 935/77A    | 2,8 l     |
| 4                                       | 30        | Electrodyne Inc.            | Giampiero Moretti                                               | 935        | 2,8 l     |
| 6                                       | 00        | Interscope Racing           | Ted Field                                                       | 935/77A    | 2,8 l     |
| 7                                       | 94        | Whittington Brothers Racing | Don Whittington                                                 | 935/77A    | 2,8 l     |
| 100-Meilen-Rennen von Laguna Seca       |           |                             |                                                                 |            |           |
| 1                                       | 16        | Vasek Polak Racing          | George Follmer                                                  | 935/77A    | 2,8 l     |
| 2                                       | 95        | Bob Hagestad                | Hurley Haywood                                                  | 935        | 2,8 l     |
| 3                                       | 59        | Brumos Porsche              | Peter Gregg                                                     | 935/77A    | 2,8 l     |
| 6                                       | 9         | Dick Barbour Racing         | Dick Barbour                                                    | 935/77A    | 2,8 l     |
| 7                                       | 30        | Electrodyne Inc.            | Giampiero Moretti                                               | 935        | 2,8 l     |
| 10                                      | 00        | Interscope Racing           | Ted Field                                                       | 935/77A    | 2,8 l     |
| 13                                      | 13        | Hal Shaw Racing             | Hal Shaw, Jr.                                                   | 935        | 2,8 l     |
| 14                                      | 94        | Whittington Brothers Racing | Bill Whittington                                                | 935/77A    | 2,8 l     |
| 17                                      | 6         | Dick Barbour Racing         | Bob Bondurant                                                   | 935        | 2,8 l     |
| 100-Meilen-Rennen von Hallett           |           |                             |                                                                 |            |           |
| 3                                       | 30        | Electrodyne Inc.            | Giampiero Moretti                                               | 935        | 2,8 l     |
| 12                                      | 94        | Whittington Brothers Racing | Don Whittington                                                 | 935/77A    | 2,8 l     |
| 13                                      | 59        | Brumos Porsche              | Peter Gregg                                                     | 935/77A    | 2,8 l     |
| 17                                      | 00        | Interscope Racing           | Ted Field                                                       | 935/77A    | 2,8 l     |
| 100-Meilen-Rennen von Lime Rock         |           |                             |                                                                 |            |           |
| 1                                       | 59        | Brumos Porsche              | Peter Gregg                                                     | 935/77A    | 2,8 l     |
| 2                                       | 94        | Whittington Brothers Racing | Bill Whittington                                                | 935/77A    | 2,8 l     |
| 6                                       | 00        | Interscope Racing           | Ted Field                                                       | 935/77A    | 2,8 l     |
| 8                                       | 28        | Desperado Racing            | Clif Kearns                                                     | 935        | 2,8 l     |
| 12                                      | 30        | Electrodyne Inc.            | Giampiero Moretti                                               | 935        | 2,8 l     |
| 100-Meilen-Rennen von Brainerd          |           |                             |                                                                 |            |           |
| 1                                       | 59        | Brumos Porsche              | Peter Gregg                                                     | 935/77A    | 2,8 l     |
| 2                                       | 30        | Electrodyne Inc.            | Giampiero Moretti                                               | 935        | 2,8 l     |
| 3                                       | 94        | Whittington Brothers Racing | Don Whittington                                                 | 935/77A    | 2,8 l     |
| 6                                       | 28        | Desperado Racing            | Clif Kearns                                                     | 935        | 2,8 l     |
| 250-Meilen-Rennen von Daytona           |           |                             |                                                                 |            |           |
| 1                                       | 59        | Brumos Porsche              | Peter Gregg                                                     | 935/77A    | 2,8 l     |
| 2                                       | 28        | Desperado Racing            | Clif Kearns Milt Minter                                         | 935        | 2,8 l     |
| 100-Meilen-Rennen von Sears Point       |           |                             |                                                                 |            |           |
| 3                                       | 30        | Electrodyne Inc.            | Giampiero Moretti                                               | 935        | 2,8 l     |
| 5                                       | 0         | Interscope Racing           | Ted Field                                                       | 935/77A    | 2,8 l     |
| 8                                       | 28        | Desperado Racing            | Clif Kearns                                                     | 935        | 2,8 l     |
| 100-Meilen-Rennen von Portland          |           |                             |                                                                 |            |           |
| 1                                       | 59        | Brumos Porsche              | Peter Gregg                                                     | 935/77A    | 2,8 l     |
| 2                                       | 30        | Electrodyne Inc.            | Giampiero Moretti                                               | 935        | 2,8 l     |
| 3                                       | 94        | Whittington Brothers Racing | Bill Whittington                                                | 935/77A    | 2,8 l     |
| 5                                       | 28        | Desperado Racing            | Clif Kearns                                                     | 935        | 2,8 l     |
| 6                                       | 93        | Whittington Brothers Racing | Don Whittington                                                 | 935        | 2,8 l     |
| 250-Meilen-Rennen von Mid-Ohio          |           |                             |                                                                 |            |           |
| 1                                       | 94        | Whittington Brothers Racing | Bill Whittington Jim Busby                                      | 935/77A    | 2,8 l     |
| 3                                       | 28        | Desperado Racing            | Clif Kearns Milt Minter                                         | 935        | 2,8 l     |
| 4                                       | 30        | Electrodyne Inc.            | Giampiero Moretti                                               | 935        | 2,8 l     |
| 10                                      | 93        | Whittington Brothers Racing | Don Whittington                                                 | 935        | 2,8 l     |
| 12                                      | 18        | JLP Racing                  | John Paul Hurley Haywood                                        | 935 JLP-1  | 2,8 l     |
| 100-Meilen-Rennen von Road Atlanta – II |           |                             |                                                                 |            |           |
| 1                                       | 59        | Brumos Porsche              | Peter Gregg                                                     | 935/77A    | 2,8 l     |
| 2                                       | 93        | Whittington Brothers Racing | Don Whittington                                                 | 935        | 2,8 l     |
| 3                                       | 94        | Whittington Brothers Racing | Bill Whittington                                                | 935/77A    | 2,8 l     |
| 4                                       | 30        | Electrodyne Inc.            | Giampiero Moretti                                               | 935        | 2,8 l     |
| 5                                       | 0         | Interscope Racing           | Ted Field                                                       | 935/77A    | 2,8 l     |
| 250-Meilen-Rennen von Daytona Finale    |           |                             |                                                                 |            |           |
| 1                                       | 59        | Brumos Porsche              | Peter Gregg                                                     | 935/77A    | 2,8 l     |
| 2                                       | 00        | Interscope Racing           | Danny Ongais                                                    | 935/77A    | 2,8 l     |
| 3                                       | 18        | JLP Racing                  | John Paul                                                       | 935 JLP-1  | 2,8 l     |
| 4                                       | 30        | Electrodyne Inc.            | Giampiero Moretti Hurley Haywood                                | 935        | 2,8 l     |
| 5                                       | 7         | Heimrath Racing             | Ludwig Heimrath senior Carlos Moran                             | 935        | 2,8 l     |
| 6                                       | 0         | Interscope Racing           | Ted Field                                                       | 935/77A    | 2,8 l     |
| 7                                       | 94        | Whittington Brothers Racing | Bill Whittington                                                | 935/77A    | 2,8 l     |
| 13                                      | 93        | Whittington Brothers Racing | Don Whittington                                                 | 935        | 2,8 l     |
| 16                                      | 28        | Desperado Racing            | Clif Kearns Milt Minter                                         | 935        | 2,8 l     |

1979
| Sportwagen-Weltmeisterschaft 1979 | Sportwagen-Weltmeisterschaft 1979 | Sportwagen-Weltmeisterschaft 1979 | Sportwagen-Weltmeisterschaft 1979                     | Sportwagen-Weltmeisterschaft 1979 | Sportwagen-Weltmeisterschaft 1979 |
| Rennen                            | Rennen                            | Rennen                            | Rennen                                                | Rennen                            | Rennen                            |
| Pos.                              | Nr.                               | Team                              | Fahrer                                                | Chassistyp                        | Motortyp                          |
| --------------------------------- | --------------------------------- | --------------------------------- | ----------------------------------------------------- | --------------------------------- | --------------------------------- |
| 24-Stunden-Rennen von Daytona     |                                   |                                   |                                                       |                                   |                                   |
| 1                                 | 0                                 | Interscope Racing                 | Ted Field Danny Ongais Hurley Haywood                 | 935/79                            | 2,8 l                             |
| 3                                 | 11                                | Bruce Canepa                      | Bruce Canepa Rick Mears Monte Shelton                 | 935                               | 2,8 l                             |
| 4                                 | 94                                | Whittington Brothers Racing       | Don Whittington Bill Whittington Jürgen Barth         | 935/79                            | 2,8 l                             |
| 6-Stunden-Rennen von Mugello      |                                   |                                   |                                                       |                                   |                                   |
| 1                                 | 12                                | Gelo Racing Team                  | John Fitzpatrick Manfred Schurti Bob Wollek           | 935/77A                           | 2,8 l                             |
| 2                                 | 11                                | Gelo Racing Team                  | Bob Wollek Jacky Ickx Manfred Schurti                 | 935/77A                           | 2,8 l                             |
| 3                                 | 3                                 | Jolly Club                        | Carlo Facetti Martino Finotto                         | 935                               | 2,8 l                             |
| 6-Stunden-Rennen von Dijon        |                                   |                                   |                                                       |                                   |                                   |
| 2                                 | 1                                 | Gelo Racing Team                  | Jacky Ickx Bob Wollek Manfred Schurti                 | 935/77A                           | 3,2 l                             |
| 3                                 | 5                                 | Sekurit Racing Team               | Dieter Schornstein Edgar Dören                        | 935/77A                           | 2,8 l                             |
| 4                                 | 4                                 | Claude Haldi                      | Claude Haldi Herbert Loewe                            | 935                               | 2,8 l                             |
| 5                                 | 8                                 | Paul Mahlke                       | Peter Hähnlein Franz Gschwender Klaus Böhm            | 935                               | 2,8 l                             |
| 8                                 | 11                                | ASA Cachia                        | Jean-Louis Lafosse Michel Leclère                     | 935                               | 2,8 l                             |
| 13                                | 10                                | Gelo Racing Team                  | Manfred Schurti John Fitzpatrick Bob Wollek           | 935/77A                           | 3,2 l                             |
| 6-Stunden-Rennen von Silverstone  |                                   |                                   |                                                       |                                   |                                   |
| 1                                 | 3                                 | Gelo Racing Team                  | John Fitzpatrick Hans Heyer Bob Wollek                | 935/77A                           | 3,2 l                             |
| 3                                 | 26                                | Sekurit Racing Team               | Edgar Dören Dieter Schornstein                        | 935/77A                           | 2,8 l                             |
| 5                                 | 2                                 | Gelo Racing Team                  | Manfred Schurti Bob Wollek John Fitzpatrick           | 935/77A                           | 3,2 l                             |
| 1000-km-Rennen am Nürburgring     |                                   |                                   |                                                       |                                   |                                   |
| 1                                 | 6                                 | Gelo Racing Team                  | Manfred Schurti John Fitzpatrick Bob Wollek           | 935/77A                           | 3,2 l                             |
| 2                                 | 2                                 | Porsche Kremer Racing             | Klaus Ludwig Axel Plankenhorn                         | 935 K3                            | 3,2 l                             |
| 3                                 | 9                                 | Gelo Racing Team                  | Brian Redman Henri Pescarolo                          | 935/77A                           | 3,2 l                             |
| 4                                 | 7                                 | Sekurit Racing Team               | Dieter Schornstein Edgar Dören Götz von Tschirnhaus   | 935/77A                           | 2,8 l                             |
| 5                                 | 1                                 | Liqui Moly Joest Racing           | Volkert Merl Derek Bell Rolf Stommelen                | 935/77A                           | 2,8 l                             |
| 9                                 | 8                                 | Jan Lundgårdh                     | Jan Lundgårdh Eberhard Braun                          | 935/77 „Baby“                     | 1,4 l                             |
| 6-Stunden-Rennen von Watkins Glen |                                   |                                   |                                                       |                                   |                                   |
| 1                                 | 94                                | Whittington Brothers Racing       | Don Whittington Klaus Ludwig Bill Whittington         | 935 K3                            | 2,8 l                             |
| 2                                 | 70                                | Dick Barbour Racing               | Rolf Stommelen Dick Barbour Paul Newman               | 935                               | 2,8 l                             |
| 3                                 | 71                                | Dick Barbour Racing               | Rob McFarlin Roy Woods Bob Akin                       | 935                               | 2,8 l                             |
| 4                                 | 20                                | Andial Porsche Service            | Elliot Forbes-Robinson Randolph Townsend Brett Lunger | 935                               | 2,8 l                             |
| 5                                 | 6                                 | Charles Mendez                    | Charles Mendez Paul Miller                            | 935                               | 2,8 l                             |
| 6                                 | 18                                | JLP Racing                        | John Paul Al Holbert                                  | 935 JLP-1                         | 2,8 l                             |
| 8                                 | 95                                | Whittington Brothers Racing       | Bill Whittington Brian Redman Johnny Rutherford       | 935/79                            | 2,8 l                             |
| 9                                 | 72                                | Dick Barbour Racing               | Skeeter McKitterick Buzz Marcus Bob Garretson         | 935                               | 2,8 l                             |
| 13                                | 66                                | Stanton/Barbour                   | Tuck Thomas Norm Ridgely Robert Kirby                 | 935                               | 3,0 l                             |
| 6-Stunden-Rennen von Brands Hatch |                                   |                                   |                                                       |                                   |                                   |
| 2                                 | 27                                | Porsche Kremer Racing             | Klaus Ludwig Axel Plankenhorn                         | 935 K3                            | 3,0 l                             |
| 4                                 | 24                                | Sekurit Racing Team               | Dieter Schornstein Edgar Dören                        | 935/77A                           | 2,8 l                             |
| 6-Stunden-Rennen von Vallelunga   |                                   |                                   |                                                       |                                   |                                   |
| 8                                 | 55                                | Sekurit Racing Team               | Dieter Schornstein Edgar Dören                        | 935/77A                           | 2,8 l                             |
| 14                                | 37                                | Jan Lundgårdh                     | Jan Lundgårdh Eberhard Braun                          | 935/77 „Baby“                     | 1,4 l                             |
| 15                                | 61                                | Paul Mahlke                       | Klaus Böhm Uwe Köhler                                 | 935                               | 2,8 l                             |

| Deutsche-Rennsport-Meisterschaft 1979           | Deutsche-Rennsport-Meisterschaft 1979 | Deutsche-Rennsport-Meisterschaft 1979 | Deutsche-Rennsport-Meisterschaft 1979 | Deutsche-Rennsport-Meisterschaft 1979 | Deutsche-Rennsport-Meisterschaft 1979 |
| Rennen                                          | Rennen                                | Rennen                                | Rennen                                | Rennen                                | Rennen                                |
| Pos.                                            | Nr.                                   | Team                                  | Fahrer                                | Chassistyp                            | Motortyp                              |
| ----------------------------------------------- | ------------------------------------- | ------------------------------------- | ------------------------------------- | ------------------------------------- | ------------------------------------- |
| Int. Rundstreckenrennen Bergischer Löwe, Zolder |                                       |                                       |                                       |                                       |                                       |
| 1                                               | 54                                    | Porsche Kremer Racing                 | Klaus Ludwig                          | 935 K3                                | 3,2 l                                 |
| 2                                               | 66                                    | Liqui Moly Equipe                     | Rolf Stommelen                        | 935 J                                 | 3,2 l                                 |
| 3                                               | 67                                    | Liqui Moly Equipe                     | Volkert Merl                          | 935/77A                               | 2,8 l                                 |
| 4                                               | 58                                    | Claude Bourgoignie                    | Claude Bourgoignie                    | 935                                   | 2,8 l                                 |
| 5                                               | 55                                    | Porsche Kremer Racing                 | Axel Plankenhorn                      | 935/77A                               | 2,8 l                                 |
| 6                                               | 52                                    | Gelo Sportswear Team                  | Manfred Schurti                       | 935/77A                               | 2,8 l                                 |
| 7                                               | 51                                    | Gelo Sportswear Team                  | Bob Wollek                            | 935/77A                               | 2,8 l                                 |
| 8                                               | 57                                    | Sekurit Racing Team                   | Dieter Schornstein                    | 935/77A                               | 2,8 l                                 |
| 9                                               | 53                                    | Gelo Sportswear Team                  | John Fitzpatrick                      | 935/77A                               | 2,8 l                                 |
| Int. AvD Deutschland Trophäe, Hockenheim        |                                       |                                       |                                       |                                       |                                       |
| 1                                               | 54                                    | Porsche Kremer Racing                 | Klaus Ludwig                          | 935 K3                                | 3,2 l                                 |
| 2                                               | 53                                    | Gelo Sportswear Team                  | John Fitzpatrick                      | 935/77A                               | 2,8 l                                 |
| 3                                               | 52                                    | Gelo Sportswear Team                  | Manfred Schurti                       | 935/77A                               | 2,8 l                                 |
| 4                                               | 66                                    | Liqui Moly Equipe                     | Rolf Stommelen                        | 935 J                                 | 3,2 l                                 |
| 5                                               | 51                                    | Gelo Sportswear Team                  | Bob Wollek                            | 935/77A                               | 2,8 l                                 |
| 6                                               | 55                                    | Porsche Kremer Racing                 | Axel Plankenhorn                      | 935/77A                               | 2,8 l                                 |
| 7                                               | 67                                    | Liqui Moly Equipe                     | Volkert Merl                          | 935/77A                               | 2,8 l                                 |
| 8                                               | 56                                    | Porsche Kremer Racing                 | Louis Krages („John Winter“)          | 935/77A                               | 2,8 l                                 |
| Int. ADAC-Eifelrennen, Nürburgring              |                                       |                                       |                                       |                                       |                                       |
| 1                                               | 51                                    | Gelo Sportswear Team                  | Bob Wollek                            | 935/77A                               | 2,8 l                                 |
| 2                                               | 54                                    | Porsche Kremer Racing                 | Klaus Ludwig                          | 935 K3                                | 3,2 l                                 |
| 3                                               | 66                                    | Liqui Moly Equipe                     | Rolf Stommelen                        | 935 J                                 | 3,2 l                                 |
| 4                                               | 53                                    | Gelo Sportswear Team                  | John Fitzpatrick                      | 935/77A                               | 2,8 l                                 |
| 5                                               | 55                                    | Porsche Kremer Racing                 | Axel Plankenhorn                      | 935/77A                               | 2,8 l                                 |
| 6                                               | 52                                    | Gelo Sportswear Team                  | Manfred Schurti                       | 935/77A                               | 2,8 l                                 |
| 7                                               | 67                                    | Liqui Moly Equipe                     | Volkert Merl                          | 935/77A                               | 2,8 l                                 |
| 10                                              | 57                                    | Sekurit Racing Team                   | Dieter Schornstein                    | 935/77A                               | 2,8 l                                 |
| 11                                              | 68                                    | Paul Mahlke Racing Team               | Ralf-Dieter Schreiber                 | 935                                   | 2,8 l                                 |
| Int. ADAC-Bavaria-Rennen, Salzburgring          |                                       |                                       |                                       |                                       |                                       |
| 1                                               | 54                                    | Porsche Kremer Racing                 | Klaus Ludwig                          | 935 K3                                | 3,2 l                                 |
| 2                                               | 51                                    | Gelo Sportswear Team                  | Bob Wollek                            | 935/77A                               | 2,8 l                                 |
| 3                                               | 52                                    | Gelo Sportswear Team                  | Manfred Schurti                       | 935/77A                               | 2,8 l                                 |
| 4                                               | 53                                    | Gelo Sportswear Team                  | John Fitzpatrick                      | 935/77A                               | 2,8 l                                 |
| 5                                               | 66                                    | Liqui Moly Equipe                     | Rolf Stommelen                        | 935 J                                 | 3,2 l                                 |
| 6                                               | 55                                    | Porsche Kremer Racing                 | Axel Plankenhorn                      | 935/77A                               | 2,8 l                                 |
| 7                                               | 57                                    | Sekurit Racing Team                   | Dieter Schornstein                    | 935/77A                               | 2,8 l                                 |
| 10                                              | 67                                    | Liqui Moly Equipe                     | Volkert Merl                          | 935/77A                               | 2,8 l                                 |
| 13                                              | 68                                    | Paul Mahlke Racing Team               | Ralf-Dieter Schreiber                 | 935                                   | 2,8 l                                 |
| ADAC-Flugplatzrennen, Mainz-Finthen             |                                       |                                       |                                       |                                       |                                       |
| 1                                               | 54                                    | Porsche Kremer Racing                 | Klaus Ludwig                          | 935 K3                                | 3,2 l                                 |
| 2                                               | 66                                    | Liqui Moly Equipe                     | Rolf Stommelen                        | 935 J                                 | 3,2 l                                 |
| 3                                               | 51                                    | Gelo Sportswear Team                  | Bob Wollek                            | 935/77A                               | 2,8 l                                 |
| 4                                               | 53                                    | Gelo Sportswear Team                  | John Fitzpatrick                      | 935/77A                               | 2,8 l                                 |
| 5                                               | 52                                    | Gelo Sportswear Team                  | Manfred Schurti                       | 935/77A                               | 2,8 l                                 |
| 6                                               | 55                                    | Porsche Kremer Racing                 | Axel Plankenhorn                      | 935/77A                               | 2,8 l                                 |
| 12                                              |                                       | Peter Hähnlein                        | Peter Hähnlein                        | 935                                   | 2,8 l                                 |
| 200 Meilen von Nürnberg, Norisring              |                                       |                                       |                                       |                                       |                                       |
| 1                                               | 54                                    | Porsche Kremer Racing                 | Klaus Ludwig                          | 935 K3                                | 3,2 l                                 |
| 2                                               | 53                                    | Gelo Sportswear Team                  | John Fitzpatrick                      | 935/77A                               | 2,8 l                                 |
| 3                                               | 52                                    | Gelo Sportswear Team                  | Manfred Schurti                       | 935/77A                               | 2,8 l                                 |
| 4                                               | 67                                    | Liqui Moly Equipe                     | Volkert Merl                          | 935/77A                               | 2,8 l                                 |
| 5                                               | 55                                    | Porsche Kremer Racing                 | Axel Plankenhorn                      | 935/77A                               | 2,8 l                                 |
| 6                                               | 56                                    | Porsche Kremer Racing                 | Louis Krages („John Winter“)          | 935 K3                                | 3,2 l                                 |
| 7                                               | 57                                    | Sekurit Racing Team                   | Dieter Schornstein                    | 935/77A                               | 2,8 l                                 |
| 14                                              | 66                                    | Liqui Moly Equipe                     | Rolf Stommelen                        | 935 J                                 | 3,2 l                                 |
| 15                                              | 58                                    | Paul Mahlke Racing Team               | Klaus Böhm                            | 935                                   | 2,8 l                                 |
| ADAC-Trophäe, Zandvoort                         |                                       |                                       |                                       |                                       |                                       |
| 1                                               | 54                                    | Porsche Kremer Racing                 | Klaus Ludwig                          | 935 K3                                | 3,2 l                                 |
| 2                                               | 51                                    | Gelo Sportswear Team                  | Bob Wollek                            | 935/77A                               | 2,8 l                                 |
| 3                                               | 53                                    | Gelo Sportswear Team                  | John Fitzpatrick                      | 935/77A                               | 2,8 l                                 |
| 4                                               | 52                                    | Gelo Sportswear Team                  | Manfred Schurti                       | 935/77A                               | 2,8 l                                 |
| 5                                               | 55                                    | Porsche Kremer Racing                 | Axel Plankenhorn                      | 935/77A                               | 2,8 l                                 |
| 6                                               | 56                                    | Porsche Kremer Racing                 | Louis Krages („John Winter“)          | 935 K3                                | 3,2 l                                 |
| 7                                               | 57                                    | Sekurit Racing Team                   | Dieter Schornstein                    | 935/77A                               | 2,8 l                                 |
| Int. ADAC-Flugplatzrennen, Diepholz             |                                       |                                       |                                       |                                       |                                       |
| 1                                               | 54                                    | Porsche Kremer Racing                 | Klaus Ludwig                          | 935 K3                                | 3,2 l                                 |
| 2                                               | 51                                    | Gelo Sportswear Team                  | Bob Wollek                            | 935/77A                               | 2,8 l                                 |
| 3                                               | 66                                    | Liqui Moly Equipe                     | Rolf Stommelen                        | 935 J                                 | 3,2 l                                 |
| 4                                               | 52                                    | Gelo Sportswear Team                  | Manfred Schurti                       | 935/77A                               | 2,8 l                                 |
| 5                                               | 55                                    | Porsche Kremer Racing                 | Axel Plankenhorn                      | 935/77A                               | 2,8 l                                 |
| 6                                               | 53                                    | FG Werbe-Racing GmbH                  | Franz Gschwender                      | 935/77A                               | 2,8 l                                 |
| 7                                               | 67                                    | Liqui Moly Equipe                     | Volkert Merl                          | 935/77A                               | 2,8 l                                 |
| 10                                              | 57                                    | Sekurit Racing Team                   | Dieter Schornstein                    | 935/77A                               | 2,8 l                                 |
| Int. ADAC-Westfalen-Pokal-Rennen, Zolder        |                                       |                                       |                                       |                                       |                                       |
| 1                                               | 54                                    | Porsche Kremer Racing                 | Klaus Ludwig                          | 935 K3                                | 3,2 l                                 |
| 2                                               | 51                                    | Gelo Sportswear Team                  | Bob Wollek                            | 935/77A                               | 2,8 l                                 |
| 3                                               | 53                                    | Gelo Sportswear Team                  | John Fitzpatrick                      | 935/77A                               | 2,8 l                                 |
| 4                                               | 55                                    | Porsche Kremer Racing                 | Axel Plankenhorn                      | 935 K3                                | 3,2 l                                 |
| 5                                               | 66                                    | Liqui Moly Equipe                     | Rolf Stommelen                        | 935 J                                 | 3,2 l                                 |
| 6                                               | 56                                    | Porsche Kremer Racing                 | Louis Krages („John Winter“)          | 935 K3                                | 3,2 l                                 |
| 7                                               | 57                                    | Sekurit Racing Team                   | Dieter Schornstein                    | 935/77A                               | 2,8 l                                 |
| 8                                               | 59                                    | Paul Mahlke Racing Team               | Klaus Böhm                            | 935                                   | 2,8 l                                 |
| Int. ADAC-Hessen-Cup, Hockenheim                |                                       |                                       |                                       |                                       |                                       |
| 1                                               | 54                                    | Porsche Kremer Racing                 | Klaus Ludwig                          | 935 K3                                | 3,2 l                                 |
| 2                                               | 55                                    | Porsche Kremer Racing                 | Axel Plankenhorn                      | 935 K3                                | 3,2 l                                 |
| 4                                               | 52                                    | Gelo Sportswear Team                  | Manfred Schurti                       | 935/77A                               | 2,8 l                                 |
| 5                                               | 51                                    | Gelo Sportswear Team                  | Bob Wollek                            | 935/77A                               | 2,8 l                                 |
| 6                                               | 67                                    | Liqui Moly Equipe                     | Volkert Merl                          | 935/77A                               | 2,8 l                                 |
| 8                                               | 66                                    | Liqui Moly Equipe                     | Rolf Stommelen                        | 935 J                                 | 3,2 l                                 |
| 9                                               | 53                                    | FG Werbe-Racing GmbH                  | Franz Gschwender                      | 935/77A                               | 2,8 l                                 |
| ADAC-Bilstein-Super-Sprint, Nürburgring         |                                       |                                       |                                       |                                       |                                       |
| 1                                               | 54                                    | Porsche Kremer Racing                 | Klaus Ludwig                          | 935 K3                                | 3,2 l                                 |
| 2                                               | 51                                    | Gelo Sportswear Team                  | Bob Wollek                            | 935/77A                               | 2,8 l                                 |
| 3                                               | 55                                    | Porsche Kremer Racing                 | Axel Plankenhorn                      | 935 K3                                | 3,2 l                                 |
| 4                                               | 56                                    | Porsche Kremer Racing                 | Louis Krages („John Winter“)          | 935 K3                                | 3,2 l                                 |
| 5                                               | 58                                    | Claude Haldi                          | Claude Haldi                          | 935                                   | 2,8 l                                 |
| 8                                               | 57                                    | Sekurit Racing Team                   | Dieter Schornstein                    | 935/77A                               | 2,8 l                                 |
| 9                                               | 53                                    | FG Werbe-Racing GmbH                  | Franz Gschwender                      | 935/77A                               | 2,8 l                                 |

| IMSA 1979                               | IMSA 1979 | IMSA 1979                   | IMSA 1979                                      | IMSA 1979  | IMSA 1979 |
| Rennen                                  | Rennen    | Rennen                      | Rennen                                         | Rennen     | Rennen    |
| Pos.                                    | Nr.       | Team                        | Fahrer                                         | Chassistyp | Motortyp  |
| --------------------------------------- | --------- | --------------------------- | ---------------------------------------------- | ---------- | --------- |
| 24-Stunden-Rennen von Daytona           |           |                             |                                                |            |           |
| 1                                       | 0         | Interscope Racing           | Ted Field Danny Ongais Hurley Haywood          | 935/79     | 2,8 l     |
| 3                                       | 11        | Bruce Canepa                | Bruce Canepa Rick Mears Monte Shelton          | 935        | 2,8 l     |
| 4                                       | 94        | Whittington Brothers Racing | Don Whittington Bill Whittington Jürgen Barth  | 935/79     | 2,8 l     |
| 12-Stunden-Rennen von Sebring           |           |                             |                                                |            |           |
| 1                                       | 9         | Dick Barbour Racing         | Bob Akin Rob McFarlin Roy Woods                | 935        | 2,8 l     |
| 2                                       | 5         | Busch Beer Racing           | Charles Mendez Brian Redman Paul Miller        | 935        | 2,8 l     |
| 3                                       | 3         | Dick Barbour Racing         | Bob Garretson Gary Belcher Bob Bondurant       | 935        | 3,0 l     |
| 4                                       | 5         | Dick Barbour Racing         | Dick Barbour Rolf Stommelen Rick Mears         | 935/77A    | 2,8 l     |
| 6                                       | 13        | Hal Shaw Racing             | Hal Shaw, Jr. Norm Ridgely                     | 935        | 2,8 l     |
| 100-Meilen-Rennen von Road Atlanta – I  |           |                             |                                                |            |           |
| 1                                       | 59        | Brumos Porsche              | Peter Gregg                                    | 935/79     | 2,8 l     |
| 3                                       | 93        | Whittington Brothers Racing | Don Whittington                                | 935        | 3,0 l     |
| 4                                       | 30        | Electrodyne Inc.            | Giampiero Moretti                              | 935/79     | 2,8 l     |
| 8                                       | 5         | Busch Beer Racing           | Charles Mendez                                 | 935        | 2,8 l     |
| 13                                      | 94        | Whittington Brothers Racing | Bill Whittington                               | 935/79     | 2,8 l     |
| 14                                      | 00        | Interscope Racing           | Ted Field                                      | 935/77A    | 2,8 l     |
| 19                                      | 09        | Thunderbird Swap Shops      | Preston Henn                                   | 935/77A    | 2,8 l     |
| 6-Stunden-Rennen von Riverside          |           |                             |                                                |            |           |
| 1                                       | 94        | Whittington Brothers Racing | Bill Whittington Don Whittington               | 935/79     | 2,8 l     |
| 2                                       | 18        | JLP Racing                  | John Paul Al Holbert                           | 935 JLP-1  | 2,8 l     |
| 3                                       | 16        | Vasek Polak Racing          | George Follmer Derek Bell Brett Lunger         | 935/77A    | 2,8 l     |
| 4                                       | 9         | Dick Barbour Racing         | Bob Akin Rob McFarlin Roy Woods                | 935        | 2,8 l     |
| 5                                       | 59        | Brumos Porsche              | Peter Gregg Klaus Ludwig                       | 935/79     | 2,8 l     |
| 6                                       | 6         | Dick Barbour Racing         | Dick Barbour Rolf Stommelen Brian Redman       | 935/77A    | 2,8 l     |
| 9                                       | 4         | Dick Barbour Racing         | Bob Garretson Gary Belcher Skeeter McKitterick | 935        | 3,0 l     |
| 100-Meilen-Rennen von Laguna Seca       |           |                             |                                                |            |           |
| 1                                       | 59        | Brumos Porsche              | Peter Gregg                                    | 935/79     | 2,8 l     |
| 3                                       | 00        | Interscope Racing           | Danny Ongais                                   | 935/77A    | 2,8 l     |
| 4                                       | 93        | Whittington Brothers Racing | Don Whittington                                | 935        | 3,0 l     |
| 5                                       | 0         | Interscope Racing           | Ted Field                                      | 935/79     | 2,8 l     |
| 7                                       | 09        | Thunderbird Swap Shops      | Preston Henn                                   | 935/77A    | 2,8 l     |
| 100-Meilen-Rennen von Hallett           |           |                             |                                                |            |           |
| 2                                       | 59        | Brumos Porsche              | Peter Gregg                                    | 935/79     | 2,8 l     |
| 3                                       | 93        | Whittington Brothers Racing | Don Whittington                                | 935        | 3,0 l     |
| 4                                       | 30        | Electrodyne Inc.            | Giampiero Moretti                              | 935/79     | 2,8 l     |
| 5                                       | 0         | Interscope Racing           | Ted Field                                      | 935/79     | 2,8 l     |
| 6                                       | 5         | Busch Beer Racing           | Charles Mendez                                 | 935        | 2,8 l     |
| 7                                       | 09        | Thunderbird Swap Shops      | Preston Henn                                   | 935/77A    | 2,8 l     |
| 100-Meilen-Rennen von Lime Rock         |           |                             |                                                |            |           |
| 1                                       | 59        | Brumos Porsche              | Peter Gregg                                    | 935/79     | 2,8 l     |
| 3                                       | 5         | Busch Beer Racing           | Charles Mendez                                 | 935        | 2,8 l     |
| 4                                       | 0         | Interscope Racing           | Ted Field                                      | 935/79     | 2,8 l     |
| 6                                       | 30        | Electrodyne Inc.            | Giampiero Moretti                              | 935/79     | 2,8 l     |
| 11                                      | 09        | Thunderbird Swap Shops      | Preston Henn                                   | 935/77A    | 2,8 l     |
| 12                                      | 93        | Whittington Brothers Racing | Don Whittington                                | 935        | 3,0 l     |
| 100-Meilen-Rennen von Brainerd          |           |                             |                                                |            |           |
| 1                                       | 59        | Brumos Porsche              | Peter Gregg                                    | 935/79     | 2,8 l     |
| 3                                       | 0         | Interscope Racing           | Ted Field                                      | 935/79     | 2,8 l     |
| 4                                       | 5         | Busch Beer Racing           | Charles Mendez                                 | 935        | 2,8 l     |
| 5                                       | 00        | Interscope Racing           | Danny Ongais                                   | 935/77A    | 2,8 l     |
| 7                                       | 94        | Whittington Brothers Racing | Bill Whittington                               | 935/79     | 2,8 l     |
| 8                                       | 09        | Thunderbird Swap Shops      | Preston Henn                                   | 935/77A    | 2,8 l     |
| 250-Meilen-Rennen von Daytona           |           |                             |                                                |            |           |
| 1                                       | 5         | Busch Beer Racing           | Charles Mendez Hurley Haywood                  | 935        | 2,8 l     |
| 2                                       | 0         | Interscope Racing           | Ted Field Danny Ongais                         | 935/79     | 2,8 l     |
| 3                                       | 59        | Brumos Porsche              | Peter Gregg                                    | 935/79     | 2,8 l     |
| 14                                      | 93        | Whittington Brothers Racing | Don Whittington Bill Whittington               | 935        | 3,0 l     |
| 250-Meilen-Rennen von Mid-Ohio          |           |                             |                                                |            |           |
| 1                                       | 59        | Brumos Porsche              | Peter Gregg Hurley Haywood                     | 935/79     | 2,8 l     |
| 2                                       | 94        | Whittington Brothers Racing | Don Whittington Bill Whittington               | 935/79     | 2,8 l     |
| 4                                       | 00        | Interscope Racing           | Ted Field Milt Minter                          | 935/77A    | 2,8 l     |
| 5                                       | 5         | Busch Beer Racing           | Charles Mendez Paul Miller                     | 935        | 2,8 l     |
| 100-Meilen-Rennen von Sears Point       |           |                             |                                                |            |           |
| 1                                       | 59        | Brumos Porsche              | Peter Gregg                                    | 935/79     | 2,8 l     |
| 2                                       | 0         | Interscope Racing           | Ted Field                                      | 935/79     | 2,8 l     |
| 3                                       | 7         | Vasek Polak Racing          | Hurley Haywood                                 | 935        | 2,8 l     |
| 4                                       | 17        | Vasek Polak Racing          | Milt Minter                                    | 935        | 2,8 l     |
| 5                                       | 4         | Bruce Canepa                | Bruce Canepa                                   | 935        | 2,8 l     |
| 7                                       | 5         | Busch Beer Racing           | Charles Mendez                                 | 935        | 2,8 l     |
| 11                                      | 85        | Bayside Disposal Racing     | Bruce Leven                                    | 935        | 2,8 l     |
| 13                                      | 95        | Dick Barbour Racing         | Rob McFarlin                                   | 935        | 2,8 l     |
| 100-Meilen-Rennen von Portland          |           |                             |                                                |            |           |
| 1                                       | 59        | Brumos Porsche              | Peter Gregg                                    | 935/79     | 2,8 l     |
| 2                                       | 7         | Vasek Polak Racing          | Hurley Haywood                                 | 935        | 2,8 l     |
| 3                                       | 11        | Bruce Canepa                | Bruce Canepa                                   | 935        | 2,8 l     |
| 4                                       | 17        | Vasek Polak Racing          | Milt Minter                                    | 935        | 2,8 l     |
| 5                                       | 5         | Busch Beer Racing           | Charles Mendez                                 | 935        | 2,8 l     |
| 6                                       | 0         | Interscope Racing           | Ted Field                                      | 935/79     | 2,8 l     |
| 8                                       | 71        | Dick Barbour Racing         | Rob McFarlin                                   | 935        | 2,8 l     |
| 9                                       | 13        | Andial Racing               | Randolph Townsend                              | 935        | 2,8 l     |
| 10                                      | 66        | Stanton/Barbour             | Kees Nierop                                    | 935        | 3,0 l     |
| 500-Meilen-Rennen von Road America      |           |                             |                                                |            |           |
| 2                                       | 5         | Busch Beer Racing           | Charles Mendez Paul Miller                     | 935        | 2,8 l     |
| 3                                       | 0         | Interscope Racing           | Ted Field Milt Minter                          | 935/79     | 2,8 l     |
| 5                                       | 9         | Dick Barbour Racing         | Bob Akin Rob McFarlin                          | 935        | 2,8 l     |
| 17                                      | 66        | Stanton/Barbour             | Norm Ridgely Kees Nierop                       | 935        | 3,0 l     |
| 19                                      | 4         | Dick Barbour Racing         | Bob Garretson Skeeter McKitterick Buzz Marcus  | 935        | 2,8 l     |
| 100-Meilen-Rennen von Road Atlanta – II |           |                             |                                                |            |           |
| 1                                       | 59        | Brumos Porsche              | Peter Gregg                                    | 935/79     | 2,8 l     |
| 2                                       | 18        | JLP Racing                  | John Paul                                      | 935 JLP-1  | 2,8 l     |
| 4                                       | 85        | Bayside Disposal Racing     | Hurley Haywood                                 | 935        | 2,8 l     |
| 5                                       | 93        | Whittington Brothers Racing | Don Whittington                                | 935        | 3,0 l     |
| 6                                       | 5         | Busch Beer Racing           | Charles Mendez                                 | 935        | 2,8 l     |
| 7                                       | 0         | Interscope Racing           | Ted Field                                      | 935/79     | 2,8 l     |
| 8                                       | 05        | Busch Beer Racing           | Bob Akin                                       | 935        | 2,8 l     |
| 9                                       | 95        | Whittington Brothers Racing | Dale Whittington                               | 935/77A    | 2,8 l     |
| 10                                      | 85        | Bayside Disposal Racing     | Bruce Leven                                    | 935        | 2,8 l     |
| 11                                      | 09        | Michelob Light              | Preston Henn                                   | 935/77A    | 2,8 l     |
| 16                                      | 94        | Whittington Brothers Racing | Bill Whittington                               | 935/79     | 2,8 l     |
| 250-Meilen-Rennen von Daytona Finale    |           |                             |                                                |            |           |
| 1                                       | 94        | Whittington Brothers Racing | Bill Whittington                               | 935 K3     | 2,8 l     |
| 2                                       | 93        | Whittington Brothers Racing | Don Whittington                                | 935 K3     | 2,8 l     |
| 3                                       | 5         | Busch Beer Racing           | Charles Mendez Brian Redman                    | 935        | 2,8 l     |
| 4                                       | 18        | JLP Racing                  | John Paul Paul Miller                          | 935 JLP-1  | 2,8 l     |
| 5                                       | 09        | Michelob Light              | Preston Henn                                   | 935/77A    | 2,8 l     |
| 6                                       | 05        | Busch Beer Racing           | Bob Akin Roy Woods                             | 935        | 2,8 l     |
| 18                                      | 92        | Ricardo Londoño             | Ricardo Londoño                                | 935        | 2,8 l     |

1980
| Sportwagen-Weltmeisterschaft 1980 | Sportwagen-Weltmeisterschaft 1980 | Sportwagen-Weltmeisterschaft 1980 | Sportwagen-Weltmeisterschaft 1980                       | Sportwagen-Weltmeisterschaft 1980 | Sportwagen-Weltmeisterschaft 1980 |
| Rennen                            | Rennen                            | Rennen                            | Rennen                                                  | Rennen                            | Rennen                            |
| Pos.                              | Nr.                               | Team                              | Fahrer                                                  | Chassistyp                        | Motortyp                          |
| --------------------------------- | --------------------------------- | --------------------------------- | ------------------------------------------------------- | --------------------------------- | --------------------------------- |
| 24-Stunden-Rennen von Daytona     |                                   |                                   |                                                         |                                   |                                   |
| 1                                 | 2                                 | LM Joest Racing                   | Reinhold Joest Rolf Stommelen Volkert Merl              | 935 J                             | 2,8 l                             |
| 2                                 | 09                                | Preston Henn                      | John Paul Al Holbert                                    | 935/77A                           | 2,8 l                             |
| 3                                 | 0                                 | Interscope Kremer Racing          | Ted Field Danny Ongais Milt Minter                      | 935 K3/80                         | 3,0 l                             |
| 9                                 | 9                                 | Dick Barbour Racing               | Skeeter McKitterick Bob Garretson Anne-Charlotte Verney | 935 K3                            | 2,8 l                             |
| 11                                | 59                                | Brumos Porsche                    | Peter Gregg Hurley Haywood Bruce Leven                  | 935/79                            | 2,8 l                             |
| 6-Stunden-Rennen von Brands Hatch |                                   |                                   |                                                         |                                   |                                   |
| 5                                 | 11                                | Charles Ivey Racing               | John Cooper Pete Lovett Dudley Wood                     | 935 K3                            | 2,8 l                             |
| 7                                 | 15                                | Vegla Racing Team                 | Dieter Schornstein Harald Grohs                         | 935/77A                           | 2,8 l                             |
| 14                                | 10                                | Christian Bussi                   | Christian Bussi Bernard Salam                           | 935                               | 2,8 l                             |
| 15                                | 18                                | Jan Lundgårdh                     | Jan Lundgårdh Kurt Simonsen Preben Kristoffersen        | 935 L1                            | 1,4 l                             |
| 6-Stunden-Rennen von Mugello      |                                   |                                   |                                                         |                                   |                                   |
| 8                                 | 28                                | Hervé Poulain                     | Dany Snobeck Pierre Destic                              | 935                               | 2,8 l                             |
| 1000-km-Rennen von Monza          |                                   |                                   |                                                         |                                   |                                   |
| 2                                 | 21                                | Sportwagen Team                   | Jürgen Barth Henri Pescarolo                            | 935/77A                           | 2,8 l                             |
| 4                                 | 18                                | Vegla Racing Team                 | Dieter Schornstein Harald Grohs                         | 935/77A                           | 2,8 l                             |
| 7                                 | 19                                | „Victor“                          | Vittorio Coggiola („Victor“) Giorgio Schön              | 935                               | 2,8 l                             |
| 10                                | 15                                | Erich Schiebler                   | Anton Fischhaber Ralf Walter Erich Schiebler            | 935 RSR                           | 3,0 l                             |
| 6-Stunden-Rennen von Silverstone  |                                   |                                   |                                                         |                                   |                                   |
| 3                                 | 18                                | JLP Racing                        | John Paul Brian Redman                                  | 935 JLP-2                         | 3,0 l                             |
| 5                                 | 16                                | Vegla Racing Team                 | Dieter Schornstein Harald Grohs                         | 935/77A                           | 2,8 l                             |
| 6                                 | 22                                | Weralit Racing Team               | Edgar Dören Jürgen Lässig Gerhard Holup                 | 935 K3                            | 2,8 l                             |
| 1000-km-Rennen am Nürburgring     |                                   |                                   |                                                         |                                   |                                   |
| 2                                 | 6                                 | Porsche Kremer Racing             | John Fitzpatrick Axel Plankenhorn Dick Barbour          | 935 K3/80                         | 3,0 l                             |
| 5                                 | 3                                 | Gelo Racing Team                  | Bob Wollek Manfred Schurti                              | 935/80                            | 3,2 l                             |
| 7                                 | 5                                 | Vegla Racing Team                 | Dieter Schornstein Harald Grohs                         | 935/77A                           | 2,8 l                             |
| 11                                | 4                                 | Weralit Racing Team               | Edgar Dören Jürgen Lässig Gerhard Holup                 | 935 K3                            | 2,8 l                             |
| 24-Stunden-Rennen von Le Mans     |                                   |                                   |                                                         |                                   |                                   |
| 5                                 | 70                                | Dick Barbour Racing               | John Fitzpatrick Brian Redman Dick Barbour              | 935 K3/80                         | 3,2 l                             |
| 8                                 | 49                                | Vegla Racing Team                 | Dieter Schornstein Harald Grohs Götz von Tschirnhaus    | 935/77A                           | 2,8 l                             |
| 9                                 | 73                                | JLP Racing                        | John Paul Guy Edwards John Paul, Jr.                    | 935 JLP-2                         | 3,0 l                             |
| 20                                | 89                                | Hervé Poulain                     | Dany Snobeck Hervé Poulain Pierre Destic                | 935                               | 2,8 l                             |
| 6-Stunden-Rennen von Watkins Glen |                                   |                                   |                                                         |                                   |                                   |
| 3                                 | 6                                 | Dick Barbour Racing               | John Fitzpatrick Brian Redman                           | 935 K3/80                         | 3,0 l                             |
| 4                                 | 0                                 | Interscope Racing                 | Ted Field Danny Ongais                                  | 935 K3/80                         | 3,0 l                             |
| 5                                 | 4                                 | Dick Barbour Racing               | Jürgen Barth Volkert Merl                               | 935 K3/80                         | 3,0 l                             |
| 7                                 | 69                                | Racing Associates                 | Roy Woods Bob Akin Charles Mendez                       | 935 K3                            | 2,8 l                             |
| 8                                 | 13                                | Andial Racing                     | Harald Grohs Randolph Townsend                          | 935                               | 2,8 l                             |
| 9                                 | 85                                | Whittington Brothers Racing       | Don Whittington Hurley Haywood Dale Whittington         | 935 K3                            | 2,8 l                             |
| 11                                | 07                                | Heimrath Racing                   | Ludwig Heimrath senior Johnny Rutherford                | 935                               | 2,8 l                             |
| 13                                | 5                                 | Racing Associates                 | Skeeter McKitterick Charles Mendez                      | 935 K3                            | 2,8 l                             |
| 14                                | 73                                | JLP Racing                        | John Paul, Jr. John Paul Preston Henn                   | 935 JLP-2                         | 3,0 l                             |
| 6-Stunden-Rennen von Mosport      |                                   |                                   |                                                         |                                   |                                   |
| 1                                 | 6                                 | Dick Barbour Racing               | John Fitzpatrick Brian Redman                           | 935 K3/80                         | 3,0 l                             |
| 2                                 | 18                                | JLP Racing                        | John Paul, Jr. John Paul                                | 935 JLP-2                         | 3,0 l                             |
| 3                                 | 0                                 | Interscope Racing                 | Ted Field Danny Ongais                                  | 935 K3/80                         | 3,0 l                             |
| 5                                 | 4                                 | Dick Barbour Racing               | Skeeter McKitterick Rick Mears                          | 935 K3/80                         | 3,0 l                             |
| 6                                 | 5                                 | Racing Associates                 | Paul Miller Bob Akin Kees Nierop                        | 935 K3                            | 2,8 l                             |
| 9                                 | 09                                | Thunderbird Racing                | Dale Whittington Preston Henn                           | 935 K3                            | 2,8 l                             |
| 14                                | 86                                | Bayside Disposal Racing           | Hurley Haywood Bruce Leven                              | 935/80                            | 3,0 l                             |
| 6-Stunden-Rennen von Vallelunga   |                                   |                                   |                                                         |                                   |                                   |
| 4                                 | 4                                 | Weralit Racing Team               | Edgar Dören Jürgen Lässig                               | 935 K3                            | 2,8 l                             |
| 7                                 | 2                                 | Sportwagen Team                   | Henri Pescarolo Jürgen Barth                            | 935/77A                           | 2,8 l                             |
| 13                                | 28                                | Jan Lundgårdh                     | Jan Lundgårdh Eberhard Braun                            | 935 L1                            | 1,4 l                             |
| 1000-km-Rennen von Dijon          |                                   |                                   |                                                         |                                   |                                   |
| 1                                 | 1                                 | Sportwagen Team                   | Henri Pescarolo Jürgen Barth                            | 935/77A                           | 2,8 l                             |
| 2                                 | 3                                 | Claude Haldi                      | Claude Haldi Bernard Béguin                             | 935/77A                           | 2,8 l                             |
| 4                                 | 20                                | Charles Ivey Racing               | John Cooper Dudley Wood                                 | 935 K3                            | 2,8 l                             |
| 10                                | 37                                | Christian Bussi                   | Christian Bussi Bernard Salam                           | 935                               | 2,8 l                             |

| Deutsche-Rennsport-Meisterschaft 1980           | Deutsche-Rennsport-Meisterschaft 1980 | Deutsche-Rennsport-Meisterschaft 1980 | Deutsche-Rennsport-Meisterschaft 1980 | Deutsche-Rennsport-Meisterschaft 1980 | Deutsche-Rennsport-Meisterschaft 1980 |
| Rennen                                          | Rennen                                | Rennen                                | Rennen                                | Rennen                                | Rennen                                |
| Pos.                                            | Nr.                                   | Team                                  | Fahrer                                | Chassistyp                            | Motortyp                              |
| ----------------------------------------------- | ------------------------------------- | ------------------------------------- | ------------------------------------- | ------------------------------------- | ------------------------------------- |
| Int. Rundstreckenrennen Bergischer Löwe, Zolder |                                       |                                       |                                       |                                       |                                       |
| 1                                               | 6                                     | Liqui Moly Equipe                     | Rolf Stommelen                        | 935 J                                 | 3,2 l                                 |
| 2                                               | 16                                    | RG-Motorsportverband Bergisch Land    | Bob Wollek                            | 935/80                                | 3,2 l                                 |
| 3                                               | 2                                     | Jägermeister Kremer Racing            | Axel Plankenhorn                      | 935 K3/80                             | 3,2 l                                 |
| 4                                               | 4                                     | Weralit-Elora Team                    | Edgar Dören                           | 935 K3                                | 3,0 l                                 |
| 5                                               | 5                                     | Vegla Racing Team                     | Dieter Schornstein                    | 935/77A                               | 2,8 l                                 |
| 6                                               | 12                                    | Team Willeme                          | Philippe Bervoets („Davit“)           | 935                                   | 2,8 l                                 |
| Int. ADAC-Goodyear-300-km-Rennen, Nürburgring   |                                       |                                       |                                       |                                       |                                       |
| 1                                               | 7                                     | Liqui Moly Equipe                     | Volkert Merl                          | 935 J                                 | 3,2 l                                 |
| 2                                               | 6                                     | Liqui Moly Equipe                     | Rolf Stommelen                        | 935 J                                 | 3,2 l                                 |
| 6                                               | 5                                     | Vegla Racing Team                     | Dieter Schornstein                    | 935/77A                               | 2,8 l                                 |
| Int. AvD Deutschland Trophäe, Hockenheim        |                                       |                                       |                                       |                                       |                                       |
| 2                                               | 2                                     | Jägermeister Kremer Racing            | Axel Plankenhorn                      | 935 K3/80                             | 3,2 l                                 |
| 3                                               | 7                                     | Liqui Moly Equipe                     | Volkert Merl                          | 935 J                                 | 3,2 l                                 |
| 4                                               | 9                                     | Gelo Racing Team Georg Loos Werbe KG  | Bob Wollek                            | 935/80                                | 3,2 l                                 |
| 5                                               | 10                                    | Vegla Racing Team                     | Dieter Schornstein                    | 935/77A                               | 2,8 l                                 |
| Int. ADAC-Eifelrennen, Nürburgring              |                                       |                                       |                                       |                                       |                                       |
| 2                                               | 9                                     | Gelo Racing Team Georg Loos Werbe KG  | Bob Wollek                            | 935/80                                | 3,2 l                                 |
| 4                                               | 6                                     | Liqui Moly Equipe                     | Rolf Stommelen                        | 935 J                                 | 3,2 l                                 |
| 5                                               | 4                                     | Weralit-Elora Team                    | Edgar Dören                           | 935 K3                                | 3,0 l                                 |
| 6                                               | 2                                     | Jägermeister Kremer Racing            | Axel Plankenhorn                      | 935 K3/80                             | 3,2 l                                 |
| 10                                              | 7                                     | Liqui Moly Equipe                     | Volkert Merl                          | 935 J                                 | 3,2 l                                 |
| ADAC-Flugplatzrennen, Mainz-Finthen             |                                       |                                       |                                       |                                       |                                       |
| 1                                               | 9                                     | Gelo Racing Team Georg Loos Werbe KG  | Bob Wollek                            | 935/80                                | 3,2 l                                 |
| 2                                               | 7                                     | Liqui Moly Equipe                     | Volkert Merl                          | 935 J                                 | 3,2 l                                 |
| 3                                               | 4                                     | Weralit-Elora Team                    | Edgar Dören                           | 935 K3                                | 3,0 l                                 |
| 4                                               | 5                                     | Sportwagen                            | Jürgen Barth                          | 935/77A                               | 2,8 l                                 |
| Kreutzritter-Rennen, Spa                        |                                       |                                       |                                       |                                       |                                       |
| 2                                               | 2                                     | Jägermeister Kremer Racing            | John Fitzpatrick                      | 935 K3/80                             | 3,2 l                                 |
| 3                                               | 6                                     | Liqui Moly Equipe                     | Rolf Stommelen                        | 935 J                                 | 3,2 l                                 |
| 4                                               | 9                                     | Gelo Racing Team Georg Loos Werbe KG  | Bob Wollek                            | 935/80                                | 3,2 l                                 |
| 5                                               | 7                                     | Liqui Moly Equipe                     | Volkert Merl                          | 935 J                                 | 3,2 l                                 |
| 6                                               | 4                                     | Weralit-Elora Team                    | Edgar Dören                           | 935 K3                                | 3,0 l                                 |
| 7                                               |                                       | Claude Bourgoignie                    | Claude Bourgoignie                    | 935 K3                                | 3,0 l                                 |
| 12                                              | 12                                    | Team Willeme                          | Philippe Bervoets („Davit“)           | 935                                   | 2,8 l                                 |
| 200 Meilen von Nürnberg, Norisring              |                                       |                                       |                                       |                                       |                                       |
| 1                                               | 8                                     | Dick Barbour Racing                   | John Fitzpatrick                      | 935 K3/80                             | 3,2 l                                 |
| 2                                               | 7                                     | Liqui Moly Equipe                     | Volkert Merl                          | 935 J                                 | 3,2 l                                 |
| 3                                               | 11                                    | Weralit-Elora Team                    | Jürgen Lässig                         | 935 K3                                | 3,0 l                                 |
| 5                                               | 10                                    | Vegla Racing Team                     | Dieter Schornstein                    | 935/77A                               | 2,8 l                                 |
| 6                                               | 12                                    | Valvoline Racing                      | Klaus Böhm                            | 935                                   | 2,8 l                                 |
| 8                                               | 16                                    | Franz Gschwender                      | Franz Gschwender                      | 935/77A                               | 2,8 l                                 |
| Int. ADAC-Bavaria-Rennen, Salzburgring          |                                       |                                       |                                       |                                       |                                       |
| 1                                               | 6                                     | Liqui Moly Equipe                     | Manfred Winkelhock                    | 935 J                                 | 3,2 l                                 |
| 2                                               | 2                                     | Jägermeister Kremer Racing            | John Fitzpatrick                      | 935 K3/80                             | 3,2 l                                 |
| 3                                               | 9                                     | Gelo Racing Team Georg Loos Werbe KG  | Bob Wollek                            | 935/80                                | 3,2 l                                 |
| 4                                               | 7                                     | Liqui Moly Equipe                     | Volkert Merl                          | 935 J                                 | 3,2 l                                 |
| 6                                               | 11                                    | Weralit-Elora Team                    | Jürgen Lässig                         | 935 K3                                | 3,0 l                                 |
| 7                                               | 10                                    | Vegla Racing Team                     | Dieter Schornstein                    | 935/77A                               | 2,8 l                                 |
| 11                                              | 12                                    | Valvoline Racing                      | Klaus Böhm                            | 935                                   | 2,8 l                                 |
| 14                                              |                                       | Erich Schiebler                       | Erich Schiebler                       | 935 RSR                               | 3,0 l                                 |
| Int. ADAC-Flugplatzrennen, Diepholz             |                                       |                                       |                                       |                                       |                                       |
| 2                                               | 9                                     | Gelo Racing Team Georg Loos Werbe KG  | Bob Wollek                            | 935/80                                | 3,2 l                                 |
| 3                                               | 6                                     | Liqui Moly Equipe                     | Manfred Winkelhock                    | 935 J                                 | 3,2 l                                 |
| 4                                               | 10                                    | Vegla Racing Team                     | Dieter Schornstein                    | 935/77A                               | 2,8 l                                 |
| 5                                               | 7                                     | Liqui Moly Equipe                     | Volkert Merl                          | 935 J                                 | 3,2 l                                 |
| 6                                               | 2                                     | Jägermeister Kremer Racing            | Rolf Stommelen                        | 935 K3/80                             | 3,2 l                                 |
| 10                                              | 4                                     | Weralit-Elora Team                    | Edgar Dören                           | 935 K3                                | 3,0 l                                 |
| Int. ADAC-Westfalen-Pokal-Rennen, Zolder        |                                       |                                       |                                       |                                       |                                       |
| 1                                               | 2                                     | Jägermeister Kremer Racing            | John Fitzpatrick                      | 935 K3/80                             | 3,2 l                                 |
| 2                                               | 9                                     | Gelo Racing Team Georg Loos Werbe KG  | Bob Wollek                            | 935/80                                | 3,2 l                                 |
| 3                                               | 4                                     | Weralit-Elora Team                    | Edgar Dören                           | 935 K3                                | 3,0 l                                 |
| 4                                               | 16                                    | Team Willeme                          | Claude Bourgoignie                    | 935 K3                                | 3,0 l                                 |
| 5                                               | 7                                     | Liqui Moly Equipe                     | Volkert Merl                          | 935 J                                 | 3,2 l                                 |
| 6                                               | 15                                    | Meccarillos Racing Team               | Claude Haldi                          | 935/77A                               | 2,8 l                                 |
| 9                                               | 12                                    | Valvoline Racing                      | Klaus Böhm                            | 935                                   | 2,8 l                                 |
| Int. ADAC-Hessen-Cup, Hockenheim                |                                       |                                       |                                       |                                       |                                       |
| 2                                               | 2                                     | Jägermeister Kremer Racing            | John Fitzpatrick                      | 935 K3/80                             | 3,2 l                                 |
| 3                                               | 6                                     | Liqui Moly Equipe                     | Manfred Winkelhock                    | 935 J                                 | 3,2 l                                 |
| 4                                               | 9                                     | Gelo Racing Team Georg Loos Werbe KG  | Bob Wollek                            | 935/80                                | 3,2 l                                 |
| 5                                               | 7                                     | Liqui Moly Equipe                     | Volkert Merl                          | 935 J                                 | 3,2 l                                 |
| 6                                               | 10                                    | Vegla Racing Team                     | Dieter Schornstein                    | 935/77A                               | 2,8 l                                 |
| 11                                              | 3                                     | Porsche Kremer Racing                 | Hans Soldeck                          | 935 K3/80                             | 3,2 l                                 |
| ADAC-Bilstein-Super-Sprint, Nürburgring         |                                       |                                       |                                       |                                       |                                       |
| 1                                               | 6                                     | Liqui Moly Equipe                     | Manfred Winkelhock                    | 935 J                                 | 3,2 l                                 |
| 3                                               | 7                                     | Liqui Moly Equipe                     | Volkert Merl                          | 935 J                                 | 3,2 l                                 |
| 4                                               | 4                                     | Weralit-Elora Team                    | Edgar Dören                           | 935 K3                                | 3,0 l                                 |
| 5                                               | 11                                    | Porsche Kremer Racing                 | Michael Korten                        | 935 K3/80                             | 3,2 l                                 |
| 6                                               | 9                                     | Gelo Racing Team Georg Loos Werbe KG  | Bob Wollek                            | 935/80                                | 3,2 l                                 |
| 7                                               | 10                                    | Vegla Racing Team                     | Dieter Schornstein                    | 935/77A                               | 2,8 l                                 |
| ADAC-Preis Baden-Württemberg, Hockenheim        |                                       |                                       |                                       |                                       |                                       |
| 1                                               | 2                                     | Jägermeister Kremer Racing            | John Fitzpatrick                      | 935 K3/80                             | 3,2 l                                 |
| 2                                               | 7                                     | Liqui Moly Equipe                     | Volkert Merl                          | 935 J                                 | 3,2 l                                 |
| 3                                               | 3                                     | Porsche Kremer Racing                 | Michael Korten                        | 935 K3/80                             | 3,2 l                                 |
| 4                                               | 10                                    | Vegla Racing Team                     | Dieter Schornstein                    | 935/77A                               | 2,8 l                                 |
| 11                                              | 11                                    | Team Decorplast                       | Hans-Ruedi Hugentobler                | 935 RSR                               | 3,0 l                                 |

| IMSA 1980                              | IMSA 1980 | IMSA 1980                   | IMSA 1980                                               | IMSA 1980  | IMSA 1980 |
| Rennen                                 | Rennen    | Rennen                      | Rennen                                                  | Rennen     | Rennen    |
| Pos.                                   | Nr.       | Team                        | Fahrer                                                  | Chassistyp | Motortyp  |
| -------------------------------------- | --------- | --------------------------- | ------------------------------------------------------- | ---------- | --------- |
| 24-Stunden-Rennen von Daytona          |           |                             |                                                         |            |           |
| 1                                      | 2         | LM Joest Racing             | Reinhold Joest Rolf Stommelen Volkert Merl              | 935 J      | 2,8 l     |
| 2                                      | 9         | Preston Henn                | John Paul Al Holbert                                    | 935/77A    | 2,8 l     |
| 3                                      | 0         | Interscope Kremer Racing    | Ted Field Danny Ongais Milt Minter                      | 935 K3/80  | 3,0 l     |
| 9                                      | 9         | Dick Barbour Racing         | Skeeter McKitterick Bob Garretson Anne-Charlotte Verney | 935 K3     | 2,8 l     |
| 11                                     | 59        | Brumos Porsche              | Peter Gregg Hurley Haywood Bruce Leven                  | 935/79     | 2,8 l     |
| 12-Stunden-Rennen von Sebring          |           |                             |                                                         |            |           |
| 1                                      | 6         | Dick Barbour Racing         | John Fitzpatrick Dick Barbour                           | 935 K3/80  | 3,0 l     |
| 2                                      | 0         | Interscope Racing           | Ted Field Danny Ongais                                  | 935 K3/80  | 3,0 l     |
| 3                                      | 93        | Whittington Brothers Racing | Don Whittington Bill Whittington Dale Whittington       | 935 K3     | 2,8 l     |
| 4                                      | 09        | Thunderbird Swap Shops      | Preston Henn John Paul Al Holbert                       | 935 K3     | 2,8 l     |
| 5                                      | 05        | Racing Associates           | Bob Akin Roy Woods Skeeter McKitterick                  | 935 K3     | 2,8 l     |
| 7                                      | 9         | Dick Barbour Racing         | Bob Garretson Bobby Rahal Kees Nierop                   | 935 K3     | 2,8 l     |
| 8                                      | 07        | Heimrath Racing             | Ludwig Heimrath senior Johnny Rutherford Carlos Moran   | 935 K3     | 2,8 l     |
| 10                                     | 86        | Bayside Disposal Racing     | Bruce Leven Peter Gregg Hurley Haywood                  | 935/77A    | 2,8 l     |
| 100-Meilen-Rennen von Road Atlanta     |           |                             |                                                         |            |           |
| 1                                      | 95        | Whittington Brothers Racing | Bill Whittington                                        | 935 K3     | 2,8 l     |
| 2                                      | 86        | Hurley Haywood              | Hurley Haywood                                          | 935/77A    | 2,8 l     |
| 3                                      | 59        | Brumos Porsche              | Peter Gregg                                             | 935/79     | 2,8 l     |
| 4                                      | 94        | Whittington Brothers Racing | Dale Whittington                                        | 935/79     | 3,0 l     |
| 5                                      | 0         | Interscope Racing           | Danny Ongais                                            | 935 K3/80  | 3,0 l     |
| 6                                      | 18        | JLP Racing                  | John Paul                                               | 935 JLP-2  | 2,8 l     |
| 7                                      | 30        | Electrodyne Inc.            | Giampiero Moretti                                       | 935 J      | 2,8 l     |
| 14                                     | 00        | Interscope Racing           | Ted Field                                               | 935 K3/80  | 3,0 l     |
| 15                                     | 5         | Racing Associates           | Bob Akin                                                | 935 K3     | 2,8 l     |
| 5-Stunden-Rennen von Riverside         |           |                             |                                                         |            |           |
| 1                                      | 6         | Dick Barbour Racing         | John Fitzpatrick Dick Barbour                           | 935 K3/80  | 3,0 l     |
| 2                                      | 9         | Dick Barbour Racing         | Bob Garretson Bobby Rahal                               | 935 K3     | 2,8 l     |
| 3                                      | 86        | Bayside Disposal Racing     | Bruce Leven Hurley Haywood                              | 935/77A    | 2,8 l     |
| 4                                      | 94        | Whittington Brothers Racing | Dale Whittington Michael Chandler                       | 935/79     | 3,0 l     |
| 5                                      | 05        | Racing Associates           | Bob Akin Roy Woods Ralph Kent-Cooke                     | 935 K3     | 2,8 l     |
| 6                                      | 13        | Andial Racing               | Randolph Townsend Bruce Jenner                          | 935        | 2,8 l     |
| 7                                      | 5         | Racing Associates           | Charles Mendez Brian Redman                             | 935 K3     | 2,8 l     |
| 100-Meilen-Rennen von Laguna Seca      |           |                             |                                                         |            |           |
| 1                                      | 6         | Dick Barbour Racing         | John Fitzpatrick                                        | 935 K3/80  | 3,0 l     |
| 2                                      | 59        | Brumos Porsche              | Peter Gregg                                             | 935/79     | 2,8 l     |
| 3                                      | 09        | Preston Henn                | John Paul                                               | 935 K3     | 2,8 l     |
| 4                                      | 0         | Interscope Racing           | Ted Field                                               | 935 K3/80  | 3,0 l     |
| 6                                      | 57        | Monte Shelton               | Monte Shelton                                           | 935        | 2,8 l     |
| 7                                      | 85        | Bayside Disposal Racing     | Bruce Leven                                             | 935        | 2,8 l     |
| 11                                     | 13        | Andial Racing               | Randolph Townsend                                       | 935        | 2,8 l     |
| 1,5-Stunden-Rennen von Lime Rock       |           |                             |                                                         |            |           |
| 1                                      | 09        | Preston Henn                | John Paul John Paul, Jr.                                | 935 K3     | 2,8 l     |
| 2                                      | 00        | Interscope Racing           | Ted Field                                               | 935 K3/80  | 3,0 l     |
| 6                                      | 07        | Heimrath Racing             | Ludwig Heimrath                                         | 935 K3     | 2,8 l     |
| 10                                     | 30        | Electrodyne Inc.            | Giampiero Moretti                                       | 935 J      | 2,8 l     |
| 250-Meilen-Rennen von Daytona          |           |                             |                                                         |            |           |
| 1                                      | 6         | Dick Barbour Racing         | John Fitzpatrick                                        | 935 K3/80  | 3,0 l     |
| 2                                      | 09        | Preston Henn                | John Paul John Paul, Jr.                                | 935 K3     | 2,8 l     |
| 3                                      | 59        | Brumos Porsche              | Peter Gregg Hurley Haywood                              | 935/79     | 2,8 l     |
| 4                                      | 00        | Interscope Racing           | Ted Field Danny Ongais                                  | 935 K3/80  | 3,0 l     |
| 5                                      | 30        | Electrodyne Inc.            | Giampiero Moretti Charles Mendez                        | 935 J      | 2,8 l     |
| 17                                     | 32        | Scorpio Racing              | Enrique Molins („Jamsal“) Eduardo Barrientos            | 935        | 2,8 l     |
| 100-Meilen-Rennen von Sears Point      |           |                             |                                                         |            |           |
| 1                                      | 6         | Dick Barbour Racing         | John Fitzpatrick                                        | 935 K3/80  | 3,0 l     |
| 2                                      | 9         | Dick Barbour Racing         | Bobby Rahal                                             | 935 K3     | 2,8 l     |
| 3                                      | 00        | Interscope Racing           | Ted Field                                               | 935 K3/80  | 3,0 l     |
| 5                                      | 18        | JLP Racing                  | John Paul                                               | 935 JLP-2  | 3,2 l     |
| 6                                      | 3         | Jim Busby                   | Jim Busby                                               | 935 M16    | 3,2 l     |
| 100-Meilen-Rennen von Portland         |           |                             |                                                         |            |           |
| 1                                      | 6         | Dick Barbour Racing         | John Fitzpatrick                                        | 935 K3/80  | 3,0 l     |
| 2                                      | 30        | Electrodyne Inc.            | Giampiero Moretti                                       | 935 J      | 2,8 l     |
| 3                                      | 86        | Bayside Disposal Racing     | Hurley Haywood                                          | 935/80     | 3,2 l     |
| 4                                      | 18        | JLP Racing                  | John Paul                                               | 935 JLP-2  | 3,2 l     |
| 5                                      | 00        | Interscope Racing           | Ted Field                                               | 935 K3/80  | 3,0 l     |
| 6                                      | 3         | Jim Busby                   | Jim Busby                                               | 935 M16    | 3,2 l     |
| 7                                      | 88        | Bayside Disposal Racing     | Bruce Leven                                             | 935        | 2,8 l     |
| 6-Stunden-Rennen von Mosport           |           |                             |                                                         |            |           |
| 1                                      | 6         | Dick Barbour Racing         | John Fitzpatrick Brian Redman                           | 935 K3/80  | 3,0 l     |
| 2                                      | 18        | JLP Racing                  | John Paul, Jr. John Paul                                | 935 JLP-2  | 3,0 l     |
| 3                                      | 0         | Interscope Racing           | Ted Field Danny Ongais                                  | 935 K3/80  | 3,0 l     |
| 5                                      | 4         | Dick Barbour Racing         | Skeeter McKitterick Rick Mears                          | 935 K3/80  | 3,0 l     |
| 6                                      | 5         | Racing Associates           | Paul Miller Bob Akin Kees Nierop                        | 935 K3     | 2,8 l     |
| 9                                      | 09        | Thunderbird Racing          | Dale Whittington Preston Henn                           | 935 K3     | 2,8 l     |
| 14                                     | 86        | Bayside Disposal Racing     | Hurley Haywood Bruce Leven                              | 935/80     | 3,0 l     |
| 500-Meilen-Rennen von Road America     |           |                             |                                                         |            |           |
| 1                                      | 18        | JLP Racing                  | John Paul, Jr. John Paul                                | 935 JLP-2  | 3,0 l     |
| 2                                      | 6         | Dick Barbour Racing         | John Fitzpatrick Dick Barbour                           | 935 K3/80  | 3,0 l     |
| 3                                      | 9         | Dick Barbour Racing         | Bobby Rahal Bob Garretson                               | 935 K3     | 2,8 l     |
| 4                                      | 09        | Preston Henn                | Preston Henn Dale Whittington                           | 935 K3     | 2,8 l     |
| 5                                      | 5         | Racing Associates           | Bob Akin Paul Miller Brian Redman                       | 935 K3     | 2,8 l     |
| 15                                     | 30        | Electrodyne Inc.            | Giampiero Moretti Jim Busby                             | 935 J      | 2,8 l     |
| 50-Meilen-Rennen von Road Atlanta – I  |           |                             |                                                         |            |           |
| 1                                      | 6         | Dick Barbour Racing         | John Fitzpatrick                                        | 935 K3/80  | 3,0 l     |
| 2                                      | 95        | Whittington Brothers Racing | Dale Whittington                                        | 935 K3     | 3,0 l     |
| 3                                      | 18        | JLP Racing                  | John Paul                                               | 935 JLP-2  | 3,0 l     |
| 4                                      | 09        | Preston Henn                | John Paul, Jr.                                          | 935 K3     | 2,8 l     |
| 5                                      | 30        | Electrodyne Inc.            | Giampiero Moretti                                       | 935 J      | 2,8 l     |
| 6                                      | 5         | Racing Associates           | Bob Akin                                                | 935 K3     | 2,8 l     |
| 7                                      | 86        | Bayside Disposal Racing     | Hurley Haywood                                          | 935/80     | 3,0 l     |
| 8                                      | 0         | Interscope Racing           | Ted Field                                               | 935 K3/80  | 3,0 l     |
| 10                                     | 8         | Preston Henn                | Preston Henn                                            | 935        | 2,8 l     |
| 50-Meilen-Rennen von Road Atlanta – II |           |                             |                                                         |            |           |
| 1                                      | 30        | Electrodyne Inc.            | Giampiero Moretti                                       | 935 J      | 2,8 l     |
| 2                                      | 6         | Dick Barbour Racing         | John Fitzpatrick                                        | 935 K3/80  | 3,0 l     |
| 3                                      | 18        | JLP Racing                  | John Paul                                               | 935 JLP-2  | 3,0 l     |
| 4                                      | 95        | Whittington Brothers Racing | Dale Whittington                                        | 935 K3     | 3,0 l     |
| 5                                      | 09        | Preston Henn                | John Paul, Jr.                                          | 935 K3     | 2,8 l     |
| 7                                      | 86        | Bayside Disposal Racing     | Hurley Haywood                                          | 935/80     | 3,0 l     |
| 12                                     | 2         | Marty Hinze Racing          | Marty Hinze                                             | 935        | 2,8 l     |
| 17                                     | 5         | Racing Associates           | Bob Akin                                                | 935 K3     | 2,8 l     |
| 250-Meilen-Rennen von Daytona Finale   |           |                             |                                                         |            |           |
| 1                                      | 30        | Electrodyne Inc.            | Giampiero Moretti Reinhold Joest                        | 935 J      | 2,8 l     |
| 2                                      | 18        | JLP Racing                  | John Paul John Paul, Jr.                                | 935 JLP-2  | 3,0 l     |
| 3                                      | 46        |                             | Volkert Merl Mauricio de Narváez                        | 935 J      | 2,8 l     |
| 5                                      | 2         | Marty Hinze Racing          | Marty Hinze Gary Belcher                                | 935        | 2,8 l     |

1981
| Sportwagen-Weltmeisterschaft 1981  | Sportwagen-Weltmeisterschaft 1981 | Sportwagen-Weltmeisterschaft 1981 | Sportwagen-Weltmeisterschaft 1981                            | Sportwagen-Weltmeisterschaft 1981 | Sportwagen-Weltmeisterschaft 1981 |
| Rennen                             | Rennen                            | Rennen                            | Rennen                                                       | Rennen                            | Rennen                            |
| Pos.                               | Nr.                               | Team                              | Fahrer                                                       | Chassistyp                        | Motortyp                          |
| ---------------------------------- | --------------------------------- | --------------------------------- | ------------------------------------------------------------ | --------------------------------- | --------------------------------- |
| 24-Stunden-Rennen von Daytona      |                                   |                                   |                                                              |                                   |                                   |
| 1                                  | 9                                 | Bob Garretson                     | Bob Garretson Bobby Rahal Brian Redman                       | 935 K3/80                         | 3,2 l                             |
| 2                                  | 5                                 | Bob Akin Motor Racing             | Bob Akin Craig Siebert Derek Bell                            | 935 K3                            | 2,8 l                             |
| 8                                  | 84                                | Scorpio Racing                    | Enrique Molins („Jamsal“) Eduardo Barrientos Carlos González | 935 M16                           | 3,2 l                             |
| 14                                 | 07                                | Heimrath Racing                   | Ludwig Heimrath senior Ludwig Heimrath junior                | 935                               | 2,8 l                             |
| 12-Stunden-Rennen von Sebring      |                                   |                                   |                                                              |                                   |                                   |
| 1                                  | 86                                | Bayside Disposal Racing           | Hurley Haywood Al Holbert Bruce Leven                        | 935/80                            | 3,2 l                             |
| 2                                  | 90                                | Cooke-Woods Racing                | Roy Woods Ralph Kent-Cooke Skeeter McKitterick               | 935 K3                            | 2,8 l                             |
| 3                                  | 2                                 | Marty Hinze Racing                | Marty Hinze Milt Minter Bill Whittington                     | 935 K3                            | 2,8 l                             |
| 4                                  | 3                                 | Andial Meister Racing             | Howard Meister Rolf Stommelen Harald Grohs                   | 935 M16                           | 3,2 l                             |
| 6                                  | 30                                | Momo Racing                       | Giampiero Moretti Charles Mendez Mauricio de Narváez         | 935/78-81                         | 3,2 l                             |
| 6-Stunden-Rennen von Mugello       |                                   |                                   |                                                              |                                   |                                   |
| 2                                  | 5                                 | Charles Ivey Racing               | John Cooper Dudley Wood                                      | 935 K3                            | 2,8 l                             |
| 4                                  | 6                                 | Christian Bussi                   | Christian Bussi Jacques Guérin                               | 935                               | 2,8 l                             |
| 12                                 | 4                                 | Weralit Racing Team               | Edgar Dören Jürgen Lässig                                    | 935 K3                            | 2,8 l                             |
| 1000-km-Rennen von Monza           |                                   |                                   |                                                              |                                   |                                   |
| 1                                  | 3                                 | Weralit Racing Team               | Edgar Dören Jürgen Lässig Gerhard Holup                      | 935 K3                            | 2,8 l                             |
| 9                                  | 7                                 | Gabriele Gottifredi               | Gabriele Gottifredi Giancarlo Galimberti Giulio Rebai        | 935                               | 2,8 l                             |
| 11                                 | 5                                 | Charles Ivey Racing               | John Cooper Dudley Wood                                      | 935 K3                            | 2,8 l                             |
| 6-Stunden-Rennen von Riverside     |                                   |                                   |                                                              |                                   |                                   |
| 1                                  | 1                                 | John Fitzpatrick Racing           | John Fitzpatrick Jim Busby                                   | 935 K3/80                         | 3,0 l                             |
| 2                                  | 8                                 | JLP Racing                        | John Paul, Jr. John Paul                                     | 935 JLP-3                         | 3,0 l                             |
| 3                                  | 9                                 | Cooke-Woods Racing                | Bobby Rahal Brian Redman                                     | 935 K3/80                         | 3,0 l                             |
| 4                                  | 90                                | Bob Garretson Enterprises         | Bob Garretson Ralph Kent-Cooke Roy Woods                     | 935 K3                            | 3,0 l                             |
| 5                                  | 86                                | Bruce Leven                       | Hurley Haywood Bruce Leven                                   | 935/80                            | 3,2 l                             |
| 10                                 | 18                                | JLP Racing                        | Carlos Moran Karen Erstad                                    | 935 JLP-2                         | 3,0 l                             |
| 14                                 | 30                                | Momo Racing                       | Giampiero Moretti Jochen Mass                                | 935/78-81                         | 3,2 l                             |
| 6-Stunden-Rennen von Silverstone   |                                   |                                   |                                                              |                                   |                                   |
| 1                                  | 22                                | Vegla Racing Team                 | Harald Grohs Walter Röhrl Dieter Schornstein                 | 935 J                             | 3,2 l                             |
| 5                                  | 24                                | Weralit Racing Team               | Edgar Dören Jürgen Lässig                                    | 935 K3                            | 3,0 l                             |
| 6                                  | 39                                | Bob Akin Motor Racing             | Bob Akin Bobby Rahal Pete Lovett                             | 935 K3/80                         | 3,2 l                             |
| 10                                 | 25                                | Christian Bussi                   | Jacques Guérin Christian Bussi Jean-Pierre Delaunay          | 935                               | 3,0 l                             |
| 1000-km-Rennen am Nürburgring      |                                   |                                   |                                                              |                                   |                                   |
| 3                                  | 27                                | Preston Henn                      | Bob Wollek                                                   | 935 K3                            | 3,0 l                             |
| 5                                  | 15                                | Weralit Racing Team               | Edgar Dören Jürgen Lässig                                    | 935 K3                            | 3,0 l                             |
| 7                                  | 20                                | Vegla Racing Team                 | Dieter Schornstein Harald Grohs Walter Röhrl                 | 935 J                             | 3,2 l                             |
| 9                                  | 23                                | Charles Ivey Racing               | John Cooper Dudley Wood                                      | 935 K3                            | 2,8 l                             |
| 12                                 | 22                                | Claude Haldi                      | Claude Haldi Charles Mendez                                  | 935/77A                           | 2,8 l                             |
| 24-Stunden-Rennen von Le Mans      |                                   |                                   |                                                              |                                   |                                   |
| 4                                  | 55                                | Claude Bourgoignie                | John Cooper Dudley Wood Claude Bourgoignie                   | 935 K3                            | 3,2 l                             |
| 6                                  | 42                                | Cooke-Woods Racing                | Anne-Charlotte Verney Ralph Kent-Cooke Bob Garretson         | 935 K3/80                         | 3,2 l                             |
| 10                                 | 60                                | Vegla Racing Team                 | Dieter Schornstein Harald Grohs Götz von Tschirnhaus         | 935 J                             | 3,0 l                             |
| 6-Stunden-Rennen von Watkins Glen  |                                   |                                   |                                                              |                                   |                                   |
| 3                                  | 9                                 | Bob Garretson Racing              | Rick Mears Bob Garretson Johnny Rutherford                   | 935 K3/80                         | 3,2 l                             |
| 4                                  | 11                                | John Fitzpatrick Racing           | John Fitzpatrick Jim Busby                                   | 935 K3/80                         | 3,0 l                             |
| 5                                  | 22                                | Marty Hinze Racing                | Marty Hinze Dale Whittington Preston Henn                    | 935 K3                            | 2,8 l                             |
| 6                                  | 30                                | Momo Racing                       | Giampiero Moretti Bobby Rahal                                | 935/78-81                         | 3,2 l                             |
| 8                                  | 43                                | Bob Akin Motor Racing             | Bob Akin Craig Siebert Vivian Candy                          | 935 K3/80                         | 3,0 l                             |
| 6-Stunden-Rennen von Mosport       |                                   |                                   |                                                              |                                   |                                   |
| 1                                  | 3                                 | Andial Meister Racing             | Rolf Stommelen Harald Grohs                                  | 935 M16                           | 3,2 l                             |
| 3                                  | 0                                 | Interscope Racing                 | Ted Field Bill Whittington                                   | 935 K3/80                         | 3,0 l                             |
| 4                                  | 09                                | Preston Henn                      | Preston Henn Edgar Dören                                     | 935 K3                            | 3,0 l                             |
| 6                                  | 1                                 | John Fitzpatrick Racing           | John Fitzpatrick Jim Busby                                   | 935 K3/80                         | 3,0 l                             |
| 7                                  | 46                                | Mauricio de Narváez               | Mauricio de Narváez Bob Garretson                            | 935 J                             | 3,2 l                             |
| 10                                 | 84                                | Scorpio Racing                    | Enrique Molins („Jamsal“) Eduardo Galdamez                   | 935 M16                           | 3,2 l                             |
| 12                                 | 5                                 | Bob Akin Motor Racing             | Skeeter McKitterick Bob Akin                                 | 935 K3/80                         | 3,0 l                             |
| 16                                 | 17                                | Pepe Romero                       | Pepe Romero Diego Febles                                     | 935 M16                           | 3,2 l                             |
| 500-Meilen-Rennen von Road America |                                   |                                   |                                                              |                                   |                                   |
| 1                                  | 3                                 | Andial Meister Racing             | Rolf Stommelen Harald Grohs                                  | 935 M16                           | 3,2 l                             |
| 4                                  | 9                                 | Bob Garretson Racing              | Tom Gloy Bob Garretson                                       | 935 K3/80                         | 3,2 l                             |
| 5                                  | 30                                | Momo Racing                       | Giampiero Moretti Bobby Rahal                                | 935/78-81                         | 3,2 l                             |
| 6                                  | 1                                 | John Fitzpatrick Racing           | John Fitzpatrick Jim Busby                                   | 935 K3/80                         | 3,0 l                             |
| 7                                  | 0                                 | Interscope Racing                 | Ted Field Bill Whittington                                   | 935 K3/80                         | 3,0 l                             |
| 13                                 | 18                                | JLP Racing                        | John Paul, Jr. John Paul                                     | 935 JLP-3                         | 3,0 l                             |
| 1000-km-Rennen von Brands Hatch    |                                   |                                   |                                                              |                                   |                                   |
| 2                                  | 50                                | Bob Garretson Racing              | Bobby Rahal Bob Garretson                                    | 935 K3/80                         | 3,2 l                             |
| 4                                  | 25                                | Charles Ivey Racing               | John Cooper Dudley Wood                                      | 935 K3                            | 3,0 l                             |
| 6                                  | 29                                | Vegla Racing Team                 | Harald Grohs Dieter Schornstein                              | 935 J                             | 3,2 l                             |
| 8                                  | 51                                | Preston Henn                      | Desiré Wilson Edgar Dören                                    | 935 K3                            | 3,0 l                             |
| 17                                 | 30                                | Christian Bussi                   | Jacques Guérin Christian Bussi                               | 935                               | 3,0 l                             |
| 19                                 | 33                                | Tuff-Kote Dinol Racing            | Jan Lundgårdh Friedrich Glatz („Umberto Calvo“)              | 935 L1                            | 1,4 l                             |

| Deutsche-Rennsport-Meisterschaft 1981           | Deutsche-Rennsport-Meisterschaft 1981 | Deutsche-Rennsport-Meisterschaft 1981 | Deutsche-Rennsport-Meisterschaft 1981 | Deutsche-Rennsport-Meisterschaft 1981 | Deutsche-Rennsport-Meisterschaft 1981 |
| Rennen                                          | Rennen                                | Rennen                                | Rennen                                | Rennen                                | Rennen                                |
| Pos.                                            | Nr.                                   | Team                                  | Fahrer                                | Chassistyp                            | Motortyp                              |
| ----------------------------------------------- | ------------------------------------- | ------------------------------------- | ------------------------------------- | ------------------------------------- | ------------------------------------- |
| Int. Rundstreckenrennen Bergischer Löwe, Zolder |                                       |                                       |                                       |                                       |                                       |
| 2                                               | 52                                    | Jägermeister Kremer Racing            | Bob Wollek                            | 935 K3/80                             | 3,2 l                                 |
| 3                                               | 66                                    | Joest Racing                          | Jochen Mass                           | 935/78-81                             | 3,2 l                                 |
| 5                                               | 54                                    | Wera-Meissberg-Team                   | Jürgen Lässig                         | 935 K3                                | 3,0 l                                 |
| 6                                               | 67                                    | Spot-Oil-Racing                       | Volkert Merl                          | 935 J                                 | 3,2 l                                 |
| 12                                              | 53                                    | Vegla Racing Team                     | Dieter Schornstein                    | 935 J                                 | 3,2 l                                 |
| Int. ADAC-Goodyear-300-km-Rennen, Nürburgring   |                                       |                                       |                                       |                                       |                                       |
| 1                                               | 52                                    | Jägermeister Kremer Racing            | Bob Wollek                            | 935 K3/80                             | 3,2 l                                 |
| 2                                               | 66                                    | Joest Racing                          | Jochen Mass                           | 935/78-81                             | 3,2 l                                 |
| 4                                               | 67                                    | Spot-Oil-Racing                       | Volkert Merl                          | 935 J                                 | 3,2 l                                 |
| 5                                               | 53                                    | Vegla Racing Team                     | Dieter Schornstein                    | 935 J                                 | 3,2 l                                 |
| Int. AvD Deutschland Trophäe, Hockenheim        |                                       |                                       |                                       |                                       |                                       |
| 1                                               | 66                                    | Joest Racing                          | Jochen Mass                           | 935/78-81                             | 3,2 l                                 |
| 2                                               | 52                                    | Jägermeister Kremer Racing            | Bob Wollek                            | 935 K3/80                             | 3,2 l                                 |
| 4                                               | 53                                    | Vegla Racing Team                     | Dieter Schornstein                    | 935 J                                 | 3,2 l                                 |
| Int. ADAC-Eifelrennen, Nürburgring              |                                       |                                       |                                       |                                       |                                       |
| 2                                               | 52                                    | Jägermeister Kremer Racing            | Bob Wollek                            | 935 K3/80                             | 3,2 l                                 |
| ADAC-Flugplatzrennen, Mainz-Finthen             |                                       |                                       |                                       |                                       |                                       |
| 1                                               | 52                                    | Jägermeister Kremer Racing            | Bob Wollek                            | 935 K3/80                             | 3,2 l                                 |
| 3                                               | 67                                    | Spot-Oil-Racing                       | Volkert Merl                          | 935 J                                 | 3,2 l                                 |
| 4                                               | 53                                    | Vegla Racing Team                     | Dieter Schornstein                    | 935 J                                 | 3,2 l                                 |
| ADAC-Flugplatzrennen, Wunstorf                  |                                       |                                       |                                       |                                       |                                       |
| 4                                               | 53                                    | Vegla Racing Team                     | Dieter Schornstein                    | 935 J                                 | 3,2 l                                 |
| 5                                               | 52                                    | Jägermeister Kremer Racing            | Bob Wollek                            | 935 K4                                | 3,2 l                                 |
| 7                                               | 66                                    | Porsche Kremer Racing                 | Louis Krages („John Winter“)          | 935 K3/81                             | 3,2 l                                 |
| 200 Meilen von Nürnberg, Norisring              |                                       |                                       |                                       |                                       |                                       |
| 2                                               | 70                                    | Giampiero Moretti                     | Giampiero Moretti                     | 935/78-81                             | 3,2 l                                 |
| 5                                               | 60                                    | T-Bird Swap Shop                      | John Fitzpatrick                      | 935 K3/80                             | 3,2 l                                 |
| 6                                               | 52                                    | Jägermeister Kremer Racing            | Bob Wollek                            | 935 K4                                | 3,2 l                                 |
| AvD Großer Preis der Tourenwagen, Nürburgring   |                                       |                                       |                                       |                                       |                                       |
| 1                                               | 52                                    | Jägermeister Kremer Racing            | Bob Wollek                            | 935 K4                                | 3,2 l                                 |
| 3                                               | 56                                    | Porsche Kremer Racing                 | Louis Krages („John Winter“)          | 935 K3/81                             | 3,2 l                                 |
| 4                                               | 53                                    | Vegla Racing Team                     | Dieter Schornstein                    | 935 J                                 | 3,2 l                                 |
| Int. ADAC-Bavaria-Rennen, Salzburgring          |                                       |                                       |                                       |                                       |                                       |
| 2                                               | 52                                    | Jägermeister Kremer Racing            | Bob Wollek                            | 935 K4                                | 3,2 l                                 |
| 5                                               | 59                                    | Franz Gschwender                      | Franz Gschwender                      | 935/77A                               | 2,8 l                                 |
| Großer Preis von Deutschland, Hockenheimring    |                                       |                                       |                                       |                                       |                                       |
| 3                                               | 66                                    | Joest Racing                          | Jochen Mass                           | 935/81                                | 3,2 l                                 |
| 4                                               | 67                                    | Spot-Oil-Racing                       | Volkert Merl                          | 935 J                                 | 3,2 l                                 |
| 5                                               | 72                                    | Porsche Kremer Racing                 | Louis Krages („John Winter“)          | 935 K3/81                             | 3,2 l                                 |
| 7                                               | 53                                    | Vegla Racing Team                     | Dieter Schornstein                    | 935 J                                 | 3,2 l                                 |
| Int. ADAC-Westfalen-Pokal-Rennen, Zolder        |                                       |                                       |                                       |                                       |                                       |
| 2                                               | 52                                    | Jägermeister Kremer Racing            | Bob Wollek                            | 935 K4                                | 3,2 l                                 |
| 5                                               | 53                                    | Vegla Racing Team                     | Dieter Schornstein                    | 935 J                                 | 3,2 l                                 |
| Int. ADAC-Hessen-Cup, Hockenheim                |                                       |                                       |                                       |                                       |                                       |
| 2                                               | 52                                    | Jägermeister Kremer Racing            | Bob Wollek                            | 935 K4                                | 3,2 l                                 |
| 4                                               | 67                                    | Spot-Oil-Racing                       | Volkert Merl                          | 935 J                                 | 3,2 l                                 |
| 8                                               | 53                                    | Vegla Racing Team                     | Dieter Schornstein                    | 935 J                                 | 3,2 l                                 |
| 9                                               | 54                                    | Franz Gschwender                      | Franz Gschwender                      | 935/77A                               | 2,8 l                                 |
| 15                                              | 57                                    | Urs Schweizer                         | Urs Schweizer                         | 935 RSR                               | 3,0 l                                 |
| ADAC-Bilstein-Super-Sprint, Nürburgring         |                                       |                                       |                                       |                                       |                                       |
| 2                                               | 52                                    | Jägermeister Kremer Racing            | Bob Wollek                            | 935 K4                                | 3,2 l                                 |
| 3                                               | 67                                    | Spot-Oil-Racing                       | Volkert Merl                          | 935 J                                 | 3,2 l                                 |
| 4                                               | 66                                    | Joest Racing                          | Jochen Mass                           | 935 J                                 | 3,2 l                                 |

| IMSA 1981                            | IMSA 1981 | IMSA 1981                   | IMSA 1981                                                    | IMSA 1981  | IMSA 1981 |
| Rennen                               | Rennen    | Rennen                      | Rennen                                                       | Rennen     | Rennen    |
| Pos.                                 | Nr.       | Team                        | Fahrer                                                       | Chassistyp | Motortyp  |
| ------------------------------------ | --------- | --------------------------- | ------------------------------------------------------------ | ---------- | --------- |
| 24-Stunden-Rennen von Daytona        |           |                             |                                                              |            |           |
| 1                                    | 9         | Bob Garretson               | Bob Garretson Bobby Rahal Brian Redman                       | 935 K3/80  | 3,2 l     |
| 2                                    | 5         | Bob Akin Motor Racing       | Bob Akin Craig Siebert Derek Bell                            | 935 K3     | 2,8 l     |
| 8                                    | 84        | Scorpio Racing              | Enrique Molins („Jamsal“) Eduardo Barrientos Carlos González | 935 M16    | 3,2 l     |
| 14                                   | 07        | Heimrath Racing             | Ludwig Heimrath senior Ludwig Heimrath junior                | 935        | 2,8 l     |
| 12-Stunden-Rennen von Sebring        |           |                             |                                                              |            |           |
| 1                                    | 86        | Bayside Disposal Racing     | Hurley Haywood Al Holbert Bruce Leven                        | 935/80     | 3,2 l     |
| 2                                    | 90        | Cooke-Woods Racing          | Roy Woods Ralph Kent-Cooke Skeeter McKitterick               | 935 K3     | 2,8 l     |
| 3                                    | 2         | Marty Hinze Racing          | Marty Hinze Milt Minter Bill Whittington                     | 935 K3     | 2,8 l     |
| 4                                    | 3         | Andial Meister Racing       | Howard Meister Rolf Stommelen Harald Grohs                   | 935 M16    | 3,2 l     |
| 6                                    | 30        | Momo Racing                 | Giampiero Moretti Charles Mendez Mauricio de Narváez         | 935/78-81  | 3,2 l     |
| 100-Meilen-Rennen von Road Atlanta   |           |                             |                                                              |            |           |
| 1                                    | 1         | John Fitzpatrick Racing     | John Fitzpatrick                                             | 935 K3/80  | 3,0 l     |
| 3                                    | 90        | Cooke-Woods Racing          | Bobby Rahal                                                  | 935 K3/80  | 3,2 l     |
| 4                                    | 00        | Interscope Racing           | Danny Ongais                                                 | 935 K3/80  | 3,0 l     |
| 5                                    | 95        | Whittington Brothers Racing | Dale Whittington                                             | 935 K3     | 3,0 l     |
| 6                                    | 86        | Bayside Disposal Racing     | Hurley Haywood                                               | 935/80     | 3,2 l     |
| 7                                    | 0         | Interscope Racing           | Ted Field                                                    | 935 K3/80  | 3,2 l     |
| 8                                    | 8         | JLP Racing                  | John Paul, Jr.                                               | 935 JLP-3  | 3,2 l     |
| 9                                    | 30        | Momo Racing                 | Giampiero Moretti                                            | 935/78-81  | 3,2 l     |
| 12                                   | 09        | Preston Henn                | Preston Henn Marty Hinze                                     | 935 K3     | 2,8 l     |
| 13                                   | 94        | Whittington Brothers Racing | Bill Whittington                                             | 935 K3     | 2,8 l     |
| 6-Stunden-Rennen von Riverside       |           |                             |                                                              |            |           |
| 1                                    | 1         | John Fitzpatrick Racing     | John Fitzpatrick Jim Busby                                   | 935 K3/80  | 3,0 l     |
| 2                                    | 8         | JLP Racing                  | John Paul, Jr. John Paul                                     | 935 JLP-3  | 3,0 l     |
| 3                                    | 9         | Cooke-Woods Racing          | Bobby Rahal Brian Redman                                     | 935 K3/80  | 3,0 l     |
| 4                                    | 90        | Bob Garretson Enterprises   | Bob Garretson Ralph Kent-Cooke Roy Woods                     | 935 K3     | 3,0 l     |
| 5                                    | 86        | Bruce Leven                 | Hurley Haywood Bruce Leven                                   | 935/80     | 3,2 l     |
| 10                                   | 18        | JLP Racing                  | Carlos Moran Karen Erstad                                    | 935 JLP-2  | 3,0 l     |
| 14                                   | 30        | Momo Racing                 | Giampiero Moretti Jochen Mass                                | 935/78-81  | 3,2 l     |
| 100-Meilen-Rennen von Laguna Seca    |           |                             |                                                              |            |           |
| 2                                    | 8         | JLP Racing                  | John Paul, Jr.                                               | 935 JLP-3  | 3,2 l     |
| 3                                    | 1         | John Fitzpatrick Racing     | John Fitzpatrick                                             | 935 K3/80  | 3,0 l     |
| 4                                    | 9         | Cooke-Woods Racing          | Bobby Rahal                                                  | 935 K3/80  | 3,0 l     |
| 5                                    | 00        | Interscope Racing           | Danny Ongais                                                 | 935 K3/80  | 3,0 l     |
| 7                                    | 0         | Interscope Racing           | Ted Field                                                    | 935 K3/80  | 3,2 l     |
| 8                                    | 30        | Momo Racing                 | Giampiero Moretti                                            | 935/78-81  | 3,2 l     |
| 9                                    | 86        | Bayside Disposal Racing     | Hurley Haywood                                               | 935/80     | 3,2 l     |
| 11                                   | 46        | Mauricio de Narváez         | Mauricio de Narváez                                          | 935 J      | 3,2 l     |
| 12                                   | 85        | Bayside Disposal Racing     | Bruce Leven                                                  | 935/77A    | 2,8 l     |
| 200-Meilen-Rennen von Lime Rock      |           |                             |                                                              |            |           |
| 2                                    | 0         | Interscope Racing           | Ted Field Bobby Rahal                                        | 935 K3/80  | 3,2 l     |
| 3                                    | 3         | Andial Meister Racing       | Rolf Stommelen                                               | 935 M16    | 3,2 l     |
| 4                                    | 30        | Momo Racing                 | Giampiero Moretti Al Holbert                                 | 935/78-81  | 3,2 l     |
| 6                                    | 18        | JLP Racing                  | John Paul, Jr.                                               | 935 JLP-3  | 3,2 l     |
| 200-Meilen-Rennen von Mid-Ohio       |           |                             |                                                              |            |           |
| 2                                    | 30        | Momo Racing                 | Giampiero Moretti Bobby Rahal                                | 935/78-81  | 3,2 l     |
| 3                                    | 18        | JLP Racing                  | John Paul, Jr.                                               | 935 JLP-3  | 3,2 l     |
| 4                                    | 1         | John Fitzpatrick Racing     | John Fitzpatrick                                             | 935 K3/80  | 3,0 l     |
| 6                                    | 0         | Interscope Racing           | Ted Field Bill Whittington                                   | 935 K3/80  | 3,2 l     |
| 200-Meilen-Rennen von Brainerd       |           |                             |                                                              |            |           |
| 2                                    | 1         | John Fitzpatrick Racing     | John Fitzpatrick                                             | 935 K3/80  | 3,0 l     |
| 3                                    | 18        | JLP Racing                  | John Paul                                                    | 935 JLP-3  | 3,2 l     |
| 9                                    | 86        | Bayside Disposal Racing     | Bruce Leven                                                  | 935/80     | 3,2 l     |
| 250-Meilen-Rennen von Daytona        |           |                             |                                                              |            |           |
| 1                                    | 46        | Mauricio de Narváez         | Mauricio de Narváez Hurley Haywood                           | 935 J      | 3,2 l     |
| 3                                    | 18        | JLP Racing                  | John Paul, Jr.                                               | 935 JLP-3  | 3,2 l     |
| 7                                    | 0         | Interscope Racing           | Ted Field Bill Whittington                                   | 935 K3/80  | 3,2 l     |
| 4                                    | 9         | Bob Garretson               | Bobby Rahal Bob Garretson                                    | 935 K3/80  | 3,0 l     |
| 100-Meilen-Rennen von Sears Point    |           |                             |                                                              |            |           |
| 4                                    | 30        | Momo Racing                 | Giampiero Moretti                                            | 935/78-81  | 3,2 l     |
| 5                                    | 46        | Mauricio de Narváez         | Mauricio de Narváez                                          | 935 J      | 3,2 l     |
| 9                                    | 12        | Bruce Canepa                | Bruce Canepa                                                 | 935 M16    | 3,2 l     |
| 100-Meilen-Rennen von Portland       |           |                             |                                                              |            |           |
| 2                                    | 30        | Momo Racing                 | Giampiero Moretti                                            | 935/78-81  | 3,2 l     |
| 4                                    | 9         | Bob Garretson               | Bobby Rahal                                                  | 935 K3/80  | 3,0 l     |
| 5                                    | 0         | Interscope Racing           | Ted Field                                                    | 935 K3/80  | 3,2 l     |
| 7                                    | 46        | Mauricio de Narváez         | Mauricio de Narváez                                          | 935 J      | 3,2 l     |
| 6-Stunden-Rennen von Mosport         |           |                             |                                                              |            |           |
| 1                                    | 3         | Andial Meister Racing       | Rolf Stommelen Harald Grohs                                  | 935 M16    | 3,2 l     |
| 3                                    | 0         | Interscope Racing           | Ted Field Bill Whittington                                   | 935 K3/80  | 3,0 l     |
| 4                                    | 09        | Preston Henn                | Preston Henn Edgar Dören                                     | 935 K3     | 3,0 l     |
| 6                                    | 1         | John Fitzpatrick Racing     | John Fitzpatrick Jim Busby                                   | 935 K3/80  | 3,0 l     |
| 7                                    | 46        | Mauricio de Narváez         | Mauricio de Narváez Bob Garretson                            | 935 J      | 3,2 l     |
| 10                                   | 84        | Scorpio Racing              | Enrique Molins („Jamsal“) Eduardo Galdamez                   | 935 M16    | 3,2 l     |
| 12                                   | 5         | Bob Akin Motor Racing       | Skeeter McKitterick Bob Akin                                 | 935 K3/80  | 3,0 l     |
| 16                                   | 17        | Pepe Romero                 | Pepe Romero Diego Febles                                     | 935 M16    | 3,2 l     |
| 500-Meilen-Rennen von Road America   |           |                             |                                                              |            |           |
| 1                                    | 3         | Andial Meister Racing       | Rolf Stommelen Harald Grohs                                  | 935 M16    | 3,2 l     |
| 4                                    | 9         | Bob Garretson Racing        | Tom Gloy Bob Garretson                                       | 935 K3/80  | 3,2 l     |
| 5                                    | 30        | Momo Racing                 | Giampiero Moretti Bobby Rahal                                | 935/78-81  | 3,2 l     |
| 6                                    | 1         | John Fitzpatrick Racing     | John Fitzpatrick Jim Busby                                   | 935 K3/80  | 3,0 l     |
| 7                                    | 0         | Interscope Racing           | Ted Field Bill Whittington                                   | 935 K3/80  | 3,0 l     |
| 13                                   | 18        | JLP Racing                  | John Paul, Jr. John Paul                                     | 935 JLP-3  | 3,0 l     |
| 150-Meilen-Rennen von Road Atlanta   |           |                             |                                                              |            |           |
| 2                                    | 0         | Interscope Racing           | Ted Field                                                    | 935 K3/80  | 3,0 l     |
| 3                                    | 46        | Mauricio de Narváez         | Mauricio de Narváez                                          | 935 J      | 3,2 l     |
| 500-Meilen-Rennen von Pocono         |           |                             |                                                              |            |           |
| 1                                    | 18        | JLP Racing                  | John Paul, Jr. John Paul                                     | 935 JLP-3  | 3,2 l     |
| 3                                    | 1         | John Fitzpatrick Racing     | John Fitzpatrick Jim Busby                                   | 935 K3/80  | 3,0 l     |
| 6                                    | 86        | Bayside Disposal Racing     | Bruce Leven Hurley Haywood                                   | 935/80     | 3,2 l     |
| 250-Meilen-Rennen von Daytona Finale |           |                             |                                                              |            |           |
| 1                                    | 18        | JLP Racing                  | John Paul, Jr.                                               | 935 JLP-3  | 3,2 l     |
| 3                                    | 86        | Bayside Disposal Racing     | Hurley Haywood                                               | 935/80     | 3,2 l     |
| 4                                    | 46        | Mauricio de Narváez         | Mauricio de Narváez                                          | 935 J      | 3,2 l     |
| 5                                    | 00        | Interscope Racing           | Ted Field Don Whittington                                    | 935 K3/80  | 3,0 l     |
| 6                                    | 8         | JLP Racing                  | Josele Garza                                                 | 935 JLP-2  | 3,0 l     |
| 8                                    | 1         | John Fitzpatrick Racing     | John Fitzpatrick                                             | 935 K3/80  | 3,0 l     |
| 12                                   | 5         | Bob Akin Motor Racing       | Bob Akin Skeeter McKitterick                                 | 935 K3/80  | 3,0 l     |
| 17                                   | 9         | Bob Garretson               | Bobby Rahal Bob Garretson                                    | 935 K3/80  | 3,0 l     |

1982
| Sportwagen-Weltmeisterschaft 1982    | Sportwagen-Weltmeisterschaft 1982 | Sportwagen-Weltmeisterschaft 1982 | Sportwagen-Weltmeisterschaft 1982                | Sportwagen-Weltmeisterschaft 1982 | Sportwagen-Weltmeisterschaft 1982 |
| Rennen                               | Rennen                            | Rennen                            | Rennen                                           | Rennen                            | Rennen                            |
| Pos.                                 | Nr.                               | Team                              | Fahrer                                           | Chassistyp                        | Motortyp                          |
| ------------------------------------ | --------------------------------- | --------------------------------- | ------------------------------------------------ | --------------------------------- | --------------------------------- |
| 1000-km-Rennen von Monza             |                                   |                                   |                                                  |                                   |                                   |
| 2                                    | 84                                | Porsche Kremer Racing             | Rolf Stommelen Ted Field                         | 935 K3/80                         | 3,2 l                             |
| 4                                    | 86                                | Vegla Racing Team                 | Volkert Merl Dieter Schornstein                  | 935 J                             | 3,2 l                             |
| 6-Stunden-Rennen von Silverstone     |                                   |                                   |                                                  |                                   |                                   |
| 7                                    | 78                                | Momo Racing                       | Giampiero Moretti Mauro Baldi                    | 935/78-81                         | 2,8 l                             |
| 9                                    | 64                                | Weralit Racing Team               | Edgar Dören Jürgen Lässig                        | 935 K3                            | 3,0 l                             |
| 12                                   | 63                                | Vegla Racing Team                 | Harald Grohs Dieter Schornstein                  | 935 J                             | 3,2 l                             |
| 14                                   | 68                                | Jan Lundgårdh                     | Jan Lundgårdh Per Sturesen                       | 935 L1                            | 1,4 l                             |
| 1000-km-Rennen am Nürburgring        |                                   |                                   |                                                  |                                   |                                   |
| 16                                   | 31                                | Castrol Denmark                   | Jörgen Poulsen David Hansen                      | 935 K3                            | 3,0 l                             |
| 24-Stunden-Rennen von Le Mans        |                                   |                                   |                                                  |                                   |                                   |
| 4                                    | 79                                | John Fitzpatrick Racing           | John Fitzpatrick David Hobbs                     | 935/78-81                         | 2,8 l                             |
| 5                                    | 78                                | BP – Cooke Racing                 | Dany Snobeck François Sérvanin René Metge        | 935 K3                            | 2,8 l                             |
| 8                                    | 60                                | Charles Ivey Racing               | John Cooper Paul Smith Claude Bourgoignie        | 935 K3                            | 3,2 l                             |
| 11                                   | 77                                | Cooke-Woods Racing                | Anne-Charlotte Verney Ray Ratcliff Bob Garretson | 935 K3/80                         | 2,8 l                             |
| 1000-km-Rennen von Spa-Francorchamps |                                   |                                   |                                                  |                                   |                                   |
| 7                                    | 60                                | Momo Racing                       | Giampiero Moretti Mauro Baldi                    | 935/78-81                         | 2,8 l                             |
| 10                                   | 62                                | Weralit Racing Team               | Jürgen Lässig Teddy Pilette Jean-Paul Libert     | 935 K3                            | 3,0 l                             |
| 1000-km-Rennen von Mugello           |                                   |                                   |                                                  |                                   |                                   |
| 6                                    | 2                                 | Vegla Racing Team                 | Dieter Schornstein Volkert Merl Bob Wollek       | 935 J                             | 3,2 l                             |
| 8                                    | 3                                 | Momo Racing                       | Giampiero Moretti Mauro Baldi                    | 935/78-81                         | 2,8 l                             |
| 6-Stunden-Rennen von Fuji            |                                   |                                   |                                                  |                                   |                                   |
| 7                                    | 10                                | Ralph Kent-Cooke                  | Ralph Kent-Cooke Jim Adams                       | 935 K3                            | 2,8 l                             |
| 1000-km-Rennen von Brands Hatch      |                                   |                                   |                                                  |                                   |                                   |
| 3                                    | 22                                | John Fitzpatrick Racing           | John Fitzpatrick David Hobbs Bob Wollek          | 935 K4                            | 3,2 l                             |
| 12                                   | 16                                | Charles Ivey Racing               | John Cooper Paul Smith                           | 935 K3                            | 2,8 l                             |
| 16                                   | 20                                | Charles Ivey Racing               | Eddie Jordan Glen Loxton Dudley Wood             | 935 K3                            | 2,8 l                             |
| 19                                   | 19                                | Castrol Denmark                   | Jörgen Poulsen David Hansen                      | 935 K3                            | 3,2 l                             |

| Deutsche-Rennsport-Meisterschaft 1982           | Deutsche-Rennsport-Meisterschaft 1982 | Deutsche-Rennsport-Meisterschaft 1982 | Deutsche-Rennsport-Meisterschaft 1982 | Deutsche-Rennsport-Meisterschaft 1982 | Deutsche-Rennsport-Meisterschaft 1982 |
| Rennen                                          | Rennen                                | Rennen                                | Rennen                                | Rennen                                | Rennen                                |
| Pos.                                            | Nr.                                   | Team                                  | Fahrer                                | Chassistyp                            | Motortyp                              |
| ----------------------------------------------- | ------------------------------------- | ------------------------------------- | ------------------------------------- | ------------------------------------- | ------------------------------------- |
| Int. Rundstreckenrennen Bergischer Löwe, Zolder |                                       |                                       |                                       |                                       |                                       |
| 5                                               | 7                                     | Vegla Racing Team/Joest-Porsche       | Dieter Schornstein                    | 935 J                                 | 2,8 l                                 |
| Int. AvD Deutschland Trophäe, Hockenheim        |                                       |                                       |                                       |                                       |                                       |
| 5                                               | 17                                    | Charles Ivey Racing                   | John Cooper                           | 935 K3                                | 2,8 l                                 |
| 7                                               | 7                                     | Vegla Racing Team/Joest-Porsche       | Dieter Schornstein                    | 935 J                                 | 2,8 l                                 |
| 9                                               | 20                                    | Scuderia Basilea                      | Urs Schweizer                         | 935 RSR                               | 3,0 l                                 |
| Int. ADAC-Eifelrennen, Nürburgring              |                                       |                                       |                                       |                                       |                                       |
| 11                                              | 15                                    | Heinz-Jörgen Dahmen                   | Heinz-Jörgen Dahmen                   | 935                                   | 2,8 l                                 |
| 13                                              | 24                                    | Claude Haldi                          | Claude Haldi                          | 935 K3                                | 2,8 l                                 |
| ADAC-Flugplatzrennen, Mainz-Finthen             |                                       |                                       |                                       |                                       |                                       |
| 4                                               | 24                                    | Claude Haldi                          | Claude Haldi                          | 935 K3                                | 2,8 l                                 |
| 7                                               |                                       | Heinz-Jörgen Dahmen                   | Heinz-Jörgen Dahmen                   | 935                                   | 2,8 l                                 |
| 8                                               | 7                                     | Vegla Racing Team/Joest-Porsche       | Dieter Schornstein                    | 935 J                                 | 2,8 l                                 |
| Int. ADAC-Bavaria-Rennen, Salzburgring          |                                       |                                       |                                       |                                       |                                       |
| 4                                               | 16                                    | Momo Racing Team                      | Giampiero Moretti                     | 935/78-81                             | 2,8 l                                 |
| 5                                               | 7                                     | Vegla Racing Team/Joest-Porsche       | Dieter Schornstein                    | 935 J                                 | 2,8 l                                 |
| ADAC-Flugplatzrennen, Wunstorf                  |                                       |                                       |                                       |                                       |                                       |
| 4                                               | 16                                    | Momo Racing Team                      | Giampiero Moretti                     | 935/78-81                             | 2,8 l                                 |
| 200 Meilen von Nürnberg, Norisring              |                                       |                                       |                                       |                                       |                                       |
| 13                                              | 18                                    | Porsche Kremer Racing                 | Louis Krages („John Winter“)          | 935 K3/81                             | 3,0 l                                 |
| 14                                              | 28                                    | Claude Haldi                          | Claude Haldi                          | 935 K3                                | 2,8 l                                 |
| Großer Preis von Deutschland, Hockenheimring    |                                       |                                       |                                       |                                       |                                       |
| 11                                              | 28                                    | Claude Haldi                          | Claude Haldi                          | 935 K3                                | 2,8 l                                 |
| Int. ADAC-Hessen-Cup, Hockenheim                |                                       |                                       |                                       |                                       |                                       |
| 5                                               | 22                                    | Claude Haldi                          | Claude Haldi                          | 935 K3                                | 2,8 l                                 |
| 7                                               | 7                                     | Vegla Racing Team/Joest-Porsche       | Dieter Schornstein                    | 935 J                                 | 2,8 l                                 |
| ADAC-Bilstein-Super-Sprint, Nürburgring         |                                       |                                       |                                       |                                       |                                       |
| 8                                               | 7                                     | Vegla Racing Team/Joest-Porsche       | Dieter Schornstein                    | 935 J                                 | 2,8 l                                 |
| 9                                               | 17                                    | Claude Haldi                          | Claude Haldi                          | 935 K3                                | 2,8 l                                 |

| IMSA 1982                           | IMSA 1982 | IMSA 1982                 | IMSA 1982                                   | IMSA 1982  | IMSA 1982 |
| Rennen                              | Rennen    | Rennen                    | Rennen                                      | Rennen     | Rennen    |
| Pos.                                | Nr.       | Team                      | Fahrer                                      | Chassistyp | Motortyp  |
| ----------------------------------- | --------- | ------------------------- | ------------------------------------------- | ---------- | --------- |
| 24-Stunden-Rennen von Daytona       |           |                           |                                             |            |           |
| 1                                   | 18        | JLP Racing                | John Paul, Jr. Rolf Stommelen John Paul     | 935 JLP-3  | 3,0 l     |
| 2                                   | 5         | Bob Akin Motor Racing     | Bob Akin Derek Bell Craig Siebert           | 935 K3/80  | 3,0 l     |
| 3                                   | 46        | Bob Garretson Enterprises | Mauricio de Narváez Jeff Wood Bob Garretson | 935 K3/80  | 3,0 l     |
| 13                                  | 86        | Bayside Disposal Racing   | Bruce Leven Hurley Haywood Al Holbert       | 935/80     | 3,0 l     |
| 12-Stunden-Rennen von Sebring       |           |                           |                                             |            |           |
| 1                                   | 18        | JLP Racing                | John Paul, Jr. John Paul                    | 935 JLP-3  | 3,0 l     |
| 3                                   | 8         | JLP Racing                | M. L. Speer Terry Wolters Charles Mendez    | 935 JLP-2  | 3,0 l     |
| 5                                   | 86        | Bayside Disposal Racing   | Bruce Leven Hurley Haywood Al Holbert       | 935/80     | 3,0 l     |
| 7                                   | 9         | Bob Garretson Development | Ray Ratcliff Grady Clay Skeeter McKitterick | 935 K3/80  | 3,0 l     |
| 12                                  | 5         | Bob Akin Motor Racing     | Bob Akin Craig Siebert Derek Bell           | 935 K3/80  | 3,0 l     |
| 150-Meilen-Rennen von Road Atlanta  |           |                           |                                             |            |           |
| 1                                   | 18        | JLP Racing                | John Paul, Jr.                              | 935 JLP-3  | 3,0 l     |
| 2                                   | 00        | Interscope Racing         | Danny Ongais                                | 935 K3/80  | 3,0 l     |
| 6                                   | 22        | John Fitzpatrick Racing   | John Fitzpatrick                            | 935 K3/80  | 3,0 l     |
| 6-Stunden-Rennen von Riverside      |           |                           |                                             |            |           |
| 2                                   | 3         | Andial Meister Racing     | Al Holbert Harald Grohs                     | 935 L      | 3,2 l     |
| 3                                   | 8         | JLP Racing                | M. L. Speer Terry Wolters                   | 935 JLP-2  | 3,2 l     |
| 4                                   | 5         | Bob Akin Motor Racing     | Bob Akin Craig Siebert Derek Bell           | 935 K3/80  | 3,0 l     |
| 5                                   | 9         | Bob Garretson Development | Ray Ratcliff Grady Clay                     | 935 K3/80  | 3,2 l     |
| 100-Meilen-Rennen von Laguna Seca   |           |                           |                                             |            |           |
| 3                                   | 2         | John Fitzpatrick Racing   | John Fitzpatrick                            | 935 K4     | 3,0 l     |
| 5                                   | 12        | John Fitzpatrick Racing   | David Hobbs                                 | 935 K3/80  | 3,0 l     |
| 500-km-Rennen von Charlotte         |           |                           |                                             |            |           |
| 1                                   | 18        | JLP Racing                | John Paul, Jr.                              | 935 JLP-3  | 3,0 l     |
| 3                                   | 5         | Bob Akin Motor Racing     | Bob Akin Craig Siebert                      | 935 K3/80  | 3,0 l     |
| 4                                   | 9         | Bob Garretson Development | Ray Ratcliff Grady Clay                     | 935 K3/80  | 3,0 l     |
| 5                                   | 8         | JLP Racing                | M. L. Speer Terry Wolters                   | 935 JLP-2  | 3,0 l     |
| 11                                  | 09        | T-Bird Swap Shop          | Preston Henn Bonnie Henn                    | 935 K3     | 3,0 l     |
| 100-Meilen-Rennen von Mid-Ohio      |           |                           |                                             |            |           |
| 1                                   | 2         | John Fitzpatrick Racing   | John Fitzpatrick                            | 935 K4     | 3,2 l     |
| 1-Stunden-Rennen von Lime Rock      |           |                           |                                             |            |           |
| 1                                   | 2         | John Fitzpatrick Racing   | John Fitzpatrick                            | 935 K4     | 3,0 l     |
| 5                                   | 8         | JLP Racing                | John Paul                                   | 935 JLP-3  | 3,2 l     |
| 250-Meilen-Rennen von Daytona       |           |                           |                                             |            |           |
| 2                                   | 8         | JLP Racing                | M. L. Speer Terry Wolters                   | 935 JLP-2  | 3,2 l     |
| 4                                   | 51        | T-Bird Swap Shop          | Preston Henn Bonnie Henn Randy Lanier       | 935 K3     | 3,0 l     |
| 200-Meilen-Rennen von Brainerd      |           |                           |                                             |            |           |
| 1                                   | 18        | JLP Racing                | John Paul, Jr.                              | 935 JLP-4  | 3,2 l     |
| 100-Meilen-Rennen von Sears Point   |           |                           |                                             |            |           |
| 4                                   | 2         | John Fitzpatrick Racing   | John Fitzpatrick                            | 935 K4     | 3,2 l     |
| 100-Meilen-Rennen von Portland      |           |                           |                                             |            |           |
| 1                                   | 18        | JLP Racing                | John Paul, Jr.                              | 935 JLP-4  | 3,2 l     |
| 6-Stunden-Rennen von Mosport        |           |                           |                                             |            |           |
| 1                                   | 46        | JLP Racing                | John Paul, Jr. John Paul                    | 935 JLP-3  | 3,0 l     |
| 4                                   | 5         | Bob Akin Motor Racing     | Bob Akin Derek Bell                         | 935 K3/80  | 3,0 l     |
| 5                                   | 8         | JLP Racing                | M. L. Speer Terry Wolters                   | 935 JLP-2  | 3,0 l     |
| 6                                   | 70        | Charles Ivey Racing       | John Cooper Paul Smith                      | 935 K3     | 3,0 l     |
| 500-Meilen-Rennen von Road America  |           |                           |                                             |            |           |
| 1                                   | 2         | John Fitzpatrick Racing   | John Fitzpatrick David Hobbs                | 935 K4     | 3,0 l     |
| 2                                   | 46        | JLP Racing                | John Paul, Jr. Mauricio de Narváez          | 935 JLP-3  | 3,0 l     |
| 7                                   | 70        | Charles Ivey Racing       | John Cooper Paul Smith                      | 935 K3     | 3,0 l     |
| 8                                   | 8         | JLP Racing                | M. L. Speer Terry Wolters                   | 935 JLP-2  | 3,0 l     |
| 9                                   | 18        | JLP Racing                | John Paul Hurley Haywood                    | 935 JLP-4  | 3,0 l     |
| 6-Stunden-Rennen von Mid-Ohio       |           |                           |                                             |            |           |
| 1                                   | 2         | John Fitzpatrick Racing   | John Fitzpatrick David Hobbs                | 935 K4     | 3,0 l     |
| 4                                   | 5         | Bob Akin Motor Racing     | Bob Akin Hurley Haywood                     | 935 L      | 3,0 l     |
| 5                                   | 70        | Charles Ivey Racing       | John Cooper Paul Smith                      | 935 K3     | 3,0 l     |
| 7                                   | 8         | JLP Racing                | M. L. Speer Terry Wolters                   | 935 JLP-2  | 3,0 l     |
| 500-km-Rennen von Road Atlanta      |           |                           |                                             |            |           |
| 1                                   | 46        | JLP Racing                | John Paul, Jr. John Paul                    | 935 JLP-3  | 3,0 l     |
| 2                                   | 09        | Henn’s Swap Shop          | Preston Henn Doc Bundy                      | 935 K3/80  | 3,0 l     |
| 4                                   | 8         | JLP Racing                | M. L. Speer Terry Wolters                   | 935 JLP-2  | 3,0 l     |
| 7                                   | 5         | Bob Akin Motor Racing     | Bob Akin Derek Bell                         | 935 L      | 3,0 l     |
| 500-Meilen-Rennen von Pocono        |           |                           |                                             |            |           |
| 2                                   | 46        | JLP Racing                | John Paul, Jr. John Paul                    | 935 JLP-3  | 3,0 l     |
| 11                                  | 8         | JLP Racing                | M. L. Speer Terry Wolters                   | 935 JLP-2  | 3,0 l     |
| 3-Stunden-Rennen von Daytona Finale |           |                           |                                             |            |           |
| 2                                   | 2         | John Fitzpatrick Racing   | John Fitzpatrick Bob Wollek                 | 935/78-81  | 3,0 l     |
| 3                                   | 09        | Henn’s Swap Shop          | Derek Bell Randy Lanier                     | 935 K3/80  | 3,0 l     |
| 4                                   | 6         | Henn’s Swap Shop          | Al Holbert Doc Bundy Preston Henn           | 935 L      | 3,0 l     |
| 9                                   | 8         | JLP Racing                | M. L. Speer Terry Wolters                   | 935 JLP-2  | 3,0 l     |

1983
| IMSA 1983                           | IMSA 1983 | IMSA 1983               | IMSA 1983                                               | IMSA 1983  | IMSA 1983 |
| Rennen                              | Rennen    | Rennen                  | Rennen                                                  | Rennen     | Rennen    |
| Pos.                                | Nr.       | Team                    | Fahrer                                                  | Chassistyp | Motortyp  |
| ----------------------------------- | --------- | ----------------------- | ------------------------------------------------------- | ---------- | --------- |
| 24-Stunden-Rennen von Daytona       |           |                         |                                                         |            |           |
| 1                                   | 6         | Henn’s Swap Shop        | Preston Henn Bob Wollek Claude Ballot-Léna A. J. Foyt   | 935 L      | 3,2 l     |
| 4                                   | 24        | Pegasus III Racing      | M. L. Speer Ken Madren Ray Ratcliff                     | 935 JLP-2  | 3,2 l     |
| 11                                  | 47        | Frank Rubino            | Frank Rubino Pepe Romero Doc Bundy Dale Whittington     | 935 M16    | 3,2 l     |
| 16                                  | 86        | Bayside Disposal Racing | Bruce Leven Hurley Haywood Al Holbert                   | 935/80     | 3,2 l     |
| Großer Preis von Miami              |           |                         |                                                         |            |           |
| 4                                   | 2         | John Fitzpatrick Racing | John Fitzpatrick                                        | 935 K4     | 3,2 l     |
| 6                                   | 9         | Henn’s Swap Shop        | Don Whittington                                         | 935 K3/80  | 3,2 l     |
| 8                                   | 12        | John Fitzpatrick Racing | Jochen Mass                                             | 935/78-81  | 3,0 l     |
| 9                                   | 09        | Henn’s Swap Shop        | Bob Wollek                                              | 935 L      | 3,2 l     |
| 14                                  | 5         | Bob Akin Motor Racing   | Dale Whittington                                        | 935 K3/80  | 3,2 l     |
| 15                                  | 46        | JLP Racing              | Mauricio de Narváez                                     | 935 J      | 3,2 l     |
| 12-Stunden-Rennen von Sebring       |           |                         |                                                         |            |           |
| 2                                   | 5         | Bob Akin Motor Racing   | Bob Akin Dale Whittington John O’Steen                  | 935 K3/80  | 3,2 l     |
| 3                                   | 86        | Bayside Disposal Racing | Hurley Haywood Al Holbert                               | 935/80     | 3,2 l     |
| 12                                  | 94        | Henn’s Swap Shop        | Don Whittington Bill Whittington                        | 935 K3/80  | 3,2 l     |
| 500-km-Rennen von Road Atlanta      |           |                         |                                                         |            |           |
| 3                                   | 0         | Momo Corse              | Giampiero Moretti Sarel van der Merwe                   | 935/78-81  | 3,2 l     |
| 6                                   | 1         | JLP Racing              | John Paul, Jr. Rene Rodriguez                           | 935 JLP-4  | 3,2 l     |
| 18                                  | 05        | T&R Racing              | Tico Almeida Ernesto Soto                               | 935 M16    | 3,2 l     |
| 6-Stunden-Rennen von Riverside      |           |                         |                                                         |            |           |
| 1                                   | 2         | John Fitzpatrick Racing | John Fitzpatrick David Hobbs Derek Bell                 | 935 K4     | 3,2 l     |
| 3                                   | 46        | Mauricio de Narváez     | Bob Wollek Mauricio de Narváez                          | 935/78-81  | 3,2 l     |
| 7                                   | 5         | Bob Akin Motor Racing   | Bob Akin Dale Whittington                               | 935 K3/80  | 3,2 l     |
| 20                                  | 6         | PPG Industries          | Michael Andretti A. J. Foyt Mario Andretti Preston Henn | 935 K3/80  | 3,2 l     |
| 500-km-Rennen von Charlotte         |           |                         |                                                         |            |           |
| 4                                   | 24        | Pegasus III Racing      | M. L. Speer Ken Madren                                  | 935 JLP-2  | 3,2 l     |
| 3-Stunden-Rennen von Lime Rock      |           |                         |                                                         |            |           |
| 2                                   | 5         | Bob Akin Motor Racing   | Bob Akin John O’Steen                                   | 935 K3/80  | 3,2 l     |
| 6-Stunden-Rennen von Mid-Ohio       |           |                         |                                                         |            |           |
| 2                                   | 5         | Bob Akin Motor Racing   | Bob Akin John O’Steen                                   | 935 K3/80  | 3,2 l     |
| 6                                   | 30        | Momo Corse              | Sarel van der Merwe Giampiero Moretti                   | 935/78-81  | 3,2 l     |
| 9                                   | 24        | Pegasus III Racing      | Ken Madren M. L. Speer                                  | 935 JLP-2  | 3,2 l     |
| 250-Meilen-Rennen von Daytona       |           |                         |                                                         |            |           |
| 1                                   | 6         | Henn’s Swap Shop        | Hurley Haywood A. J. Foyt                               | 935 L      | 3,2 l     |
| 3                                   | 5         | Bob Akin Motor Racing   | Bob Akin John O’Steen                                   | 935 K3/80  | 3,2 l     |
| 5                                   | 24        | Pegasus III Racing      | M. L. Speer Wayne Pickering                             | 935 JLP-2  | 3,2 l     |
| 15                                  | 61        |                         | Robert Gottfried Jack Refenning                         | 935        | 2,8 l     |
| 500-km-Rennen von Brainerd          |           |                         |                                                         |            |           |
| 4                                   | 5         | Bob Akin Motor Racing   | Bob Akin Dennis Aase                                    | 935 K3/80  | 3,2 l     |
| 18                                  | 50        | Drax Racing             | Greg Pusey Kathy Rude                                   | 935 K3/80  | 3,2 l     |
| 3-Stunden-Rennen von Sears Point    |           |                         |                                                         |            |           |
| 7                                   | 30        | Momo Corse              | Sarel van der Merwe Giampiero Moretti                   | 935/78-81  | 3,2 l     |
| 6-Stunden-Rennen von Mosport        |           |                         |                                                         |            |           |
| 9                                   | 24        | Pegasus III Racing      | M. L. Speer Wayne Pickering Ken Madren                  | 935 JLP-2  | 3,2 l     |
| 10                                  | 6         | Henn’s Swap Shop        | John Graham Hurley Haywood Eddie Wachs                  | 935 K3/80  | 3,2 l     |
| 12                                  | 5         | Bob Akin Motor Racing   | Bob Akin John O’Steen Dennis Aase                       | 935 K3/80  | 3,2 l     |
| 500-Meilen-Rennen von Pocono        |           |                         |                                                         |            |           |
| 2                                   | 30        | Momo Corse              | Sarel van der Merwe Giampiero Moretti                   | 935/78-81  | 3,2 l     |
| 4                                   | 5         | Bob Akin Motor Racing   | Bob Akin John O’Steen                                   | 935 K3/80  | 3,2 l     |
| 3-Stunden-Rennen von Daytona Finale |           |                         |                                                         |            |           |
| 2                                   | 5         | Bob Akin Motor Racing   | Bob Akin John O’Steen                                   | 935/84     | 3,2 l     |
| 5                                   | 05        | T&R Racing              | Tico Almeida Miguel Morejon                             | 935 M16    | 3,2 l     |
| 7                                   | 30        | Momo Corse              | Giampiero Moretti Sarel van der Merwe                   | 935 J      | 3,2 l     |

1984
| IMSA 1984                          | IMSA 1984 | IMSA 1984               | IMSA 1984                                                  | IMSA 1984  | IMSA 1984 |
| Rennen                             | Rennen    | Rennen                  | Rennen                                                     | Rennen     | Rennen    |
| Pos.                               | Nr.       | Team                    | Fahrer                                                     | Chassistyp | Motortyp  |
| ---------------------------------- | --------- | ----------------------- | ---------------------------------------------------------- | ---------- | --------- |
| 24-Stunden-Rennen von Daytona      |           |                         |                                                            |            |           |
| 2                                  | 6         | Henn’s Swap Shop        | A. J. Foyt Bob Wollek Derek Bell                           | 935 L      | 3,2 l     |
| 4                                  | 86        | Bayside Disposal Racing | Bruce Leven Hurley Haywood Al Holbert Claude Ballot-Léna   | 935/80     | 3,2 l     |
| 19                                 | 24        | Pegasus Racing          | Bobby Hefner Jack Griffin Hugo Gralia                      | 935 JLP-2  | 3,2 l     |
| 3-Stunden-Rennen von Miami         |           |                         |                                                            |            |           |
| 4                                  | 6         | Henn’s Swap Shop        | A. J. Foyt Bob Wollek                                      | 935 L      | 3,2 l     |
| 11                                 | 86        | Bayside Disposal Racing | Hurley Haywood Claude Ballot-Léna                          | 935/80     | 3,0 l     |
| 12                                 | 24        | Pegasus Racing          | Juan Manuel Fangio II Hugo Gralia                          | 935 JLP-2  | 3,0 l     |
| 14                                 | 9         | Personalized Autohaus   | Wayne Baker Tom Blackaller                                 | 935 K3     | 3,0 l     |
| 12-Stunden-Rennen von Sebring      |           |                         |                                                            |            |           |
| 1                                  | 48        | Mauricio de Narváez     | Mauricio de Narváez Hans Heyer Stefan Johansson            | 935 J      | 3,0 l     |
| 3                                  | 6         | Henn’s Swap Shop        | A. J. Foyt Bob Wollek Derek Bell                           | 935 L      | 3,2 l     |
| 4                                  | 9         | Personalized Autohaus   | Wayne Baker Jim Mullen Tom Blackaller                      | 935 K3     | 3,0 l     |
| 5                                  | 5         | Bob Akin Motor Racing   | Bob Akin John O’Steen Hans-Joachim Stuck                   | 935/84     | 3,2 l     |
| 6                                  | 14        | John Fitzpatrick Racing | John Graham Hugo Gralia Preston Henn Bob Wollek Al Holbert | 935 K4     | 3,0 l     |
| 20                                 | 05        | Hi-Tech Racing          | Tico Almeida Miguel Morejon                                | 935 M16    | 3,0 l     |
| 500-km-Rennen von Road Atlanta     |           |                         |                                                            |            |           |
| 6                                  | 5         | Bob Akin Motor Racing   | Bob Akin John O’Steen                                      | 935/84     | 3,2 l     |
| 18                                 | 29        | Micromotive Racing      | Robert Gottfried Rich Lee                                  | 935        | 2,8 l     |
| 6-Stunden-Rennen von Riverside     |           |                         |                                                            |            |           |
| 8                                  | 5         | Bob Akin Motor Racing   | Bob Akin John O’Steen                                      | 935/84     | 3,2 l     |
| 12                                 | 24        | Pegasus Racing          | Jack Griffin Craig Allen George Schwarz                    | 935 JLP-2  | 3,0 l     |
| 16                                 | 9         | Personalized Autohaus   | Wayne Baker Jack Newsum                                    | 935 K3     | 3,0 l     |
| 100-Meilen-Rennen von Laguna Seca  |           |                         |                                                            |            |           |
| 11                                 | 9         | Personalized Autohaus   | Tom Blackaller                                             | 935 K3     | 3,0 l     |
| 1-Stunden-Rennen von Lime Rock     |           |                         |                                                            |            |           |
| 7                                  | 5         | Bob Akin Motor Racing   | John O’Steen                                               | 935/84     | 3,2 l     |
| 500-Meilen-Rennen von Road America |           |                         |                                                            |            |           |
| 11                                 | 26        | Toyota Village          | Werner Frank Ludwig Heimrath junior                        | 935/80     | 3,0 l     |
| 500-Meilen-Rennen von Watkins Glen |           |                         |                                                            |            |           |
| 6                                  | 26        | Toyota Village          | Werner Frank Dave White                                    | 935/80     | 3,0 l     |

1985
| IMSA 1985                     | IMSA 1985 | IMSA 1985             | IMSA 1985                                        | IMSA 1985  | IMSA 1985 |
| Rennen                        | Rennen    | Rennen                | Rennen                                           | Rennen     | Rennen    |
| Pos.                          | Nr.       | Team                  | Fahrer                                           | Chassistyp | Motortyp  |
| ----------------------------- | --------- | --------------------- | ------------------------------------------------ | ---------- | --------- |
| 24-Stunden-Rennen von Daytona |           |                       |                                                  |            |           |
| 5                             | 7         | Bob Akin Motor Racing | Jim Mullen Ray McIntyre Kees Nierop              | 935/84     | 3,2 l     |
| 16                            | 9         | Personalized Autohaus | Wayne Baker Jack Newsum Chip Mead                | 935 K3     | 3,0 l     |
| 3-Stunden-Rennen von Miami    |           |                       |                                                  |            |           |
| 14                            | 48        | Mauricio de Narváez   | Mauricio de Narváez Louis Krages („John Winter“) | 935 J      | 3,0 l     |
| 12-Stunden-Rennen von Sebring |           |                       |                                                  |            |           |
| 8                             | 11        | Kendall Racing        | Chuck Kendall John Hotchkis Robert Kirby         | 935 K3/80  | 3,2 l     |
| 16                            | 31        | Goral Racing          | Paul Goral Rick Wilson                           | 935 K3     | 3,0 l     |
| 500-km-Rennen von Charlotte   |           |                       |                                                  |            |           |
| 10                            | 26        | Toyota Village        | Werner Frank Dave White                          | 935/80     | 3,2 l     |
| 500-km-Rennen von Mid-Ohio    |           |                       |                                                  |            |           |
| 15                            | 00        | Spirit of Cleveland   | Richard Silver Don Herman                        | 935 JLP-2  | 3,0 l     |

1986
| IMSA 1986                     | IMSA 1986 | IMSA 1986  | IMSA 1986                              | IMSA 1986  | IMSA 1986 |
| Rennen                        | Rennen    | Rennen     | Rennen                                 | Rennen     | Rennen    |
| Pos.                          | Nr.       | Team       | Fahrer                                 | Chassistyp | Motortyp  |
| ----------------------------- | --------- | ---------- | -------------------------------------- | ---------- | --------- |
| 12-Stunden-Rennen von Sebring |           |            |                                        |            |           |
| 15                            | 16        | MHR Racing | Marty Hinze Jack Newsum Tom Blackaller | 935 K3     | 3,0 l     |

## Technische Daten
Der Porsche 935 wurde von 1976 bis 1981 in folgenden Ausführungen produziert und eingesetzt:
| Porsche 935:              | 935 (1976) | 935/77 (1977) Werkswagen | 935/77 (1977) Kunden | 935/2.0 „Baby“ (1977) | 935/78 „Moby Dick“ (1978) | 935/78 (1978) Kunden | 935/79 (1979) | 935/80 (1980) | 935/78-81 (1981) Joest-Racing | 935 K4 (1981) Kremer-Racing |
| ------------------------- | --- | --- | --- | --- | --- | --- | --- | --- | --- | --- |
| Motor                     | 6-Zylinder-Boxermotor (Viertakt) 1976 beim 935 und 1979 beim 935/79 ein Abgasturbolader, alle anderen Modelle mit zwei Abgasturboladern und zwei Ladeluftkühlern | 6-Zylinder-Boxermotor (Viertakt) 1976 beim 935 und 1979 beim 935/79 ein Abgasturbolader, alle anderen Modelle mit zwei Abgasturboladern und zwei Ladeluftkühlern | 6-Zylinder-Boxermotor (Viertakt) 1976 beim 935 und 1979 beim 935/79 ein Abgasturbolader, alle anderen Modelle mit zwei Abgasturboladern und zwei Ladeluftkühlern | 6-Zylinder-Boxermotor (Viertakt) 1976 beim 935 und 1979 beim 935/79 ein Abgasturbolader, alle anderen Modelle mit zwei Abgasturboladern und zwei Ladeluftkühlern | 6-Zylinder-Boxermotor (Viertakt) 1976 beim 935 und 1979 beim 935/79 ein Abgasturbolader, alle anderen Modelle mit zwei Abgasturboladern und zwei Ladeluftkühlern | 6-Zylinder-Boxermotor (Viertakt) 1976 beim 935 und 1979 beim 935/79 ein Abgasturbolader, alle anderen Modelle mit zwei Abgasturboladern und zwei Ladeluftkühlern | 6-Zylinder-Boxermotor (Viertakt) 1976 beim 935 und 1979 beim 935/79 ein Abgasturbolader, alle anderen Modelle mit zwei Abgasturboladern und zwei Ladeluftkühlern | 6-Zylinder-Boxermotor (Viertakt) 1976 beim 935 und 1979 beim 935/79 ein Abgasturbolader, alle anderen Modelle mit zwei Abgasturboladern und zwei Ladeluftkühlern | 6-Zylinder-Boxermotor (Viertakt) 1976 beim 935 und 1979 beim 935/79 ein Abgasturbolader, alle anderen Modelle mit zwei Abgasturboladern und zwei Ladeluftkühlern | 6-Zylinder-Boxermotor (Viertakt) 1976 beim 935 und 1979 beim 935/79 ein Abgasturbolader, alle anderen Modelle mit zwei Abgasturboladern und zwei Ladeluftkühlern |
| Hubraum                   | 2857 cm³ | 2857 cm³ | 2857 cm³ | 1425 cm³ | 3211 cm³ | 2857 cm³ | 3124 cm³ 3160 cm³ | 3124 cm³ | 3124 cm³ | 3160 cm³ |
| Bohrung × Hub             | 92,0 × 70,4 mm | 92,0 × 70,4 mm | 92,0 × 70,4 mm | 71,0 × 60,0 mm | 95,7 × 74,4 mm | 92,0 × 70,4 mm | 97,0 × 70,4 mm 95,0 × 74,4 mm | 97,0 × 70,4 mm | 97,0 × 70,4 mm | 95,0 × 74,4 mm |
| Leistung bei 1/min        | 433 kW (590 PS) bei 7900 | 463 kW (630 PS) bei 8000 | 433 kW (590 PS) bei 7900 | 279 kW (380 PS) bei 8200 | 620 kW (845 PS) bei 8200 | 441 kW (600 PS) bei 8000 | 500 kW (680 PS) bei 8000 529 kW (720 PS) bei 8000 | 500 kW (680 PS) bei 8000 | 500 kW (680 PS) bei 8000 | 529 kW (720 PS) bei 8000 |
| Max. Drehmoment bei 1/min | 588 Nm bei 5400 | 588 Nm bei 5400 | 588 Nm bei 5400 | | 785 Nm bei 6600 | 588 Nm bei 5400 | 706 Nm bei 5800 735 Nm bei 5500 | 706 Nm bei 5800 | 706 Nm bei 5800 | 735 Nm bei 5500 |
| Verdichtung               | 6,5 : 1 | 6,5 : 1 | 6,5 : 1 | 6,5 : 1 | 7,0 : 1 | 6,5 : 1 | 6,5 : 1 7,0 : 1 | 6,5 : 1 | 6,5 : 1 | 7,0 : 1 |
| Ventilsteuerung           | je eine obenliegende Nockenwelle mit Kettenantrieb | je eine obenliegende Nockenwelle mit Kettenantrieb | je eine obenliegende Nockenwelle mit Kettenantrieb | je eine obenliegende Nockenwelle mit Kettenantrieb | je zwei obenliegende Nockenwellen mit Steuerradantrieb | je eine obenliegende Nockenwelle mit Kettenantrieb | je eine obenliegende Nockenwelle mit Kettenantrieb | je eine obenliegende Nockenwelle mit Kettenantrieb | je eine obenliegende Nockenwelle mit Kettenantrieb | je eine obenliegende Nockenwelle mit Kettenantrieb |
| Kühlung                   | Luftkühlung (Gebläse) | Luftkühlung (Gebläse) | Luftkühlung (Gebläse) | Luftkühlung (Gebläse) | Luftkühlung (Gebläse), Zylinderköpfe mit Wasserkühlung | Luftkühlung (Gebläse) | Luftkühlung (Gebläse) | Luftkühlung (Gebläse) | Luftkühlung (Gebläse) | Luftkühlung (Gebläse) |
| Getriebe                  | 4-Gang-Getriebe, Hinterradantrieb, beim 935/2.0 „Baby“ 5-Gang-Getriebe, Hinterradantrieb                                                                         | 4-Gang-Getriebe, Hinterradantrieb, beim 935/2.0 „Baby“ 5-Gang-Getriebe, Hinterradantrieb                                                                         | 4-Gang-Getriebe, Hinterradantrieb, beim 935/2.0 „Baby“ 5-Gang-Getriebe, Hinterradantrieb                                                                         | 4-Gang-Getriebe, Hinterradantrieb, beim 935/2.0 „Baby“ 5-Gang-Getriebe, Hinterradantrieb                                                                         | 4-Gang-Getriebe, Hinterradantrieb, beim 935/2.0 „Baby“ 5-Gang-Getriebe, Hinterradantrieb                                                                         | 4-Gang-Getriebe, Hinterradantrieb, beim 935/2.0 „Baby“ 5-Gang-Getriebe, Hinterradantrieb                                                                         | 4-Gang-Getriebe, Hinterradantrieb, beim 935/2.0 „Baby“ 5-Gang-Getriebe, Hinterradantrieb                                                                         | 4-Gang-Getriebe, Hinterradantrieb, beim 935/2.0 „Baby“ 5-Gang-Getriebe, Hinterradantrieb                                                                         | 4-Gang-Getriebe, Hinterradantrieb, beim 935/2.0 „Baby“ 5-Gang-Getriebe, Hinterradantrieb                                                                         | 4-Gang-Getriebe, Hinterradantrieb, beim 935/2.0 „Baby“ 5-Gang-Getriebe, Hinterradantrieb                                                                         |
| Bremsen                   | Scheibenbremsen (innenbelüftet) | Scheibenbremsen (innenbelüftet) | Scheibenbremsen (innenbelüftet) | Scheibenbremsen (innenbelüftet) | Scheibenbremsen (innenbelüftet) | Scheibenbremsen (innenbelüftet) | Scheibenbremsen (innenbelüftet) | Scheibenbremsen (innenbelüftet) | Scheibenbremsen (innenbelüftet) | Scheibenbremsen (innenbelüftet) |
| Radaufhängung vorn        | Einzelradaufhängung an Dämpferbeinen und Dreiecksquerlenkern, Querstabilisator                                                                                   | Einzelradaufhängung an Dämpferbeinen und Dreiecksquerlenkern, Querstabilisator                                                                                   | Einzelradaufhängung an Dämpferbeinen und Dreiecksquerlenkern, Querstabilisator                                                                                   | Einzelradaufhängung an Dämpferbeinen und Dreiecksquerlenkern, Querstabilisator                                                                                   | Einzelradaufhängung an Dämpferbeinen und Dreiecksquerlenkern, Querstabilisator                                                                                   | Einzelradaufhängung an Dämpferbeinen und Dreiecksquerlenkern, Querstabilisator                                                                                   | Einzelradaufhängung an Dämpferbeinen und Dreiecksquerlenkern, Querstabilisator                                                                                   | Einzelradaufhängung an Dämpferbeinen und Dreiecksquerlenkern, Querstabilisator                                                                                   | Einzelradaufhängung an Dämpferbeinen und Dreiecksquerlenkern, Querstabilisator                                                                                   | Einzelradaufhängung an Dämpferbeinen und Dreiecksquerlenkern, Querstabilisator                                                                                   |
| Radaufhängung hinten      | Einzelradaufhängung an Schräglenkern und während der Fahrt verstellbarer Stabilisator                                                                            | Einzelradaufhängung an Schräglenkern und während der Fahrt verstellbarer Stabilisator                                                                            | Einzelradaufhängung an Schräglenkern und während der Fahrt verstellbarer Stabilisator                                                                            | Einzelradaufhängung an Schräglenkern und während der Fahrt verstellbarer Stabilisator                                                                            | Einzelradaufhängung an Schräglenkern und während der Fahrt verstellbarer Stabilisator                                                                            | Einzelradaufhängung an Schräglenkern und während der Fahrt verstellbarer Stabilisator                                                                            | Einzelradaufhängung an Schräglenkern und während der Fahrt verstellbarer Stabilisator                                                                            | Einzelradaufhängung an Schräglenkern und während der Fahrt verstellbarer Stabilisator                                                                            | Einzelradaufhängung an Schräglenkern und während der Fahrt verstellbarer Stabilisator                                                                            | Einzelradaufhängung an Schräglenkern und während der Fahrt verstellbarer Stabilisator                                                                            |
| Federung vorn             | Schraubenfedern und Teleskopstoßdämpfer | Schraubenfedern und Teleskopstoßdämpfer | Schraubenfedern und Teleskopstoßdämpfer | Schraubenfedern und Teleskopstoßdämpfer | Schraubenfedern und Teleskopstoßdämpfer | Schraubenfedern und Teleskopstoßdämpfer | Schraubenfedern und Teleskopstoßdämpfer | Schraubenfedern und Teleskopstoßdämpfer | Schraubenfedern und Teleskopstoßdämpfer | Schraubenfedern und Teleskopstoßdämpfer |
| Federung hinten           | Schraubenfedern und Teleskopstoßdämpfer | Schraubenfedern und Teleskopstoßdämpfer | Schraubenfedern und Teleskopstoßdämpfer | Schraubenfedern und Teleskopstoßdämpfer | Schraubenfedern und Teleskopstoßdämpfer | Schraubenfedern und Teleskopstoßdämpfer | Schraubenfedern und Teleskopstoßdämpfer | Schraubenfedern und Teleskopstoßdämpfer | Schraubenfedern und Teleskopstoßdämpfer | Schraubenfedern und Teleskopstoßdämpfer |
| Karosserie                | Selbsttragende Stahlkarosserie mit Kunststoffteilen | Selbsttragende Stahlkarosserie mit Kunststoffteilen | Selbsttragende Stahlkarosserie mit Kunststoffteilen | Selbsttragende Stahlkarosserie mit Kunststoffteilen | Aluminium-Gitterrohrrahmen mit Kunststoffkarosserie | Selbsttragende Stahlkarosserie mit Kunststoffteilen | Selbsttragende Stahlkarosserie mit Kunststoffteilen | Selbsttragende Stahlkarosserie mit Kunststoffteilen | Aluminium-Gitterrohrrahmen mit Kunststoffkarosserie | Aluminium-Gitterrohrrahmen mit Kunststoffkarosserie |
| Spurweite vorn/hinten     | 1502/1558 mm | 1502/1558 mm | 1502/1558 mm | 1502/1457 mm | 1630/1575 mm | 1502/1558 mm | 1502/1558 mm | 1502/1558 mm | 1630/1575 mm | 1502/1558 mm |
| Radstand                  | 2271 mm | 2271 mm | 2271 mm | 2271 mm | 2279 mm | 2271 mm | 2271 mm | 2271 mm | 2279 mm | 2271 mm |
| Reifen/Felgen             | VA: 275/600 × 16 auf 11J × 16 HA: 350/700 × 19 auf 14,5J × 19 | VA: 275/600 × 16 auf 11J × 16 HA: 350/700 × 19 auf 14,5J × 19 | VA: 275/600 × 16 auf 11J × 16 HA: 350/700 × 19 auf 14,5J × 19 | VA: 275/600 × 16 auf 11J × 16 HA: 350/700 × 16 auf 14,5J × 16 | VA: 275/600 × 16 auf 11J × 16 HA: ?/? × 19 auf 15J × 19 | VA: 275/600 × 16 auf 11J × 16 HA: 350/700 × 19 auf 14,5J × 19 | VA: 275/600 × 16 auf 11J × 16 HA: 350/700 × 19 auf 14,5J × 19 | VA: 275/600 × 16 auf 11J × 16 HA: 350/700 × 19 auf 14,5J × 19 | VA: 275/600 × 16 auf 11J × 16 HA: ?/? × 19 auf 15J × 19 | VA: 275/600 × 16 auf 11J × 16 HA: 350/700 × 19 auf 14,5J × 19 |
| Maße L × B × H            | 4680 × 1970 × 1265 mm | 4680 × 1970 × 1265 mm | 4680 × 1970 × 1265 mm | 4680 × 1970 × 1265 mm | 4890 × 1970 × 1205 mm | 4680 × 1970 × 1265 mm | 4680 × 1970 × 1265 mm | 4680 × 1970 × 1265 mm | 4890 × 1970 × 1205 mm | 4680 × 1970 × 1265 mm |
| Leergewicht               | 970 kg | 970 kg | 970 kg | 710 kg | 1025 kg | 970 kg | 1025 kg | 1025 kg | 1025 kg | 1025 kg |
| Höchstgeschwindigkeit     | 340 km/h | 340 km/h | 340 km/h | 270 km/h | 366 km/h | ca. 340 km/h | ca. 340 km/h | ca. 340 km/h | ca. 340 km/h | ca. 340 km/h |

## Kleinserie des Porsche 935 (2018)

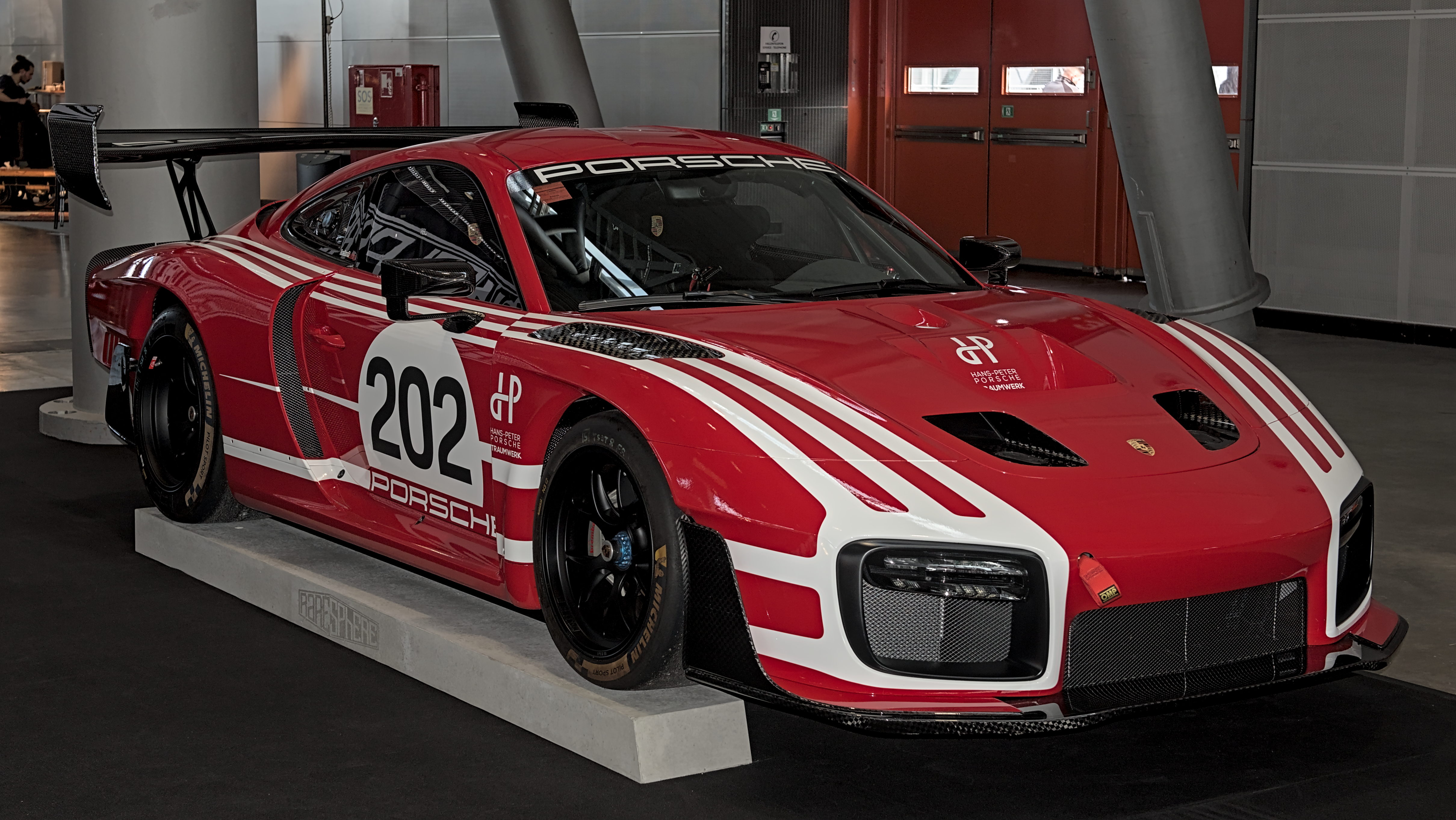
Kleinserie des Porsche 935 auf den Retro Classics 2025

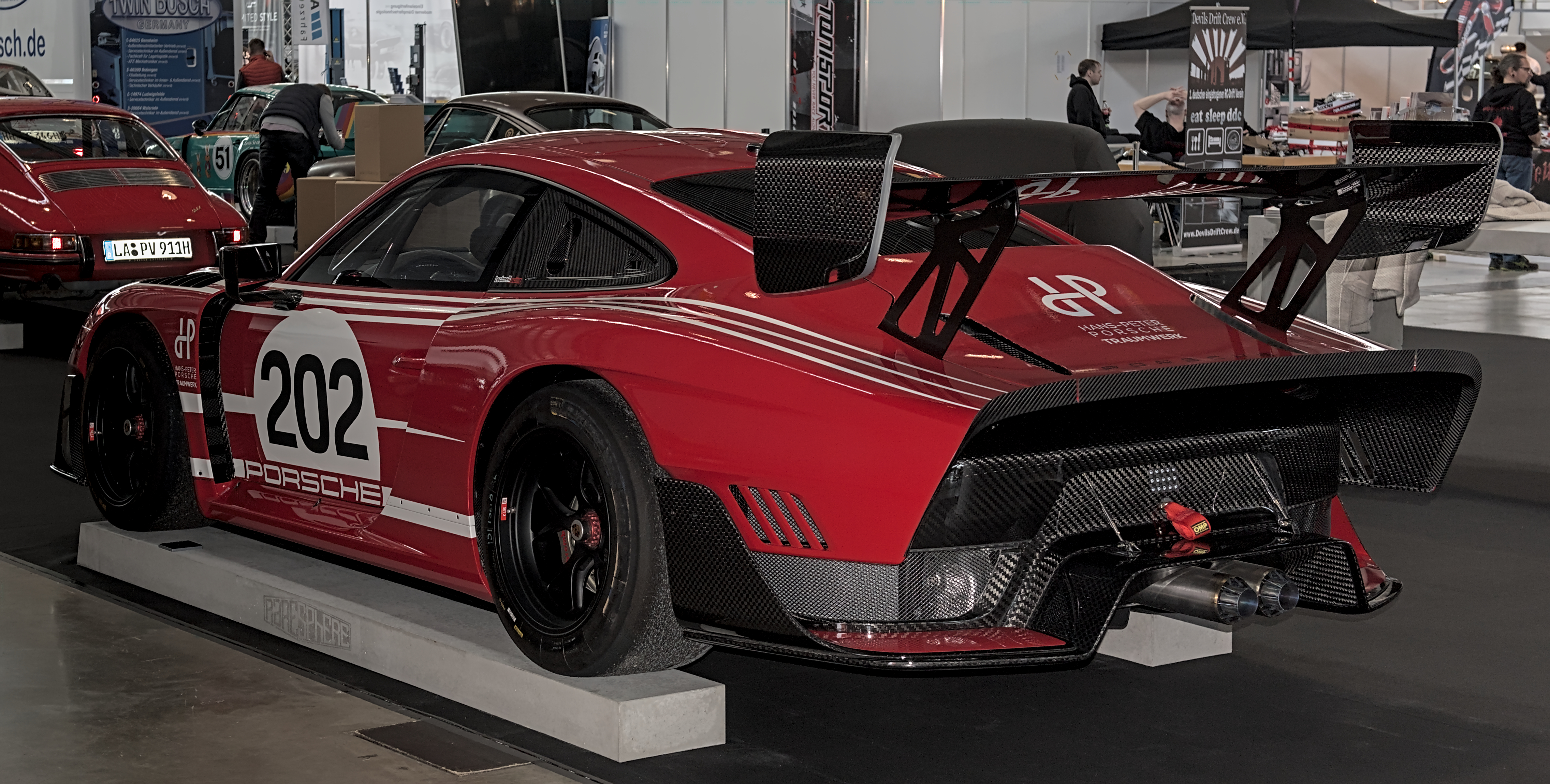
Heckansicht

2018 produzierte Porsche eine Kleinserie von 77 Rennwagen als Hommage an den 935. Die Karosserie des Fahrzeugs orientierte sich an dem 935/78 „Moby Dick“, der 1978 vom Porsche-Werksteam in der Markenweltmeisterschaft eingesetzt wurde.
Technisch entspricht der Rennwagen dem Porsche 911 GT2 RS. Der eingebaute 3,8-Liter-Sechszylinderboxermotor hat eine Biturboaufladung und leistet maximal 515 kW (700 PS).

### Porsche-Datenbank
- Porsche 935 Coupé auf Porsche.com (Memento vom 10. Mai 2009 im Internet Archive)
- Porsche 935/77 Coupé auf Porsche.com (Memento vom 22. Oktober 2009 im Internet Archive)
- Porsche 935/2.0 Coupé „Baby“ auf Porsche.com (Memento vom 22. Oktober 2009 im Internet Archive)
- Porsche 935/78 Coupé „Moby Dick“ auf Porsche.com (Memento vom 22. Oktober 2009 im Internet Archive)

### Reportage im Internet
- Der Porsche 935 auf Porsche-Scene.de